# Drets de la dona
Els drets de les dones són els drets assolits i reivindicats per a dones, noies i nenes a tot el món, com a resultat de l'alliberament de la dona. Van constituir la base del moviment pels drets de les dones al segle xix i dels moviments feministes durant els segles xx i xxi.
En alguns països, aquests drets estan institucionalitzats o recolzats per la llei, els costums locals i el comportament, mentre que en d'altres, s'ignoren i suprimeixen. Es diferencien de les nocions més àmplies dels drets humans per les reivindicacions d'un biaix històric i tradicional inherent contra l'exercici dels drets per part de les dones, noies i les nenes, i a favor dels homes, dels nois i dels nens.

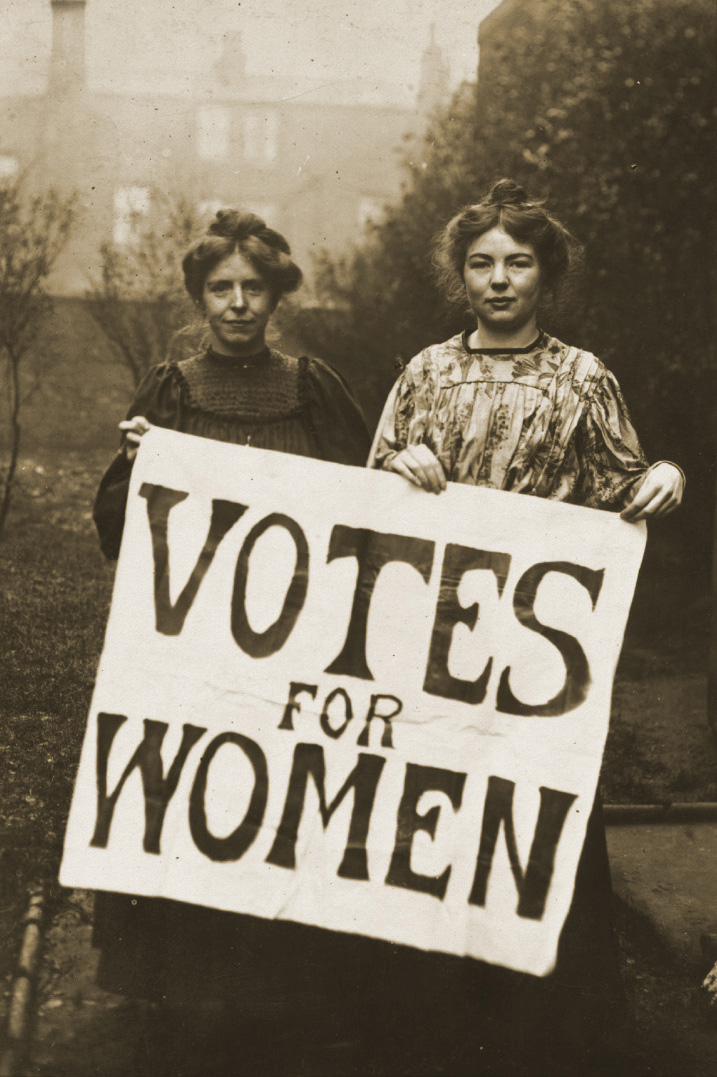
Annie Kenney i Christabel Pankhurst fent campanya pel sufragi femení
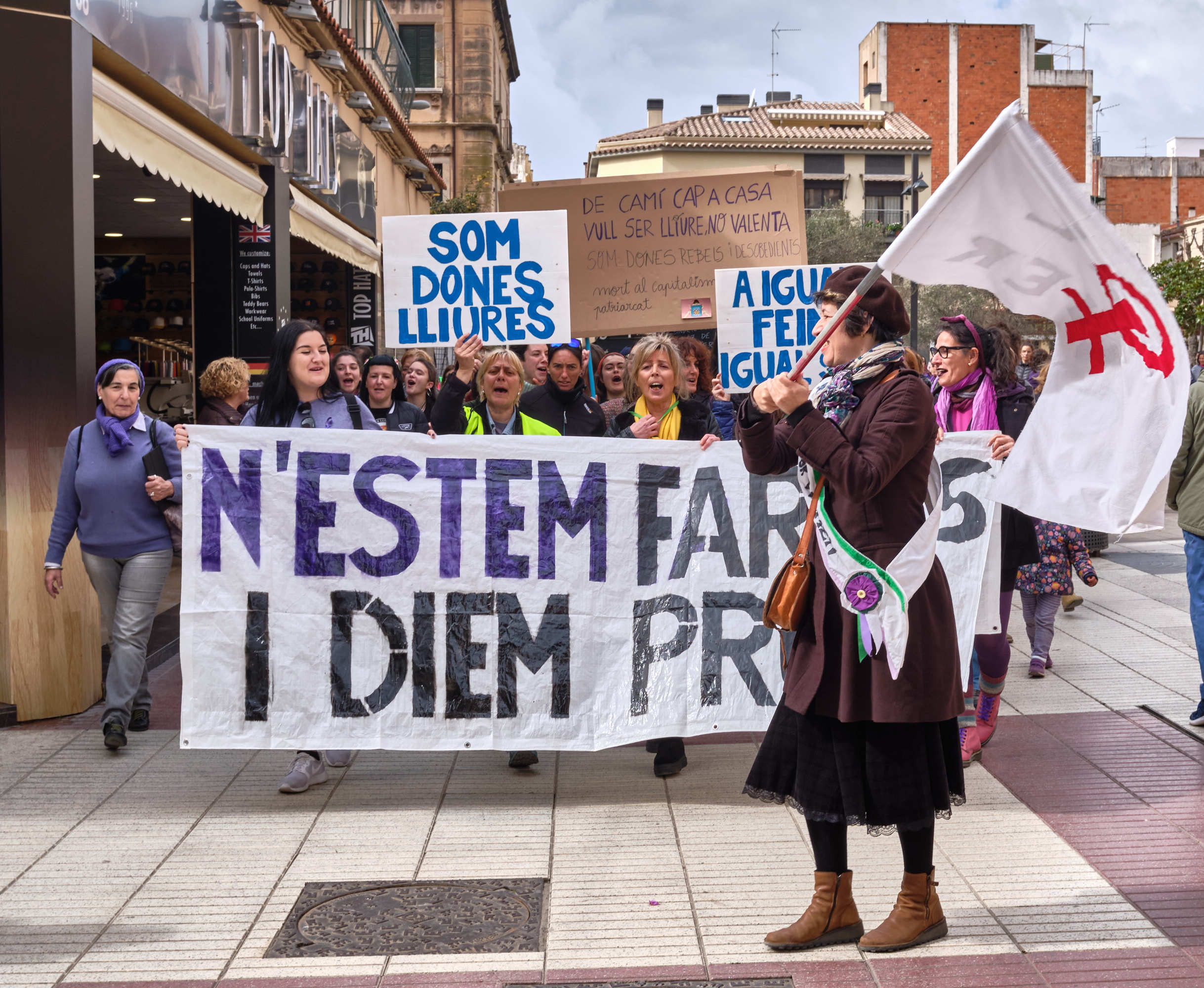
Manifestació feminista el 8 de març del 2018 a Calella

Els temes associats habitualment a les nocions de drets de la dona inclouen el dret a la integritat corporal i l'autonomia, a estar lliure de violència sexual, a votar, a ocupar càrrecs públics, a celebrar contractes legals, a tenir igualtat de drets en dret de família, al treballar, a salaris justos o igual salari, i tenir drets reproductius, a la propietat i a l'educació.

## Història

### Història antiga

#### Mesopotàmia

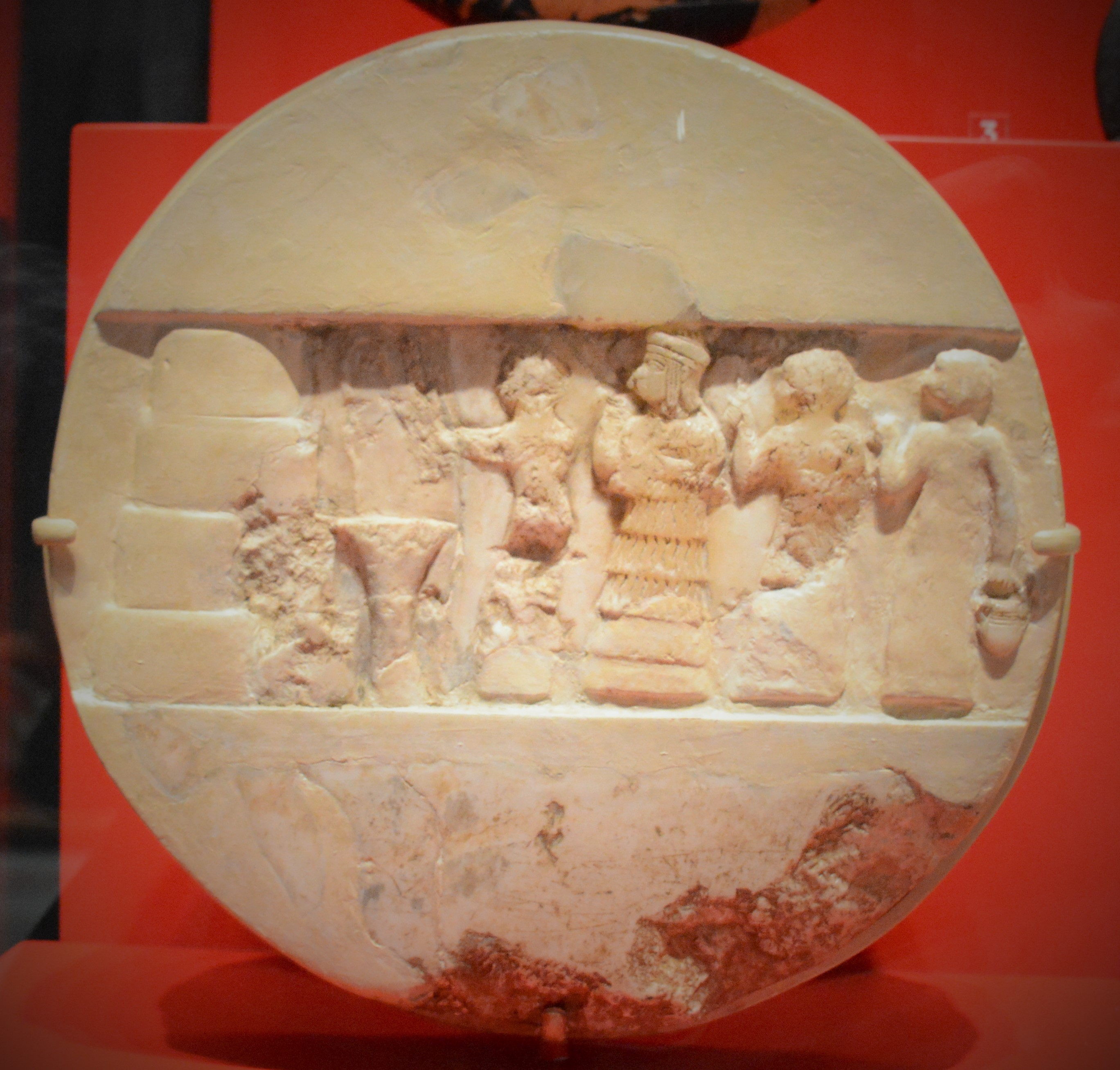
Antic retrat sumeri en baix relleu que representa la poetessa Enheduanna

Les dones de l'antic Sumer podien comprar, posseir, vendre i heretar propietats. Podien dedicar-se al comerç i declarar al tribunal com a testimonis.
No obstant això, els seus marits podien divorciar-se d'elles per infraccions lleus, i un marit divorciat podria tornar-se a casar fàcilment amb una altra dona, sempre que la seva primera esposa no li hagués donat descendència. Els codis legals de l'antiga babilònia permetien que un marit es divorciés de la seva esposa sota qualsevol circumstància, però fer-ho requeria que retornés tots els seus béns i, de vegades, li pagués una multa. La majoria de codis legals prohibeixen a una dona demanar el divorci al seu marit i aplicaven les mateixes sancions a una dona que demanava el divorci que a una dona sorpresa en acte d'adulteri. Però algunes lleis babilònies i assiries donaven a les dones el mateix dret a divorciar-se que als homes, i les obligaven a pagar exactament la mateixa multa.
La majoria de les divinitats semítiques orientals eren masculines, però les divinitats femenines, com Inanna, eren àmpliament adorades.
La poetessa accàdia Enheduanna, la sacerdotessa d'Inanna i filla de Sargon d'Accad, és la primera poetessa coneguda el nom del qual es té constància.

#### Antic Egipte
A l'antic Egipte, les dones gaudien dels mateixos drets legals que els homes, però els drets legítims depenien de la classe social.

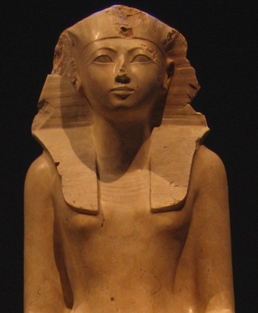
Estàtua de la faraona Hatshepsut exposada al Museu d'Art Metropolità
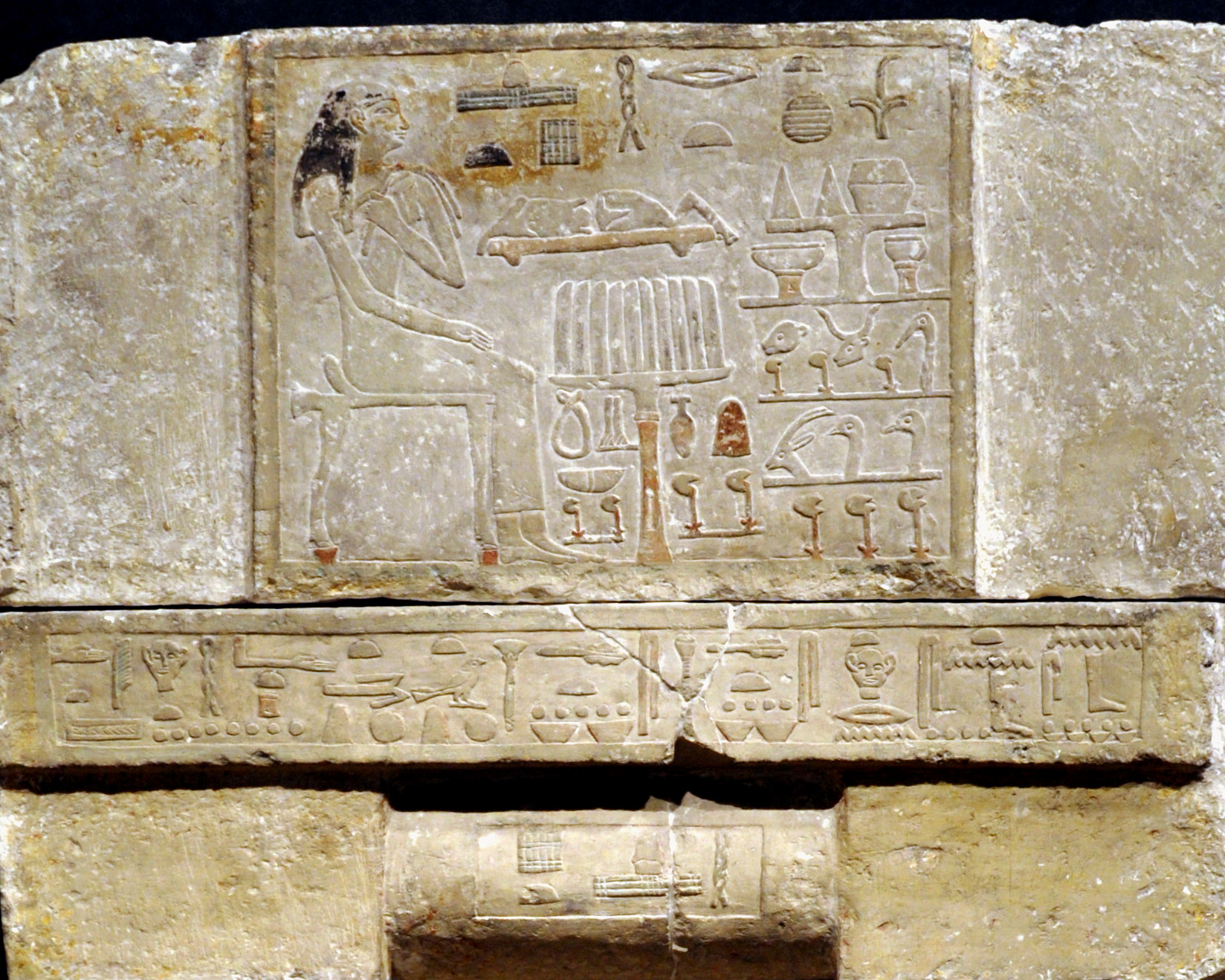
Hetepet (sacerdotesa d'Hator), Regne Antic d'Egipte, dinastia V-VI, c. 2400 aC. Museu de Liebieghaus, Frankfurt del Main
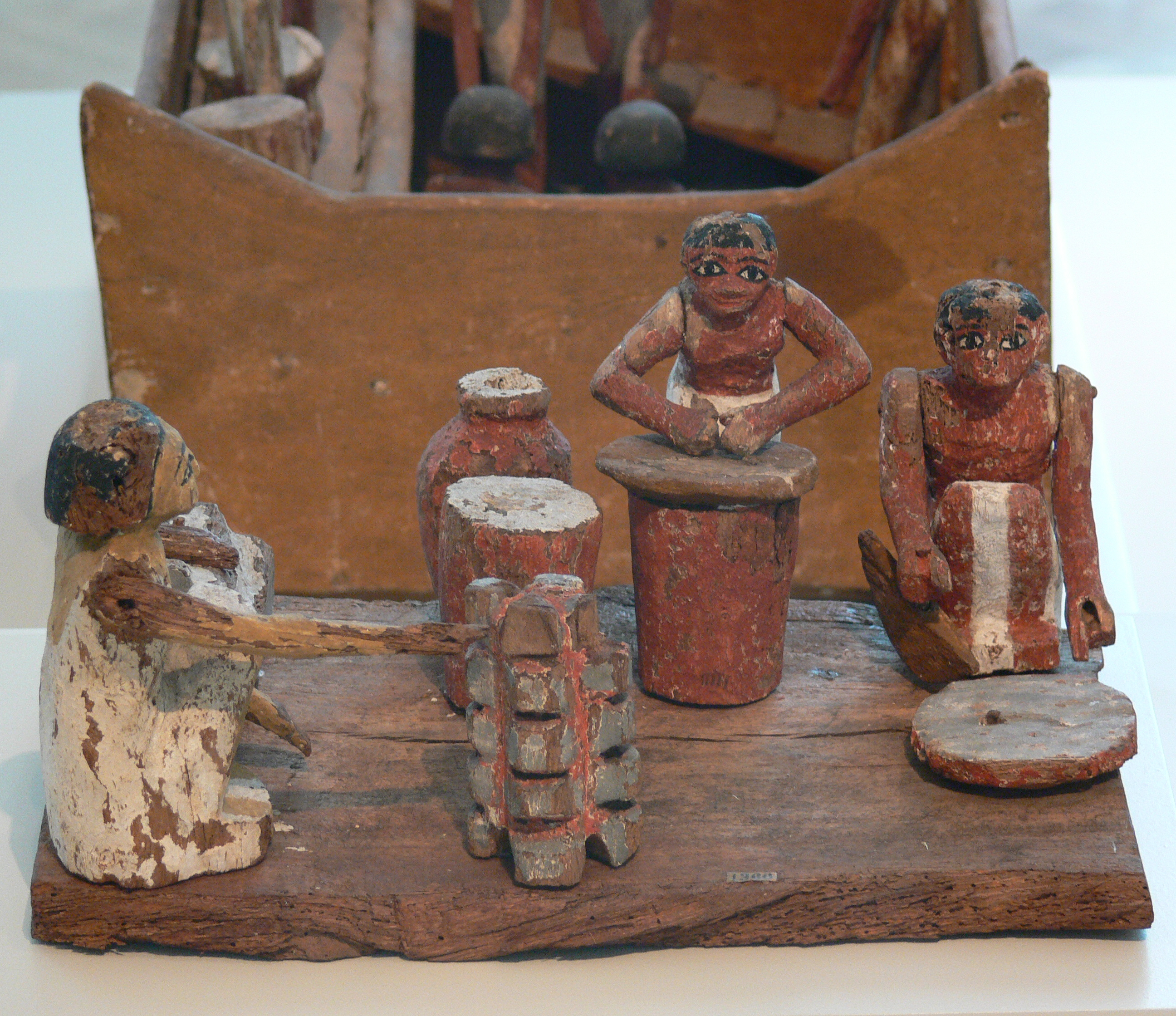
Model de cuina; dones molent, couent i elaborant cervesa. L'elaboració de pa i cervesa (feta amb pa fermentat) eren tasques generalment de les dones. Dinastia XII d'Egipte, 2050-1800 aC. Museu Egipci de Berlín

La propietat de la terra descendia en la línia femenina de mare a filla, i les dones tenien dret a administrar els seus propis béns. Les dones de l'antic Egipte podien comprar, vendre, ser sòcies en contractes legals, ser marmessores de testaments i testimonis de documents legals, presentar accions judicials i adoptar nens.

#### Índia
Les dones durant el període vèdic primerenc gaudien d'un estatus igual que els homes en tots els aspectes de la vida. Les obres d'antics gramàtics indis com Patanjali i Katyayana suggereixen que les dones van ser educades al primer període vèdic. Els versos rigvèdics suggereixen que les dones es casaven a una edat madura i probablement eren lliures d'escollir els seus marits en una pràctica anomenada swayamvara o una relació de convivència anomenada matrimoni gandharva.

#### Antiga Grècia
Tot i que la majoria de dones no tenien drets polítics i d'igualtat a les ciutats estat (polis) de l'antiga Grècia, van gaudir d'una certa llibertat de moviments fins a l'època arcaica. També existeixen registres de dones a l'antiga Delfos, Gortina, Tessàlia, Mègara i Esparta que posseïen terres, la forma de propietat privada més prestigiosa de l'època. No obstant això, després de l'època arcaica, els legisladors van començar a promulgar lleis que feien complir la segregació de gènere, donant lloc a la disminució dels drets de les dones.
Les dones a l'Atenes clàssica no tenien personalitat jurídica i se les suposava que formaven part de l'oikos (οἶκος) encapçalat pels kurios (κύριος) masculins. Fins al matrimoni, les dones estaven sota la tutela del seu pare o d'un altre parent masculí. Un cop casadada, el marit es convertia en el kurios (amo o tutor) de la dona. Com que les dones tenien prohibit dur a terme procediments legals, els kurios ho fèien en nom seu. Les dones ateneses només podien adquirir drets sobre la propietat mitjançant donacions, dot i herència, encara que els seus kurios tenien dret a disposar de la propietat d'una dona. Les dones ateneses només podien celebrar un contracte per un valor inferior al valor d'un «medimnos d'ordi» (mesura de capacitat dels grecs, equivalent a 52,176 litres), permetent a les dones participar en el petit comerç. Les dones estaven excloses de la democràcia de l'antiga Atenes, tant en principi com a la pràctica. Els esclaus podien convertir-se en ciutadans atenesos després de ser alliberats, però cap dona no va adquirir mai la ciutadania a l'antiga Atenes.

A l'Atenes clàssica també es prohibia a les dones ser poetes, erudites, polítiques o artistes. Durant el període hel·lenístic a Atenes, el filòsof Aristòtil pensava que les dones portarien desordre i mal, per tant, el millor era mantenir les dones separades de la resta de la societat. Aquesta separació implicaria viure en una habitació anomenada gineceu (γυναικεῖον), mentre cuidaven les tasques de la llar i teníem molt poca exposició al món masculí. Això també era per garantir que les dones només tinguessin fills legítims dels seus marits. Les dones ateneses van rebre poca educació, excepte tutories a casa per a habilitats bàsiques com filar, teixir, cuinar i alguns coneixements sobre els diners.

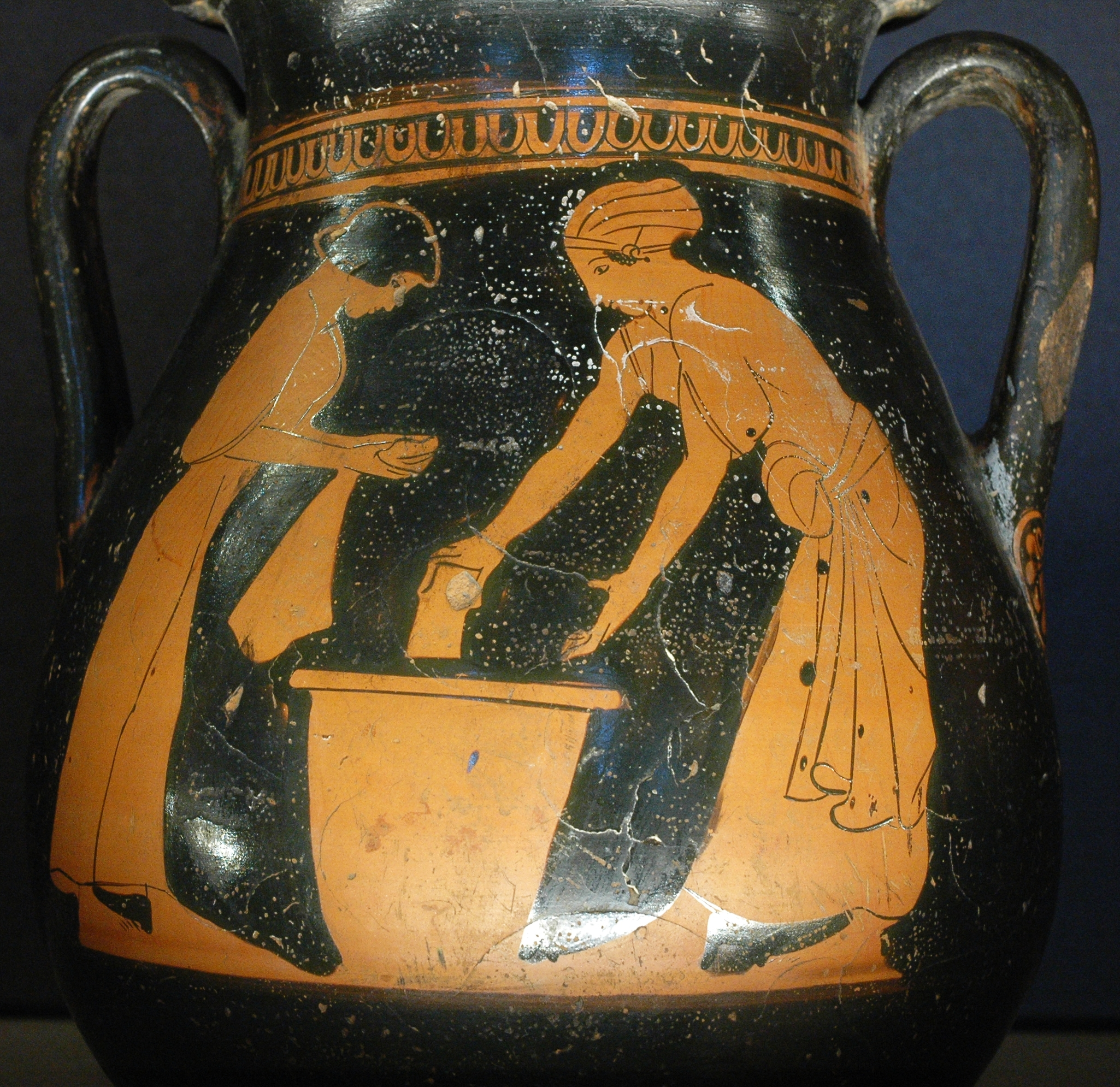
Dones rentant roba. Cara A d'un pelike de figures vermelles àtic, ca. 470-460 aC.
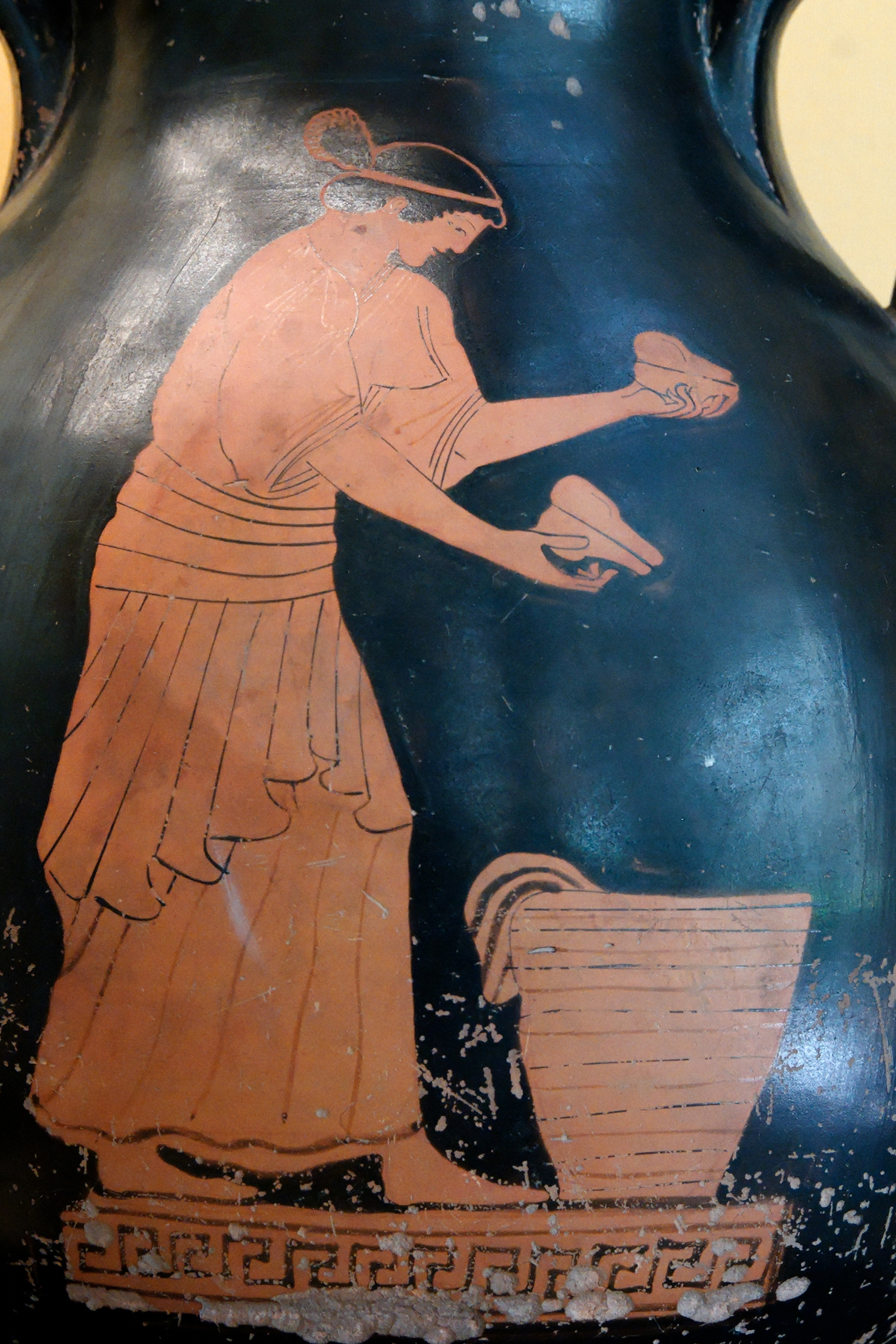
Venedora ambulant

Tot i que les dones espartanes estaven formalment excloses de la vida militar i política, gaudien d'un estatus considerable com a mares de guerrers espartans. Com que els homes es dedicaven a l'activitat militar, les dones es responsabilitzaven de dirigir les finques. Després d'una guerra prolongada al segle iv aC, les dones espartanes posseïen aproximadament entre el 35% i el 40% de totes les terres i propietats espartanes. Durant el període hel·lenístic, alguns dels espartans més rics eren dones. Les dones espartanes controlaven les seves pròpies propietats, així com les propietats dels parents homes que estaven fora a l'exèrcit. Les noies, així com els nois, rebien una educació. Però malgrat una llibertat de moviment relativament més gran per a les dones espartanes, el seu paper en la política era el mateix que les dones ateneses.
Plató va reconèixer que estendre els drets civils i polítics a les dones alteraria substancialment la naturalesa de la llar i de l'Estat. Aristòtil, que havia estat ensenyat per Plató, va negar que les dones fossin esclaves o subjectes a la propietat, argumentant que «la natura ha distingit entre la dona i l'esclava», però considerava que les dones es «compraven». Va argumentar que la principal activitat econòmica de les dones és la de salvaguardar la propietat domèstica creada pels homes. Segons Aristòtil, el treball de les dones no aportava cap valor perquè «l'art de la gestió de la llar no és idèntic a l'art d'aconseguir riquesa, perquè una utilitza el material que l'altra proporciona».
Contràriament a l'opinió de Plató, els filòsofs estoics defensaven la igualtat de sexes, sent la desigualtat sexual en la seva opinió contrària a les lleis de la naturalesa. En fer-ho, van seguir els cínics, que defensaven que homes i dones haurien de portar la mateixa roba i rebre el mateix tipus d'educació. També van veure el matrimoni com una companyia moral entre iguals en lloc d'una necessitat biològica o social, i van practicar aquests punts de vista a les seves vides així com els seus ensenyaments. Els estoics van adoptar les opinions dels cínics i les van afegir a les seves pròpies teories de la naturalesa humana, posant així el seu igualitarisme sexual sobre una base filosòfica forta.

#### Antiga Roma

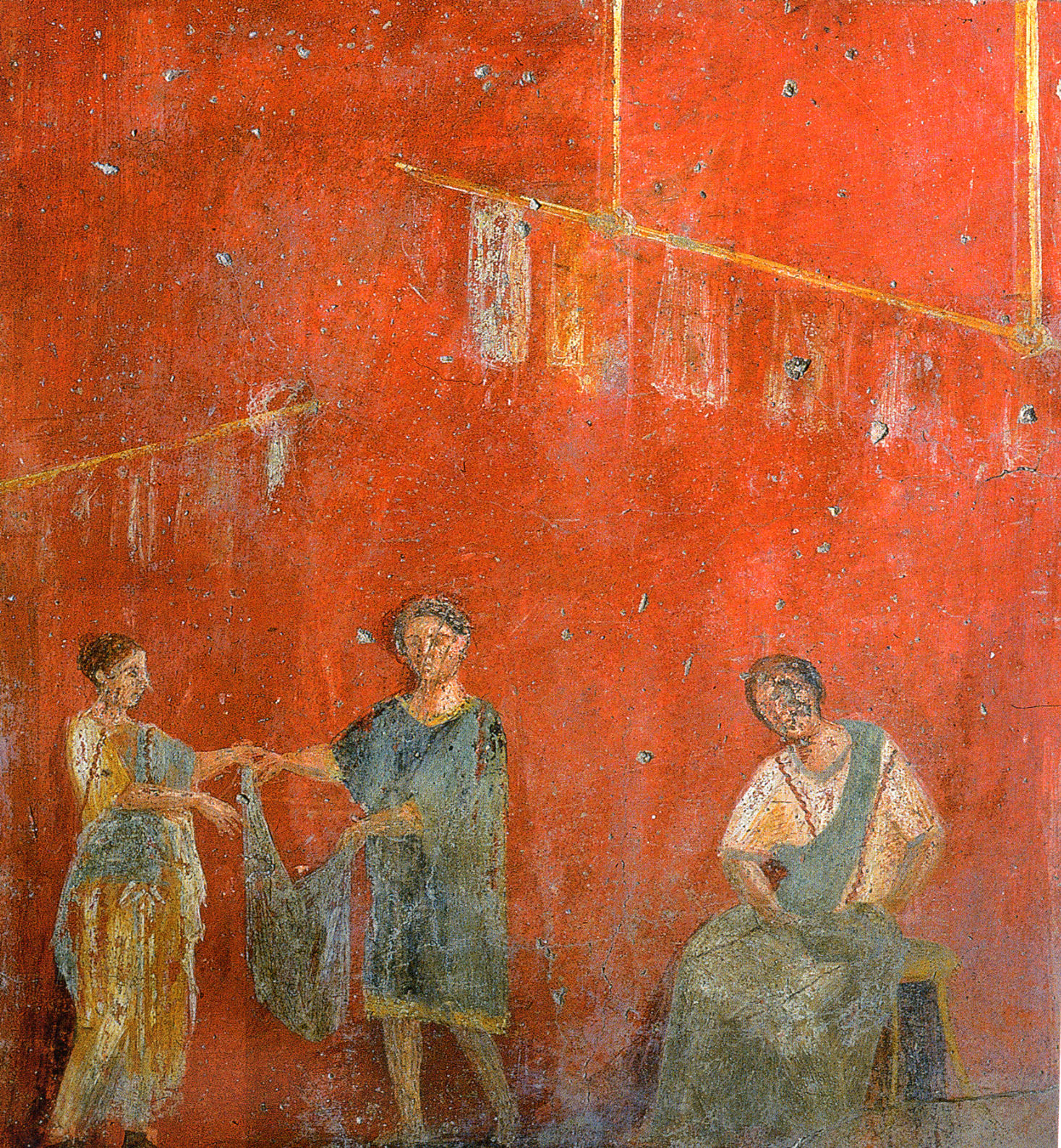
Dones treballant al costat d'un home en una tintoreria (fullonica), en una pintura mural de Pompeia

El dret romà, semblant al dret atenès, va ser creat pels homes a favor dels homes. Les dones no tenien veu pública ni paper públic, cosa que només va millorar després del segle i fins al segle vi. Les dones nascudes lliures de l'antiga Roma eren ciutadanes que gaudien de privilegis i proteccions legals que no s'estenia als no-ciutadans ni als esclaus. La societat romana era patriarcal i les dones no podien votar, ocupar càrrecs públics ni servir a l'exèrcit. Les dones de les classes altes exercien influència política mitjançant el matrimoni i la maternitat. Durant la República Romana, les mares dels germans Grac i de Juli Cèsar van ser considerades com a dones exemplars que van avançar en la carrera dels seus fills. Durant el període imperial, les dones de la família de l'emperador podien adquirir un poder polític considerable i eren representades regularment en l'art oficial i en les monedes.
El nucli central de la societat romana era el pater familias o el cap masculí de la llar que exercia la seva autoritat sobre tots els seus fills, esclaus i esposa. Les nenes tenien els mateixos drets d'herència que els nois si el seu pare moria sense deixar testament. De manera semblant a les dones ateneses, les romanes tenien un guardià, o com es deia «tutor», que gestionava i supervisava tota la seva activitat. Aquesta tutela deixava una activitat femenina limitada, però entre el segle i i el segle vi, la tutela es va relaxar molt i les dones van ser acceptades per participar en funcions més públiques, com ara posseir o gestionar propietats o actuar com a mecenes municipals per als jocs de gladiadors i altres activitats d'entreteniment. La maternitat va ser encoratjada per l'Estat. Cap al 27-14 aC, el ius tritium liberorum (dret legal per tenir tres fills) va concedir honors simbòlics i privilegis legals a una dona que havia donat a llum tres fills, i la va alliberar de qualsevol tutela masculina.

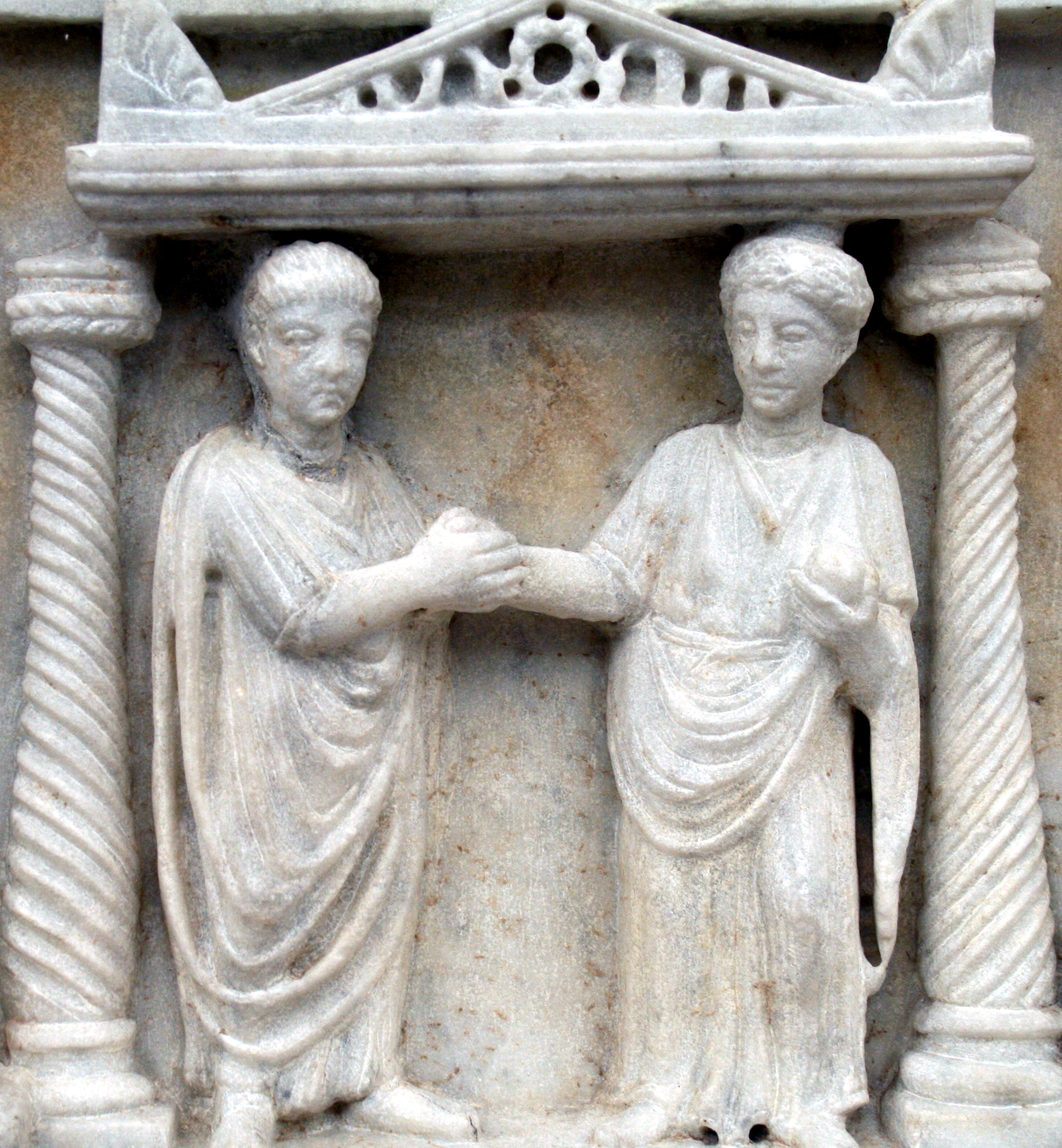
Parella agafada de mans en el matrimoni, idealitzada pels romans com a element bàsic de la societat i com una associació de companys que treballen junts per produir i criar fills, gestionar els assumptes quotidians, portar vides exemplars i gaudir de l'afecte.

En el període més primerenc de la República Romana, una núvia passava del control del seu pare a la «mà» (manus) del seu marit. Aleshores es sotmetia a les potestas del seu marit, encara que en menor grau que els seus fills. Aquesta forma arcaica de matrimoni manus va ser abandonada en gran part en l'època de Juli Cèsar, quan una dona romania sota l'autoritat del seu pare per llei fins i tot quan es traslladava a casa del seu marit. Aquesta disposició va ser un dels factors de la independència que van gaudir les dones romanes.
Tot i que les dones havien de respondre davant els seus pares en qüestions legals, estaven lliures del seu escrutini directe en la seva vida quotidiana, i els seus marits no tenien poder legal sobre elles. Quan el pare d'una dona moria, s'emancipava legalment (sui iuris). Una dona casada conservava la propietat dels béns que aportava al matrimoni. Les nenes tenien els mateixos drets d'herència que els nois si el seu pare moria sense deixar testament. Segons el dret romà clàssic, un marit no tenia dret a abusar físicament de la seva dona ni a obligar-la a mantenir relacions sexuals. La pallissa de la dona era motiu suficient per al divorci o altres accions legals contra el marit.
A causa de la seva condició legal com a ciutadanes i del grau en què podien emancipar-se, les dones de l'antiga Roma podien posseir propietats, celebrar contractes i dedicar-se a negocis. Algunes van adquirir i disposar de fortunes considerables, i s'inscriuen en inscripcions com a benefactores en el finançament de grans obres públiques. Les dones romanes podien comparèixer als tribunals i argumentar casos, tot i que era costum que estiguessin representades per un home. Simultàniament, se les va menysprear com a massa ignorants i febles de mentalitat per exercir l'advocacia, i com a massa actives i influents en qüestions legals, donant lloc a un edicte que limitava les dones a portar casos en nom propi en comptes d'altres. Però fins i tot després de la implantació d'aquesta restricció, hi ha nombrosos exemples de dones que prenen accions informades en qüestions legals, com ara dictar estratègia legal als seus defensors masculins.
El dret romà reconeixia la violació com un delicte en què la víctima no tenia cap culpa i un delicte capital. La violació d'una dona es considerava un atac a la seva família i a l'honor del seu pare, i les víctimes de violació eren avergonyides per permetre el mal nom en honor del seu pare. Per llei, la violació només es podia cometre contra una ciutadana de bona reputació. La violació d'una esclava només es podia perseguir com a dany a la propietat del seu propietari.

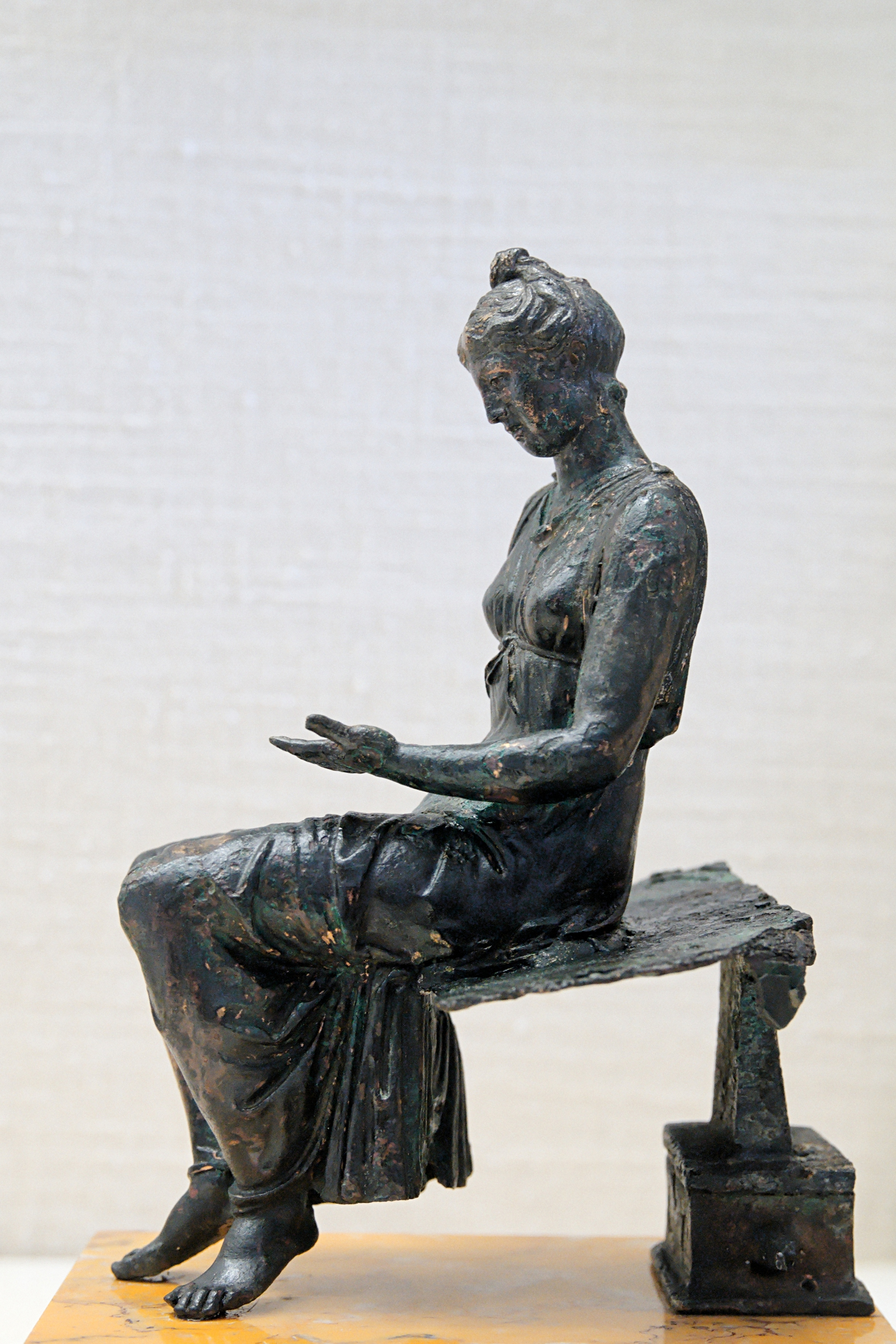
Estatueta de bronze d'una jove llegint (finals del)

El primer emperador romà, August, va emmarcar el seu ascens al poder exclusiu com un retorn a la moral tradicional (mos maiorum) i va intentar regular la conducta de les dones mitjançant la legislació moral. L'adulteri, que havia estat un assumpte familiar privat sota la República, va ser criminalitzat, i definit a grans trets com un acte sexual il·lícit (stupru) que es produïa entre un ciutadà i una dona casada, o entre una dona casada i qualsevol home que no fos el seu marit. Per tant, una dona casada només podia mantenir relacions sexuals amb el seu marit, però un home casat no cometia adulteri quan tenia relacions sexuals amb una prostituta, una esclava o una persona marginada (infamis). La majoria de les prostitutes de l'antiga Roma eren esclaves, tot i que algunes estaven protegides de la prostitució forçosa per una clàusula del seu contracte de venda. Una dona lliure que treballava com a prostituta o ballarina perdia la seva posició social i es convertia en infamis, («desconeguda»); en posar el seu cos a disposició del públic; de fet, havia renunciat al seu dret a ser protegida de l'abús sexual o la violència física.
Les filosofies estoiques van influir en el desenvolupament del dret romà. Els estoics de l'època imperial com Sèneca i Gai Musoni Rufus van desenvolupar teories de relacions justes. Tot i que no defensaven la igualtat en la societat o sota la llei, van sostenir que la naturalesa dona a homes i dones la mateixa capacitat de virtut i les mateixes obligacions per actuar amb virtut, i que, per tant, homes i dones tenien la mateixa necessitat d'educació filosòfica. Es creu que aquestes tendències filosòfiques entre l'elit governant van ajudar a millorar l'estatus de les dones sota l'Imperi. Roma no tenia cap sistema d'escolarització amb el suport de l'Estat, i l'educació només estava disponible per a aquells que podien pagar-la. Les filles de senadors i cavallers semblen haver rebut regularment una educació primària (entre 7 i 12 anys). Independentment del gènere, poques persones van rebre una educació més enllà d'aquest nivell. Les noies d'origen modest podrien ser escolaritzades per col·laborar amb l'empresa familiar o per adquirir habilitats d'alfabetització que les permetessin treballar com a escribes i secretàries. La dona que va aconseguir el major protagonisme al món antic pel seu aprenentatge va ser Hipàcia d'Alexandria, que impartia cursos de perfeccionament als joves i assessorava en política el prefecte romà d'Egipte. La seva influència la va posar en conflicte amb el bisbe d'Alexandria, Ciril, que podria haver estat implicat en la seva mort violenta l'any 415 a mans d'una multitud cristiana.

#### Imperi Romà d'Orient
Atès que el dret bizantí es basava essencialment en el dret romà, l'estatus jurídic de la dona no va canviar de manera significativa respecte a les pràctiques del segle vi. Però la restricció tradicional de les dones a la vida pública, així com l'hostilitat contra les dones independents, encara continuava. La major influència de la cultura grega va contribuir a les actituds estrictes sobre els rols de les dones com a domèstics en lloc de ser públics. També hi va haver una tendència creixent de dones que no eren prostitutes, esclaves o ballarines a estar completament velades. Com l'anterior dret romà, les dones no podien ser testimonis legals, exercir administracions o prestar diners, però encara podien heretar propietats i posseir terres.
Per regla general, la influència de l'església s'exerceix a favor de l'abolició de les discapacitats imposades per la llei antiga sobre el celibat i la manca de fills, l'augment de les facilitats per a l'accés a la vida religiosa professa i la deguda provisió per a la dona. L'església també va donar suport al poder polític d'aquells que eren amics amb el clergat. El nomenament de mares i àvies com a tutores va ser sancionat per Justinià I.
Les restriccions al matrimoni de senadors i altres homes d'alt rang amb dones de baix rang van ser ampliades per Constantí, però va ser eliminat gairebé completament per Justinià. Es van desanimar les segones núpcies, sobretot en legalitzar la condició que el dret a la propietat de la vídua cessés en tornar a casar-se, i les Constitucions Lleonines de finals del segle ix van castigar les terceres núpcies. Les mateixes constitucions feien de la benedicció d'un sacerdot una part necessària de la cerimònia del matrimoni.

#### Xina

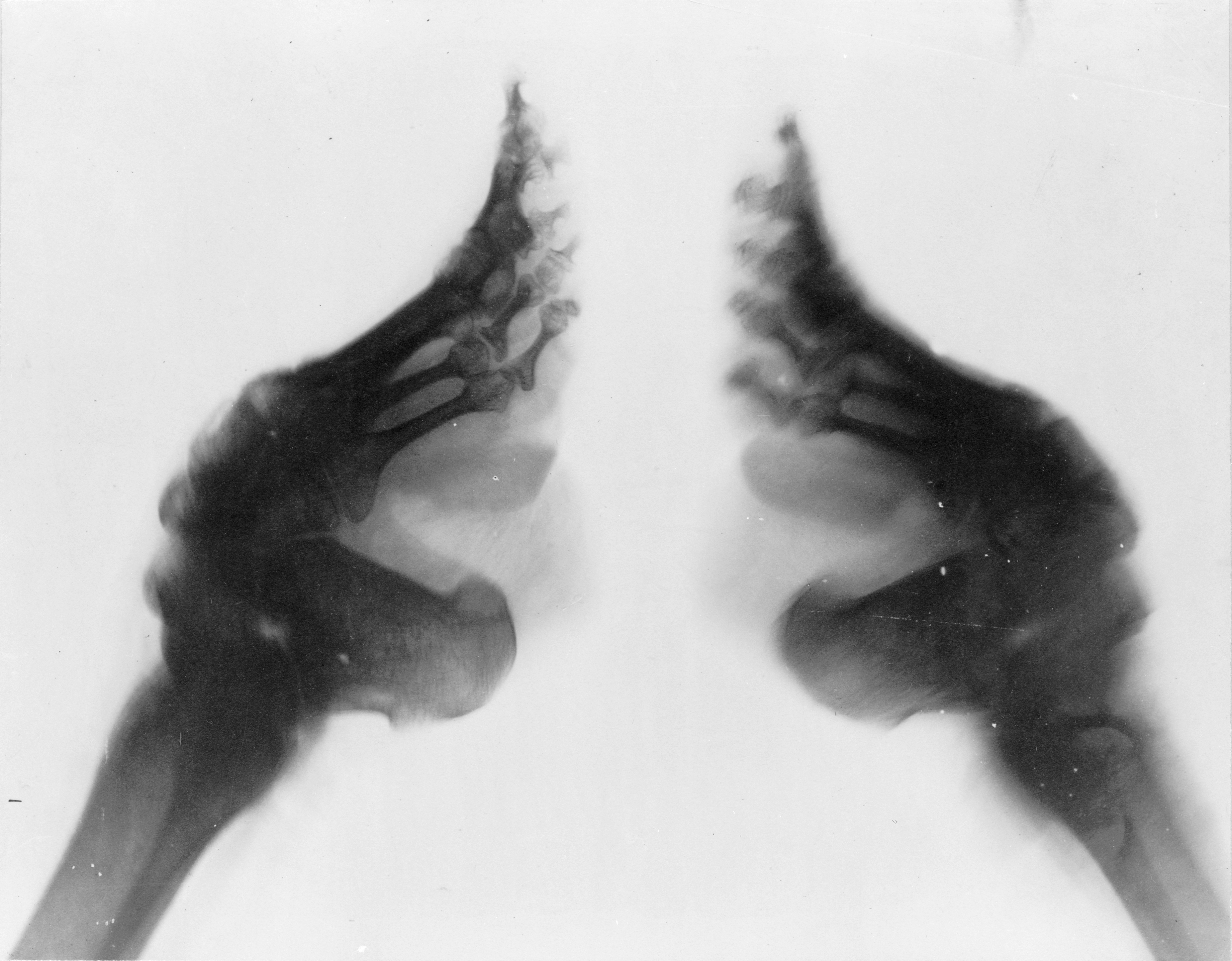
Embenat de peus, una pràctica comunament infligida a les dones xineses entre el i principis del. La imatge mostra una radiografia de dos peus embenats

Les dones de tota la Xina històrica i antiga eren considerades inferiors i tenien un estatus legal subordinat basat en la llei confuciana.
A la Xina imperial, les Tres obediències i quatre virtuts (三從四德) van promoure les filles per obeir els seus pares, les dones casades per obeir els seus marits i les vídues per obeir els seus fills. Les dones no podien heretar negocis ni riquesa, i els homes havien d'adoptar un fill per a aquests propòsits econòmics. El dret imperial tardà també va incloure set tipus diferents de divorcis; una dona podria ser expulsada de la llar si no donava a llum un fill, si cometia adulteri, si desobeïa als seus sogres, si parlava excessivament, si robava, si patia atacs de gelosia o si patia una malaltia o trastorn incurable o repugnant. Però també hi havia límits per al marit; per exemple, no podia divorciar-se si ella observava els llocs de dol dels seus sogres, si no tenia cap família a on tornar, o si la família del marit era pobra i a partir del matrimoni s'havia enriquit.
La condició de la dona a la Xina també era baixa, en gran part a causa del costum d'embenar els peus. Al voltant del 45% de les dones xineses tenien els peus embenats al segle xix. Per a les classes altes, gairebé el 100%. El 1912, el govern xinès va ordenar el cessament de l'embenat dels peus. La fixació dels peus implicava l'alteració de l'estructura òssia, de manera que els peus només tenien uns 10 cm de llarg. Els peus embenats causaven dificultats en el moviment, limitant així molt les activitats de les dones.
A causa del costum social que homes i dones no haurien d'estar a prop els uns dels altres; les dones de la Xina es mostraven reticents a ser tractades per metges homes de Medicina Occidental. Això va provocar una enorme necessitat de dones doctores de Medicina Occidental a la Xina. Així, la doctora Mary H. Fulton (1854-1927) va ser enviada per la Junta de Missions Estrangeres de l'Església Presbiteriana dels Estats Units per fundar la primera facultat de medicina per a dones a la Xina. Coneguda com Hackett Medical College for Women (夏葛女子醫學院), la universitat es va habilitar a Guangzhou (Xina), gràcies a una gran donació d'Edward A. K. Hackett (1851-1916) d'Indiana (Estats Units d'Amèrica). La universitat tenia com a objectiu la difusió del cristianisme i la medicina moderna, i l'elevació de l'estatus social de les dones xineses.
Durant la República de la Xina (1912-1949) i els governs xinesos anteriors, les dones eren legalment comprades i venudes com a esclaves sota l'aparença de criades domèstiques. Aquestes dones eren conegudes com Mui Tsai ( 妹仔). Les vides de les Mui Tsai van ser registrades per la feminista estatunidenca Agnes Smedley al seu llibre Portraits of Chinese Women in Revolution.
Tanmateix, l'any 1949 la República de la Xina va ser enderrocada pels guerrillers comunistes liderats per Mao Zedong, i el mateix any es va fundar la República Popular de la Xina. El maig de 1950 la República Popular de la Xina va promulgar la Nova Llei del Matrimoni (新婚姻法) per fer front a la venda de dones com a esclaves. Això va prohibir el matrimoni per poder i va fer que el matrimoni fos legal sempre que ambdues parts de la parella ho acceptin. La Nova Llei del Matrimoni va elevar l'edat legal per contraure matrimoni a 20 anys d'edat per als homes i 18 per a les dones. Aquesta va ser una part essencial de la reforma agrària del camp, ja que les dones ja no es podien vendre legalment als terratinents. L'eslògan oficial era «Homes i dones són iguals; tothom val la seva sal».

### Història post-clàssica

#### Escriptures religioses

##### La Bíblia

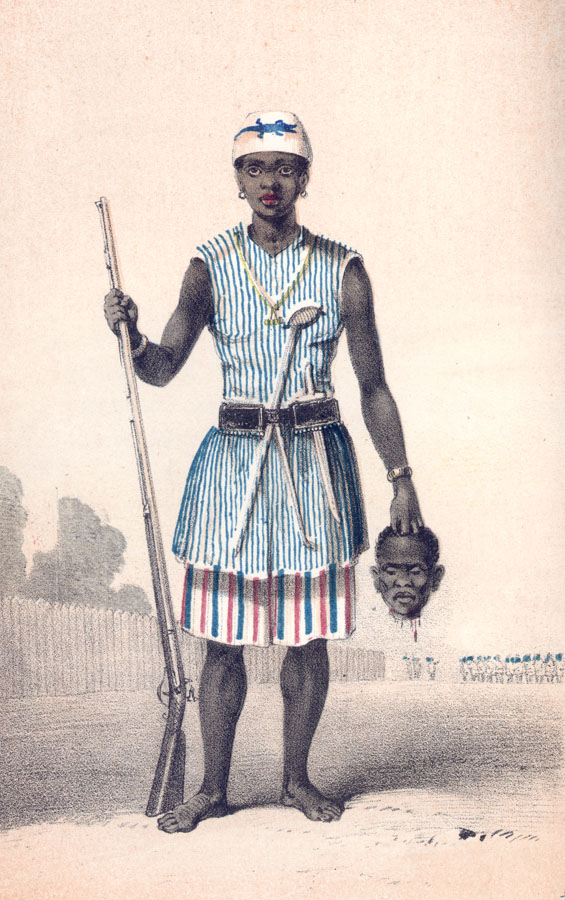
Les amazones de Dahomey eren un regiment militar format per dones fon del Regne de Dahomey

Tant abans com durant els temps bíblics, els papers de les dones a la societat estaven molt restringits. No obstant això, a la Bíblia, les dones es descriuen amb el dret de representar-se davant dels tribunals, la capacitat de fer contractes, i els drets de comprar, posseir, vendre i heretar propietats. La Bíblia garanteix a les dones el dret a tenir relacions sexuals amb els seus marits i ordena als marits que alimentin i vesteixin les seves esposes. L'incompliment d'aquests drets de l'Antic Testament per part d'un home polígam donava a la dona motius de divorci: «Si pren una altra dona, no privarà la primera d'aliments, de vestits ni de relacions conjugals. Si no compleix aquests tres deures, ella quedarà lliure, sense haver de pagar res».

##### El Corà
L'Alcorà, que els musulmans creuen que va ser revelat a Mahoma al llarg de 23 anys, va proporcionar orientació a la comunitat islàmica i va modificar els costums existents a la societat àrab. L'Alcorà prescriu drets limitats per a les dones en el matrimoni, el divorci i l'herència. En disposar que l'esposa, no la seva família, rebria un dot del marit, que podria administrar com a propietat personal, l'Alcorà va convertir les dones en part legal del contracte matrimonial.
Mentre que en el dret consuetudinari, l'herència es limitava sovint als descendents masculins, l'Alcorà incloïa regles sobre l'herència amb determinades parts fixes que es distribuïen als hereus designats; primer als parents femenins més propers i després als parents masculins més propers. Segons Annemarie Schimmel «en comparació amb la posició preislàmica de la dona, la legislació islàmica va suposar un enorme progrés; la dona té el dret, almenys segons la lletra de la llei, d'administrar la riquesa que ha aportat a la família o hagi guanyat pel seu propi treball».
Per a les dones àrabs, l'islam va incloure la prohibició de l'infanticidi femení i el reconeixement de la plena personalitat de les dones. En general, les dones van obtenir més drets que les dones a l'Aràbia preislàmica i a l'Europa medieval. A les dones no se les va concedir aquest estatus legal en altres cultures fins segles més tard. Segons el professor William Montgomery Watt, quan es veu en aquest context històric, Mahoma «pot ser vist com una figura que va declarar en favor dels drets de les dones».

#### Europa Occidental

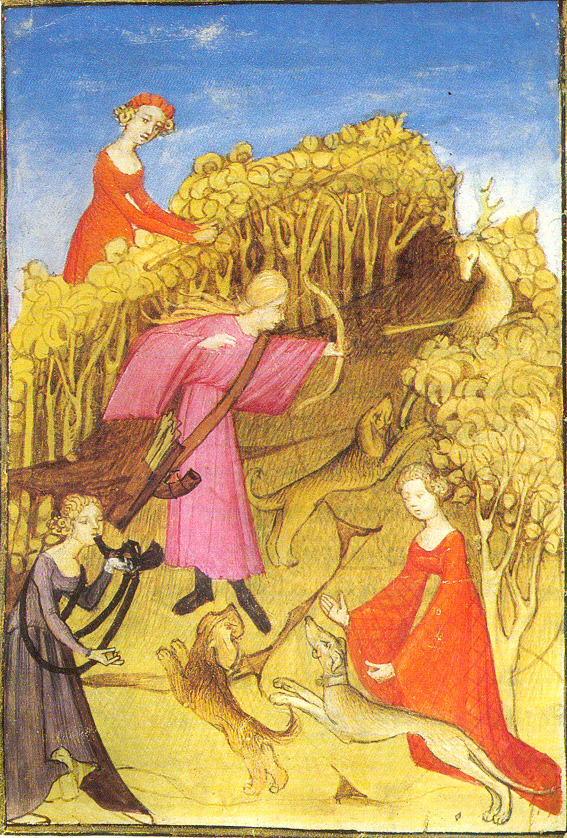
Dones realitzant tasques durant l'edat mitjana

Els drets de les dones ja estaven protegits per l'Església cristiana medieval primitiva; una de les primeres disposicions legals formals per al dret de les esposes va ser promulgada pel Concili d'Agde l'any 506, que en el Cànon xvi estipulava que si un jove casat volia ser ordenat, ell requeria el consentiment de la seva esposa.
L'Església i la cultura angleses a l'Edat mitjana consideraven les dones com a febles, irracionals, vulnerables a la temptació i que constantment necessitaven ser controlades. Això es va reflectir en la cultura cristiana a Anglaterra a través de la història d'Adam i Eva, on Eva va caure davant les temptacions de Satanàs i va portar Adam a menjar-se la poma. Aquesta creença es basava en Sant Pau, que el dolor del part era un càstig per aquest fet que va portar la humanitat a ser desterrada del Jardí de l'Edèn. La inferioritat de la dona també apareix en molta escriptura medieval; per exemple, el teòleg de l'any 1200 Jaume de Vitry (que era més aviat simpatitzant amb les dones per sobre dels altres) va emfatitzar l'obediència femenina cap als seus homes i va descriure les dones com a febles, poc fiables, lentes, enganyoses i tossudes. L'església també va promoure la Mare de Déu com a model a seguir per a les dones per ser innocents en la seva sexualitat, casar-se amb un marit i, finalment, convertir-se en mare. Aquest va ser el propòsit central establert tant culturalment com religiosament a l'Europa medieval. La violació també va ser vista a l'Anglaterra medieval com un delicte contra el pare o el marit i una violació de la seva protecció i tutela de les dones que cuiden a la llar. Les identitats de les dones a l'Edat Mitjana també es feien referència a través de les seves relacions amb homes amb qui s'associaven, com «la seva filla» o «l'esposa d'en tal». Malgrat tot, l'Església encara subratllava la importància de l'amor i l'assessorament mutu dins del matrimoni i prohibia qualsevol forma de divorci perquè la dona tingués algú que la cuidés.
En el conjunt d'Europa durant l'Edat Mitjana, les dones eren inferiors als homes en l'estatus legal. Al llarg de l'Europa medieval, les dones van ser pressionades perquè no assistissin als tribunals i deixin tots els assumptes legals dels negocis als seus marits. En el sistema legal, les dones eren considerades com a propietat dels homes, de manera que qualsevol amenaça o lesió per a elles era una responsabilitat dels seus tutors masculins.
A la llei irlandesa, les dones tenien prohibit actuar com a testimonis als tribunals.

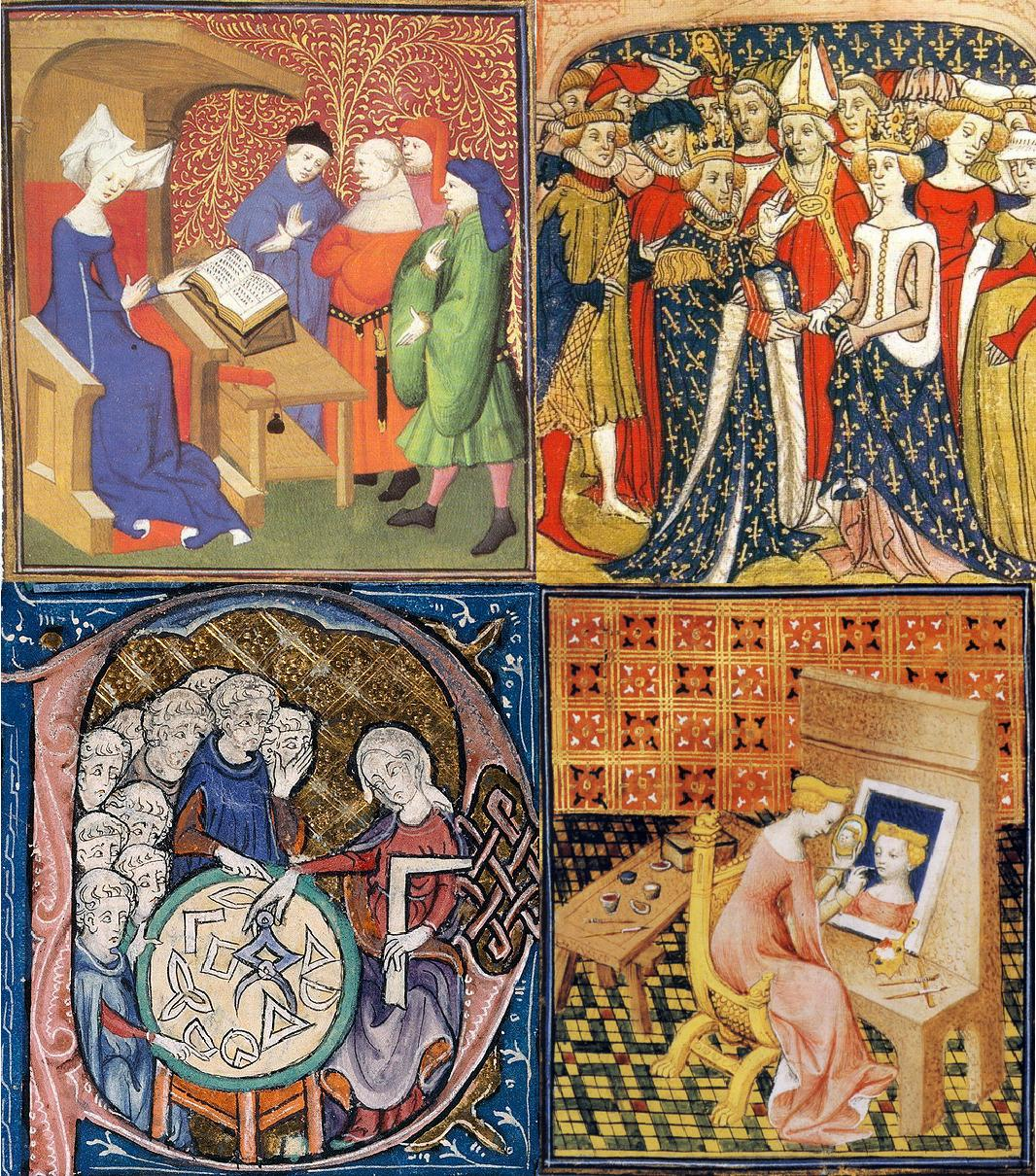
Activitats de les dones nobles a l'edat mitjana

En la llei gal·lesa, el testimoni de les dones es podia acceptar cap a altres dones però no contra els homes, però les lleis gal·leses, concretament les Lleis de Hywel Dda, també reflectien la responsabilitat dels homes de pagar la manutenció dels fills nascuts dins i fora del matrimoni, cosa que empoderava les dones per reclamar el dret del pagament.
A França, el testimoni de les dones havia de corroborar-se amb altres relats o no seria acceptat. Tot i que s'esperava que les dones no assistissin als jutjats, això no sempre va ser cert. De vegades, independentment de les expectatives, les dones sí que participaven i assistien a casos judicials i reunions judicials. Però les dones no podien actuar com a jutgesses als tribunals, ser advocades o membres d'un jurat, ni acusar una altra persona d'un delicte tret que fos l'assassinat del seu marit. En la seva majoria, el millor que podia fer una dona als tribunals medievals era observar els processos judicials que s'esdevenien.
La llei sueca protegia les dones de l'autoritat dels seus marits transferint l'autoritat als seus parents masculins. Tampoc el marit no podia prendre la propietat i la terra de la seva esposa sense el consentiment de la seva família, però l'sposa tampoc. Això significava que una dona no podia transferir la seva propietat al seu marit sense el consentiment de la seva família o d'un familiar. A la llei sueca, una dona també rebria en herència només la meitat de la del seu germà. Malgrat aquestes qüestions legals, Suècia va anar molt per davant i molt superior en el seu tracte cap a les dones que la majoria de països europeus.
Els matrimonis medievals entre les elits es van organitzar de manera que satisfés els interessos de la família en conjunt. Teòricament, una dona necessitava el consentiment abans de casar-se i l'Església va animar que aquest consentiment s'expressés en temps present i no en futur. El matrimoni també es podia celebrar a qualsevol lloc i l'edat mínima per a les noies era de 12 anys, mentre que per als nois era de 14 anys.

#### Nord d'Europa
La taxa del Wergeld va suggerir que les dones d'aquestes societats eren valorades sobretot pels seus propòsits de criança. El Wergild de la dona era el doble que el d'un home amb el mateix estatus als codis legals d'Alamània i de Baviera. El Wergild d'una dona, per la seva banda, era el triple que d'un home amb el mateix estatus en els codis legals salis i ripuaris per a dones en edat de procrear, que constituïen dones entre 12 a 40 anys d'edat. Un dels codis més germànics de la tradició longobarda legislava que les dones estiguessin sota el control d'un mundoald masculí, que constituïa el seu pare, marit, fill gran o eventualment el rei com a últim recurs si no tenia parents masculins. Una dona necessitava el permís del seu mundoald per gestionar la propietat, però encara podia posseir les seves pròpies terres i béns. Algunes zones amb lleis d'herència visigòtica fins al segle vii eren favorables a les dones mentre que la resta de lleis no. Abans de la cristianització d'Europa, hi havia poc espai per al consentiment de les dones per al matrimoni i el matrimoni mitjançant la compra (o Kaufehe) era en realitat la norma civil, en contraposició al matrimoni alternatiu mitjançant el rapte (o Raubehe). No obstant això, el cristianisme va tardar a arribar a altres zones bàltiques i escandinaves i només va arribar al rei Harald Blåtand de Dinamarca l'any 950. Els que vivien sota les lleis noruegues i islandeses utilitzaven els matrimonis per forjar aliances o crear la pau, generalment sense la veu ni el consentiment de les dones. No obstant això, es van permetre els drets de divorci a les dones que van patir maltractament físic, però no es va donar protecció contra els danys a les anomenades dones «desgraciades», com ara captaires, criades i dones esclaves. Mantenir relacions sexuals amb ells a través de la força o sense el seu consentiment normalment no tenia conseqüències ni càstigs legals.
Durant l'era dels víkings, les dones tenien un estatus relativament lliure als països nòrdics de Suècia, Dinamarca i Noruega, il·lustrat a la Grágás islandesa i les lleis noruegues de Frosting i Guulating. La tia paterna, la neboda paterna i la néta paterna, anomenades odalkvinna, tenien dret a heretar la propietat d'un home difunt. En absència de familiars masculins, una dona soltera sense fills podria, a més, heretar no només els béns, sinó també el càrrec de cap de família d'un pare o germà difunt. Una dona amb aquest estatus s'anomenava ringkvinna i exercia tots els drets que es concedeixen al cap d'un clan familiar, com ara el dret a exigir i rebre multes per l'assassinat d'un membre de la família, tret que es casés; en aquest cas, els drets de la dona eren transferits al seu marit.
Després dels 20 anys d'edat, una dona soltera, anomenada maer i mey, assolia la majoria d'edat legal, tenia dret a decidir el seu lloc de residència i era considerada com a pròpia persona davant la llei. Una excepció a la seva independència era el dret d'escollir una parella matrimonial, ja que els matrimonis normalment eren organitzats pel clan. Les vídues gaudien del mateix estatus independent que les dones solteres.

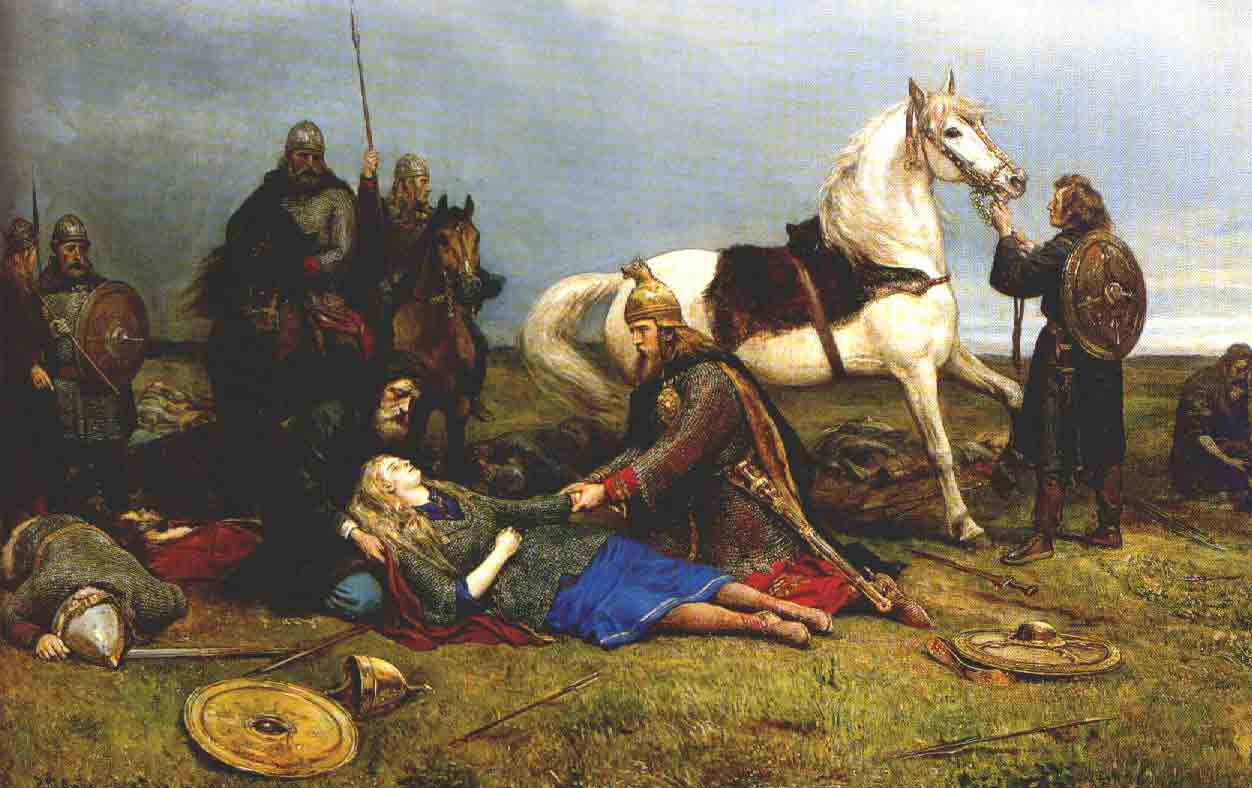
Hervör, filla d'Heidrek, morint a la batalla dels gots i els huns Pintura de Peter Nicolai Arbo

Les dones tenien autoritat religiosa i eren actives com a sacerdotesses (gydja) i claravidents (sejdkvinna); dins de l'art com a poetes (skalder) i gravadores de runes (erilaz); i com a comerciants i metgesses. També poden haver estat actives com a militars: les històries sobre les donzelles escuderes (skjaldmö) no estan confirmades, però algunes troballes arqueològiques com la guerrera vikinga de Birka poden indicar que almenys existien algunes dones amb autoritat militar. Una dona casada podria divorciar-se del seu marit i tornar-se a casar.
També era socialment acceptable que una dona lliure cohabitas amb un home i tingués fills amb ell sense casar-se amb ell, encara que aquest home estigués casat; una dona en aquesta posició es deia frilla. No es feia distinció entre els fills nascuts dins o fora del matrimoni; tots dos tenien dret a heretar béns després de la mort dels seus pares, i no hi havia fills «legítims» o «il·legítims».
Aquestes llibertats van desaparèixer progressivament a partir dels canvis posteriors a la introducció del cristianisme, i a partir de finals del segle xiii ja no s'esmenten. Durant l'Edat Mitjana cristiana, el dret escandinau medieval va aplicar diferents lleis en funció de la llei local del comtat, cosa que significava que l'estatus de la dona podia variar segons el comtat on vivia.

### Història moderna

#### Europa

##### Europa durant els seglesxviixvii

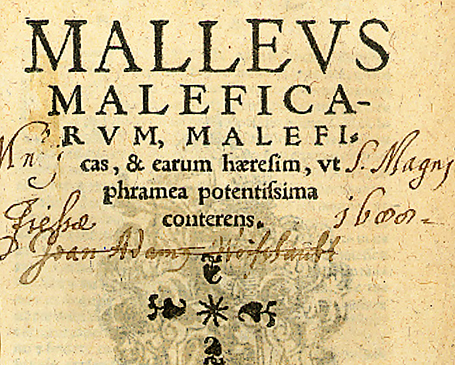
Portada de la setena edició de Colònia del Malleus Maleficarum, 1520 (de la Biblioteca de la Universitat de Sydney), un llibre que avala l'extermini de les bruixes

Els segles xvi i xvii van veure nombrosos judicis de bruixes, que van resultar en l'execució de milers de persones a tot Europa, de les quals entre el 75 i el 95% eren dones (segons l'època i el lloc). Les execucions van tenir lloc majoritàriament a terres de parla alemanya, i durant el segle xv la terminologia «bruixeria» es va veure definitivament com una cosa femenina a diferència dels anys anteriors. Famosos manuals de bruixeria com la butlla papal Summis desiderantes affectibus (1484) i el llibre Malleus Maleficarum (1486) representaven les bruixes com a conspiradores diabòliques que adoraven Satanàs. La cultura i l'art de l'època representaven aquestes bruixes com a seductores i malvades, alimentant encara més el pànic moral en fusió amb la retòrica de l'Església.
L'origen del mite femení de la «bruixa» es remunta a les criatures nocturnes mítiques romanes conegudes com Strix, que es pensava que apareixien i desapareixen misteriosament a la nit. Molts també creien que eren dones transformades pels seus propis poders sobrenaturals. Es creu que aquest mite romà en si prové del dissabte jueu que descrivia dones no sobrenaturals que, sospitosament, marxaven i tornaven a casa ràpidament durant la nit. Els autors del Malleus Maleficarum van establir fermament el vincle entre la bruixeria i les dones proclamant una major probabilitat que les dones siguin addictes al «mal». Els autors i inquisidors Heinrich Kramer i Jacob Sprengerh van justificar aquestes creences afirmant que les dones tenien una major credulitat, impressionabilitat, ments febles, cossos febles, impulsivitat i natures carnals que eren defectes susceptibles al comportament «malvat» i la bruixeria. Aquest tipus de creences en aquella època podien enviar dones ermitanyes o captaires a judici només per oferir remeis o herbes medicinals. Aquest conjunt de mites desenvolupats finalment va conduir als judicis de bruixes dels segles xvi i xvii que van condemmar a milers de dones a morir cremades a la foguera.
L'any 1500, Europa estava dividida en dos tipus de dret secular; Un era el dret consuetudinari (que predominava al nord de França, Anglaterra i Escandinàvia), i l'altre era el dret escrit de base romana (que predominava al sud de França, Itàlia, Espanya i Portugal).

Les lleis consuetudinàries afavorien més els homes que les dones. Per exemple, l'herència entre les elits d'Itàlia, Anglaterra, Escandinàvia i França es va transmetre a l'hereu masculí més gran. A totes les regions, les lleis també donaven als homes poders substancials sobre la vida, la propietat i els cossos de les seves esposes. Tanmateix, hi va haver algunes millores per a les dones en contraposició al costum antic; per exemple, podien heretar en absència dels seus germans, fer certs oficis sense els marits i les vídues podien rebre la dot.

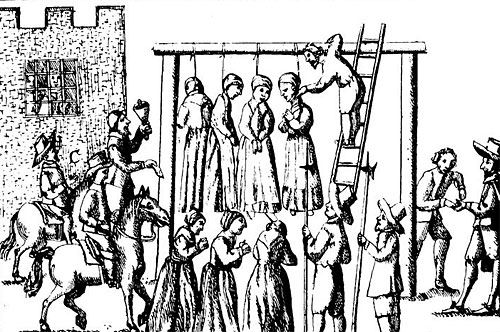
Una imatge de presumptes bruixes penjades a Anglaterra, publicada el 1655

A les zones regides per lleis escrites de base romana, les dones estaven sota tutela masculina en qüestions relacionades amb la propietat i la llei, amb els pares supervisant les filles, els marits supervisant les seves esposes i els oncles o els parents masculins supervisant les vídues.
A tot Europa, l'estatus legal de la dona es centrava al voltant del seu estat civil, mentre que el matrimoni en si era el factor més important per restringir l'autonomia de les dones. El costum, l'estatut i la pràctica no només van reduir els drets i les llibertats de les dones, sinó que van impedir que les dones solteres o vídues ocupessin càrrecs públics amb la justificació que algun dia es podrien casar.
Segons la Common Law anglesa, que es va desenvolupar a partir del segle xii, tots els béns que tenia una dona en el moment del matrimoni es convertien en possessió del seu marit. Finalment, els tribunals anglesos van prohibir la transferència de propietats d'un marit sense el consentiment de la seva esposa, però encara conservava el dret de gestionar-les i de rebre els diners que produïen. Les dones casades franceses van patir restriccions a la seva capacitat legal que no van ser eliminades fins al 1965. Al segle xvi, la Reforma a Europa va permetre que més dones poguessin afegir la seva veu, incloses les escriptores angleses Jane Anger, Aemilia Lanyer i la profetessa Anna Trapnell. Els quàquers anglesos i americans creien que homes i dones eren iguals. Moltes dones quàqueres eren predicadores. Malgrat una llibertat relativament més gran per a les dones anglosaxones, fins a mitjans del segle xix, els escriptors van assumir en gran manera que un ordre patriarcal era un ordre natural que sempre havia existit. Aquesta percepció no va ser seriosament desafiada fins al segle xviii, quan els missioners jesuïtes van trobar la matrilinealitat en els pobles nadius nord-americans.
El filòsof John Locke es va oposar a la desigualtat matrimonial i al maltractament a les dones durant aquesta època. Va ser molt conegut per defensar la igualtat matrimonial entre els sexes en la seva obra durant el segle xvii. Segons un estudi publicat a l'American Journal of Social Issues & Humanities, la condició de les dones durant l'època de Locke eren les següents:
- Les dones angleses tenien menys motius de divorci que els homes fins al 1923.[107]
- Els marits controlaven la majoria dels béns personals de les seves dones fins a la Llei de propietat de les dones casades de 1870 i la Llei de propietat de les dones casades de 1882.[107]
- Els fills eren propietat del marit.[107]
- La violació era legalment impossible dins d'un matrimoni.[107]
- Les dones no tenien característiques crucials de la personalitat jurídica, ja que el marit era considerat el representant de la família (eliminant així la necessitat del sufragi femení).[107]

Aquestes característiques legals del matrimoni suggereixen que la idea d'un matrimoni entre iguals semblava poc probable per a la majoria dels victorians.
Altres filòsofs també han fet declaracions sobre els drets de les dones durant aquest temps. Per exemple, Thomas Paine va escriure a An Occasional Letter on the Female Sex 1775 on afirma (com a citació):
| « | Si fem una enquesta d'edats i de països, trobarem les dones, gairebé sense excepció... adorades i oprimides... les lleis les priven la llibertat de voluntat... No obstant això, a mi em sap greu dir-ho, és la sort de les dones a tota la terra. L'home, respecte a elles, ha estat o un marit insensible o un opressor. | » |

Una societat paternal pot trobar preferible convertir els drets de les dones en un deure de l'home, per exemple, segons el Dret Comú angles, els marits havien de mantenir les seves dones. Aquest deure es va suprimir l'any 2010.

##### Europa durant els seglesxviiiixix
A partir de finals del segle xviii, i al llarg del segle xix, els drets, com a concepte i reivindicació, van adquirir una importància política, social i filosòfica creixent a Europa. Van sorgir moviments que reclamaven la llibertat de religió, l'abolició de l'esclavitud, els drets de les dones, els drets dels qui no posseïen propietats, i el sufragi universal. A finals del segle xviii, la qüestió dels drets de les dones es va convertir en central dels debats polítics tant a França com a Gran Bretanya. Aleshores, alguns dels més grans pensadors de la Il·lustració, que defensaven els principis democràtics d'igualtat i desafiaven les nocions que uns pocs privilegiats haurien de governar sobre la gran majoria de la població, creien que aquests principis s'havien d'aplicar només al seu propi gènere i a la seva pròpia raça. El filòsof Jean-Jacques Rousseau, per exemple, pensava que era l'ordre de la natura que les dones obeeixin als homes. Va escriure «Les dones fan mal en queixar-se de la desigualtat de les lleis fetes per l'home», i va afirmar que «quan ella intenta usurpar els nostres drets, és la nostra inferior».

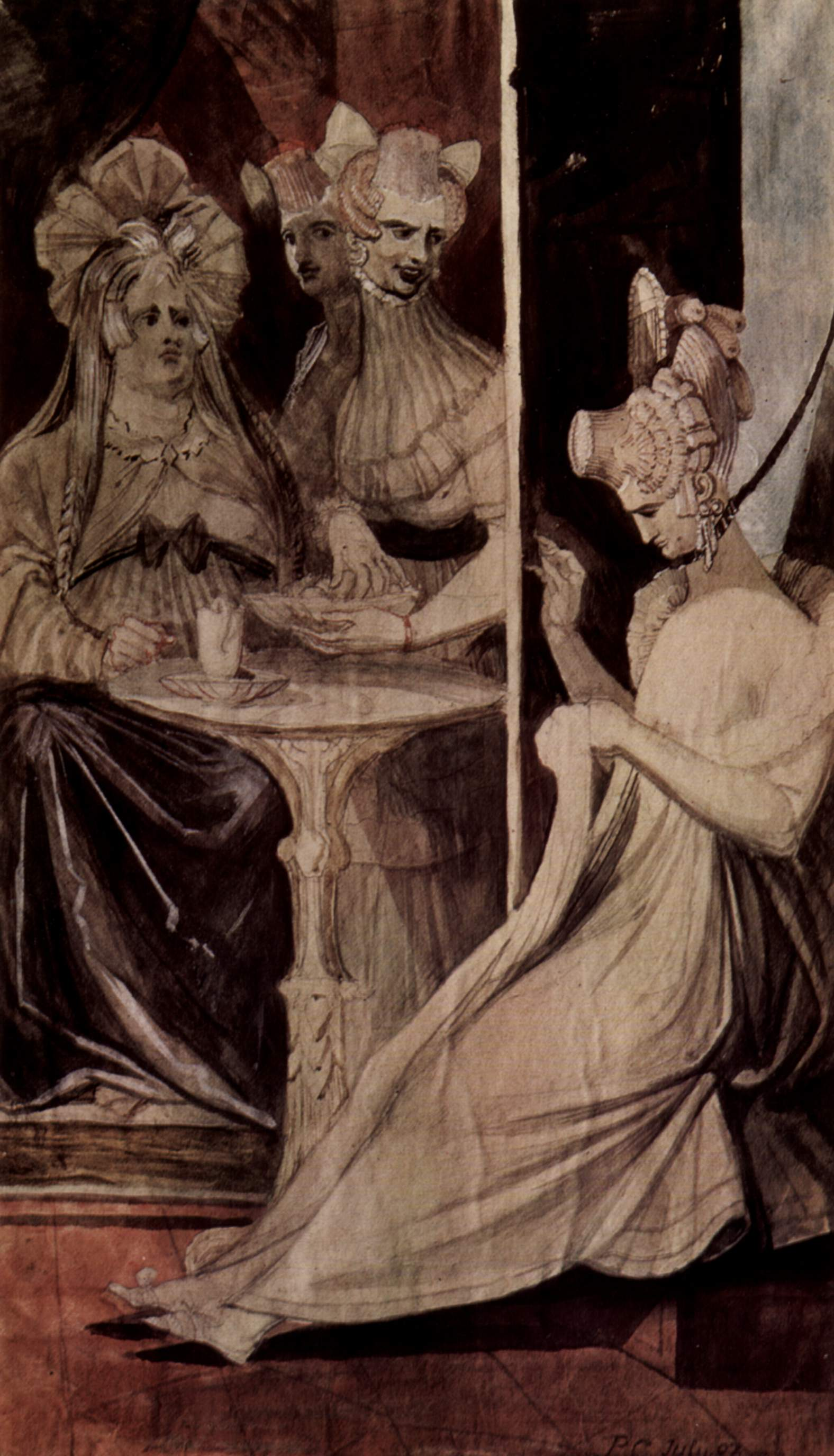
The Debutante (1807) per Henry Fuseli; La dona, víctima de les convencions socials masculines, està lligada a la paret, feta per cosir i custodiada per institutrius. La imatge reflecteix les opinions de Mary Wollstonecraft a A Vindication of the Rights of Woman, publicada el 1792.
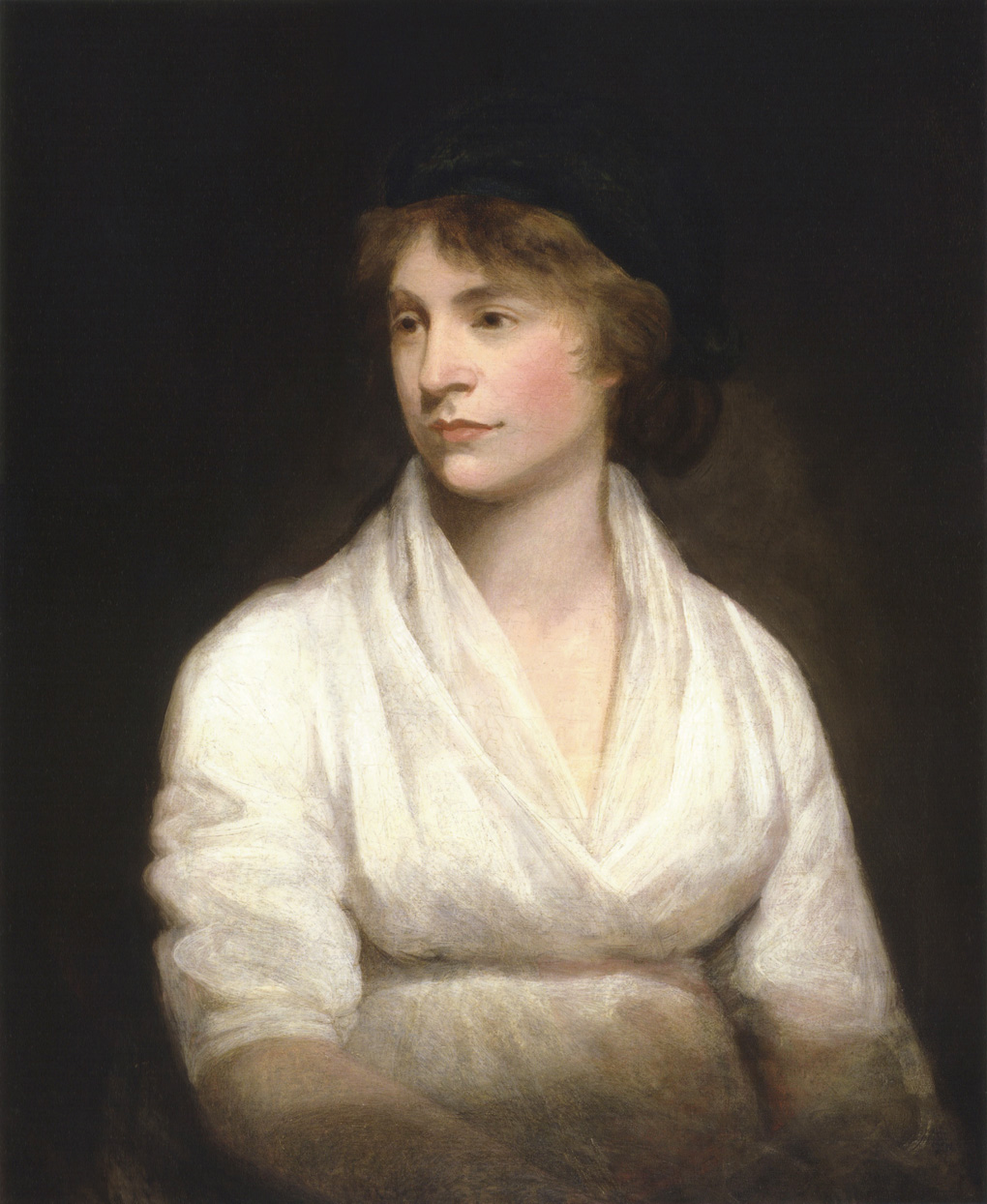
Mary Wollstonecraft, per John Opie (c. 1797)

El 1754, Dorothea Erxleben es va convertir en la primera dona alemanya que va rebre un M.D. (Medicinae Doctor) (Universitat de Halle).
L'any 1791, la dramaturga i activista política francesa Olympe de Gouges va publicar la Declaració dels Drets de la Dona i de la Ciutadana, inspirada en la Declaració dels Drets de l'Home i del Ciutadà de 1789. La Declaració és irònica en la seva formulació i exposa la fracàs de la Revolució Francesa, que s'havia dedicat a la igualtat. Afirma que: «Aquesta revolució només es farà efectiva quan totes les dones prenguin plena consciència de la seva deplorable condició, i dels drets que han perdut en la societat». La Declaració dels Drets de la Dona i de la Ciutadana segueix els disset articles de la Declaració dels Drets de l'Home i del Ciutadà punt per punt, i ha estat qualificada per Camille Naish com «quasi una paròdia... del document original». El primer article de la Declaració dels Drets de l'Home i del Ciutadà proclama que «Els homes neixen i romanen lliures i iguals en drets. Les distincions socials només es poden basar en la utilitat comuna». L'article primer de la Declaració dels Drets de la Dona i de la Ciutadana responia: «La dona neix lliure i roman igual en drets a l'home. Les distincions socials només poden basar-se en una utilitat comuna». De Gouges amplia l'article sisè de la Declaració dels Drets de l'Home i del Ciutadà, que declarava els drets dels ciutadans a participar en la formació de la llei, a:
| « | Tots els ciutadans, incloses les dones, són igualment admissibles a totes les dignitats, càrrecs i ocupacions públiques, segons la seva capacitat, i sense cap altra distinció que la de les seves virtuts i talents. | » |

De Gouges també crida l'atenció sobre el fet que, segons la llei francesa, les dones eren totalment castigades, però se les negava la igualtat de drets. Posteriorment va ser enviada a la guillotina.

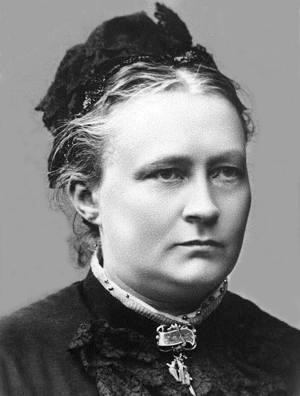
Minna Canth (1844-1897), autora i activista social finlandesa, va ser una de les feministes europees més importants i defensores dels drets de les dones.
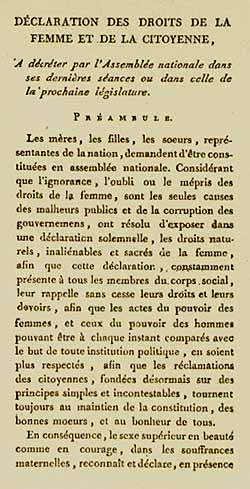
Primera pàgina de la Declaració dels Drets de la Dona i de la Ciutadana
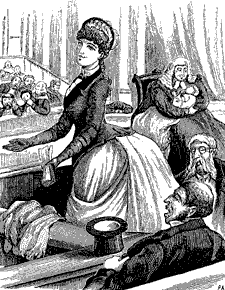
Els drets de les dones australianes van ser censurats en aquesta caricatura de Melbourne Punch de 1887: una hipotètica membre dona la cura del seu nadó al president de la Cambra

Mary Wollstonecraft, una escriptora i filòsofa britànica, va publicar A Vindication of the Rights of Woman el 1792, argumentant que era l'educació i la criança de les dones les que creaven expectatives limitades. Wollstonecraft va atacar l'opressió de gènere, pressionant per la igualtat d'oportunitats educatives i va exigir «justícia!» i «drets a la humanitat» per a tothom. Wollstonecraft, juntament amb les seves contemporànies britàniques Damaris Cudworth i Catharine Macaulay, van començar a utilitzar el llenguatge dels drets en relació amb les dones, argumentant que les dones haurien de tenir més oportunitats perquè, com els homes, eren éssers morals i racionals.
Mary Robinson va escriure en una línia similar a A Letter to the Women of England, on the Injustice of Mental Subordination (Una carta a les dones d'Anglaterra, sobre la injustícia de la subordinació mental), 1799.
En el seu assaig de 1869 The Subjection of Women, el filòsof i teòric polític anglès John Stuart Mill va descriure la situació de les dones a Gran Bretanya de la següent manera:
| « | Se'ns diu contínuament que la civilització i el cristianisme han restituït a la dona els seus justos drets. Mentrestant, l'esposa és l'esclava real del seu marit; no menys, pel que fa a l'obligació legal, que els esclaus comunament anomenats. | » |

Aleshores membre del parlament, Mill va argumentar que les dones mereixen el dret a vot, tot i que la seva proposta de substituir el terme «home» per «persona» al segon Projecte de llei de reforma de 1867 va ser rebuda amb riures a la Cambra dels Comuns i derrotada per 76 a 196 vots. Els seus arguments van obtenir poc suport entre els contemporanis, però el seu intent d'esmenar el Projecte de llei de reforma va generar una major atenció al tema del sufragi femení a Gran Bretanya. Inicialment només una de les diverses campanyes pels drets de les dones, el sufragi es va convertir en la causa principal del moviment femení britànic a principis del segle xx. Aleshores, la capacitat de votar estava restringida als propietaris rics dins les jurisdiccions britàniques. Aquest acord excloïa implícitament les dones, ja que la llei de propietat i la llei del matrimoni donava als homes els drets de propietat en el matrimoni o l'herència fins al segle xix. Tot i que el sufragi masculí es va ampliar durant el segle, les dones tenien explícitament prohibit votar a nivell nacional i local a la dècada del 1830 per la Llei de reforma de 1832 i la Llei de corporacions municipals de 1835. Millicent Fawcett i Emmeline Pankhurst van liderar la campanya pública sobre el sufragi femení i el 1918 es va presentar un projecte de llei aprovat permetre el vot a dones majors de 30 anys.
A la dècada del 1860, la política sexual econòmica de les dones de classe mitjana a Gran Bretanya i els seus països veïns d'Europa occidental estava guiada per factors com l'evolució de la cultura de consum del segle xix, inclosa l'aparició dels grans magatzems i les esferes separades (esfera pública i esfera privada).
A Come Buy, Come Buy: Shopping and the Culture of Consumption in Victorian Women's Writing, l'anàlisi literària de Krista Lysack de la literatura contemporània del segle xix afirma a través del reflex dels seus recursos de les normes contemporànies comunes, «La feminitat victoriana es caracteritza per la renúncia a si mateixa i la regulació de la gana».
Mentre que les dones, especialment les de classe mitjana, obtenien un control modest de les despeses diàries de la llar i tenien la possibilitat de sortir de casa, assistir a esdeveniments socials i comprar articles personals i per a la llar als diferents grans magatzems que es van desenvolupar a l'Europa de finals del segle xix, el clima socioeconòmic d'Europa va impregnar la ideologia que les dones no tenien un control complet sobre els seus impulsos de gastar (assumir) el salari del seu marit o pare. Com a resultat, moltes proclamacions de béns socialment «femenins» giraven al voltant de la progressió social ascendent, els exotismes d'Orient i l'eficiència afegida per a les tasques domèstiques de les quals es considerava responsabilitat de les dones, com ara la neteja, la cura dels nens i la cuina.

##### Rússia
Per llei i costum, la Rússia moscovita era una societat patriarcal que subordinava les dones als homes, i els joves als seus grans. Pere el Gran va relaxar el segon costum, però no la subordinació de les dones. Un decret de 1722 va prohibir explícitament qualsevol matrimoni forçat exigint que els nuvis consentissin, mentre que el permís dels pares continuava sent un requisit. Però durant el regnat de Pere el Gran, només l'home podia desfer-se de la seva esposa posant-la en un monestir.
Pel que fa a les lleis, hi havia doble moral per a les dones. Les dones adúlteres eren condemnades a treballs forçats, mentre que els homes que assassinaven les seves dones eren simplement flagellats. Després de la mort de Pere el Gran, les lleis i els costums relacionats amb l'autoritat matrimonial dels homes sobre les seves esposes van augmentar. El 1782, el dret civil va reforçar la responsabilitat de les dones d'obeir els seus marits. El 1832, el Compendi de lleis va canviar aquesta obligació en «obediència il·limitada».
Al segle xviii, l'església ortodoxa russa va aconseguir encara més la seva autoritat sobre el matrimoni i va prohibir que els sacerdots concedissin el divorci, fins i tot per a les dones maltractades greument. El 1818, el senat rus també havia prohibit la separació de les parelles casades.
Durant la Primera Guerra Mundial, la cura dels nens era cada cop més difícil per a les dones, moltes de les quals no podien mantenir-se, i els marits de les quals havien mort o estaven lluitant a la guerra. Moltes dones van haver de lliurar els seus fills a cases d'infants infames per maltractaments i negligències. Aquestes cases d'infants van ser batejades extraoficialment com a «fàbriques d'àngels». Després de la Revolució d'Octubre, els bolxevics van tancar una infame fàbrica d'àngels coneguda com Institut Nikolaev, situada a prop del canal Moika. Aleshores, els bolxevics van substituir l'Institut Nikolaev per una casa de maternitat moderna anomenada Palau de mares i nadons. Aquesta casa de maternitat va ser utilitzada pels bolxevics com a model per a futures maternitats. La comtessa que regentava l'antic Institut va ser traslladada a una ala lateral, però va difondre rumors que els bolxevics havien eliminat els quadres sagrats i que les infermeres eren promiscues amb els mariners. La casa de maternitat es va incendiar hores abans de la seva obertura, i se sospitava que la comtessa n'era la responsable.
Les dones russes van tenir restriccions per tenir propietats fins a mitjans del segle xviii. Els drets de les dones havien millorat després de l'ascens de la Unió Soviètica sota el poder dels bolxevics.
Sota els bolxevics, Rússia es va convertir en el primer país de la història de la humanitat a oferir avortaments gratuïts a les dones als hospitals estatals.

#### Canadà

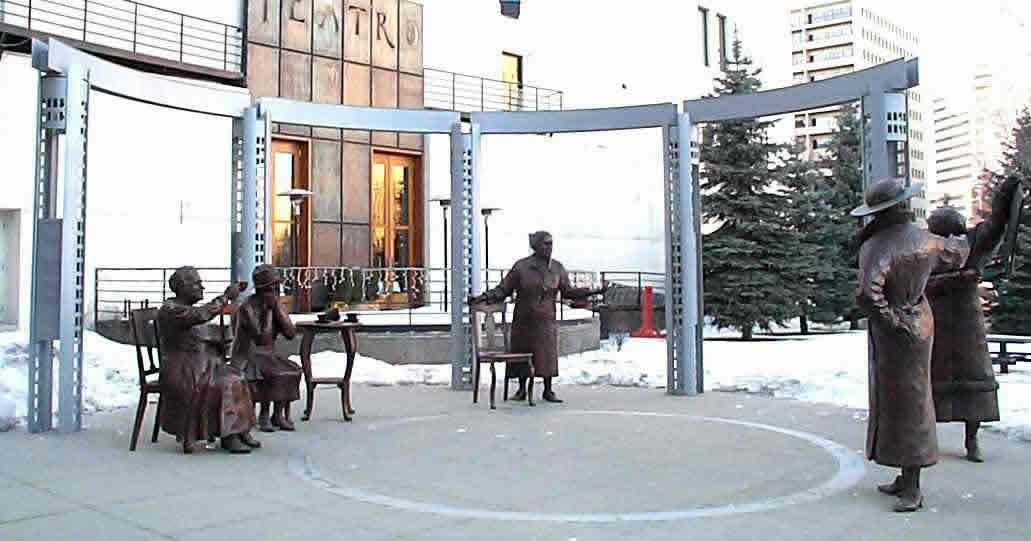
Estàtua de Les cinc famoses al centre de Calgary. Existeix una estàtua idèntica a Parliament Hill, Ottawa

L'activisme pels drets de les dones al Canadà durant el segle xix i principis del xx es va centrar en augmentar el paper de les dones a la vida pública, amb objectius com el sufragi femení, l'augment dels drets de propietat, l'augment de l'accés a l'educació i el reconeixement de les dones com a «persones» sota la llei.
Les cinc famoses eren cinc dones canadenques: Emily Murphy, Irene Marryat Parlby, Nellie Mooney McClung, Louise Crummy McKinney i Henrietta Muir Edwards, que l'any 1927 van demanar a la Cort Suprema del Canadà que respongués a la pregunta: La paraula «persones»? a la secció 24 de la Llei britànica de l'Amèrica del Nord de 1867, inclouen persones femenines? en el cas Edwards contra Canadà (fiscal general). Després que el Tribunal Suprem del Canadà resumís la seva decisió unànime que les dones no són aquestes «persones», la sentència va ser apel·lada i anul·lada el 1929 pel Comitè Judicial Britànic del Consell Privat Imperial, en aquell moment el tribunal d'últim recurs per al Canadà dins de l'Imperi Britànic i de la Commonwealth.

#### Estats Units d'Amèrica
La Unió Cristiana de Dones per la Temprança (Women's Christian Temperance Union, WCTU) es va establir el 1873 i va defensar els drets de les dones, inclosa la defensa de les prostitutes i el sufragi femení. Sota el lideratge de Frances Willard, «la WCTU es va convertir en l'organització de dones més gran del seu dia i ara és l'organització de dones més antiga dels Estats Units d'Amèrica».

#### Japó

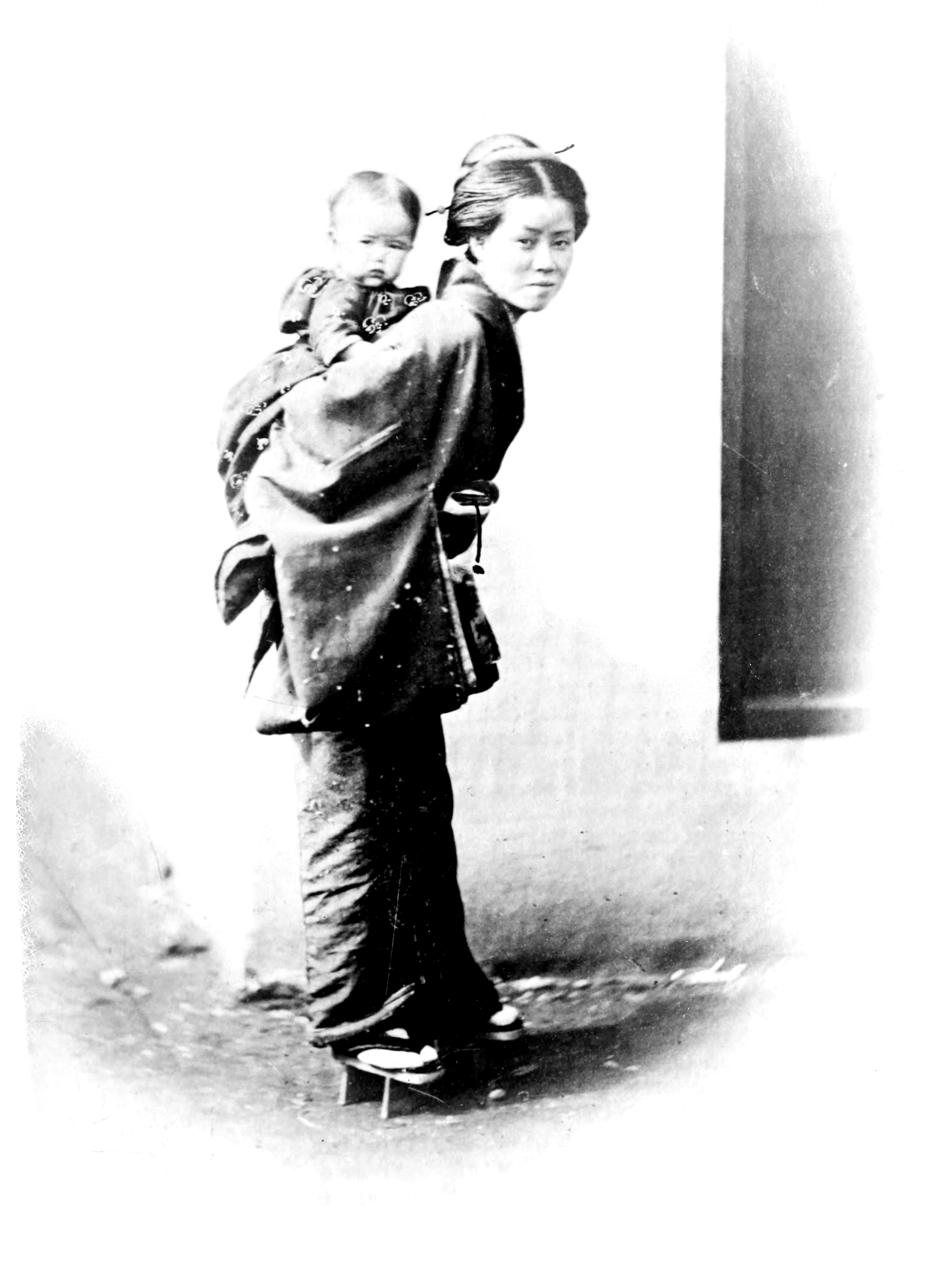
Mare i fill, 1872

El grau de participació de les dones en la societat japonesa ha variat al llarg del temps i de les classes socials. Al segle viii, el Japó tenia dones emperadrius, i al segle xii (període Heian (平安時代)) les dones al Japó ocupaven un estatus relativament alt, si bé encara subordinades als homes.
A partir del final del període Edo (江戸時代), la condició de la dona va disminuir. Al segle xvii, l'Onna Daigaku (女大学; El gran aprenentatge per a les dones), de l'autor confucià Kaibara Ekken (貝原 益軒), va explicar les expectatives per a les dones japoneses, reduint significativament el seu estatus.
Durant el període Meiji (明治時代), la industrialització i la urbanització van reduir l'autoritat dels pares i dels marits, però al mateix temps el Codi Civil Meiji de 1898 va negar els drets legals a les dones i les va sotmetre a la voluntat dels caps de família.
A partir de mitjans del segle xx la situació de la dona va millorar molt. Tot i que el Japó es considera sovint un país molt conservador, de fet va ser abans que molts països europeus en donar drets legals a les dones al segle xx, ja que la Constitució del Japó de 1947 va proporcionar un marc legal favorable a l'avenç de la igualtat de les dones al Japó. El Japó, per exemple, va promulgar el sufragi femení el 1946, abans que diversos països europeus com Suïssa (1971 a nivell federal; 1990 sobre qüestions locals al cantó d'Appenzell Inner-Rhoden), Portugal (1976 en igualtat de condicions que els homes, amb restriccions des de 1931), San Marino el 1959, Mònaco el 1962, Andorra el 1970 i Liechtenstein el 1984.

#### Àsia Central

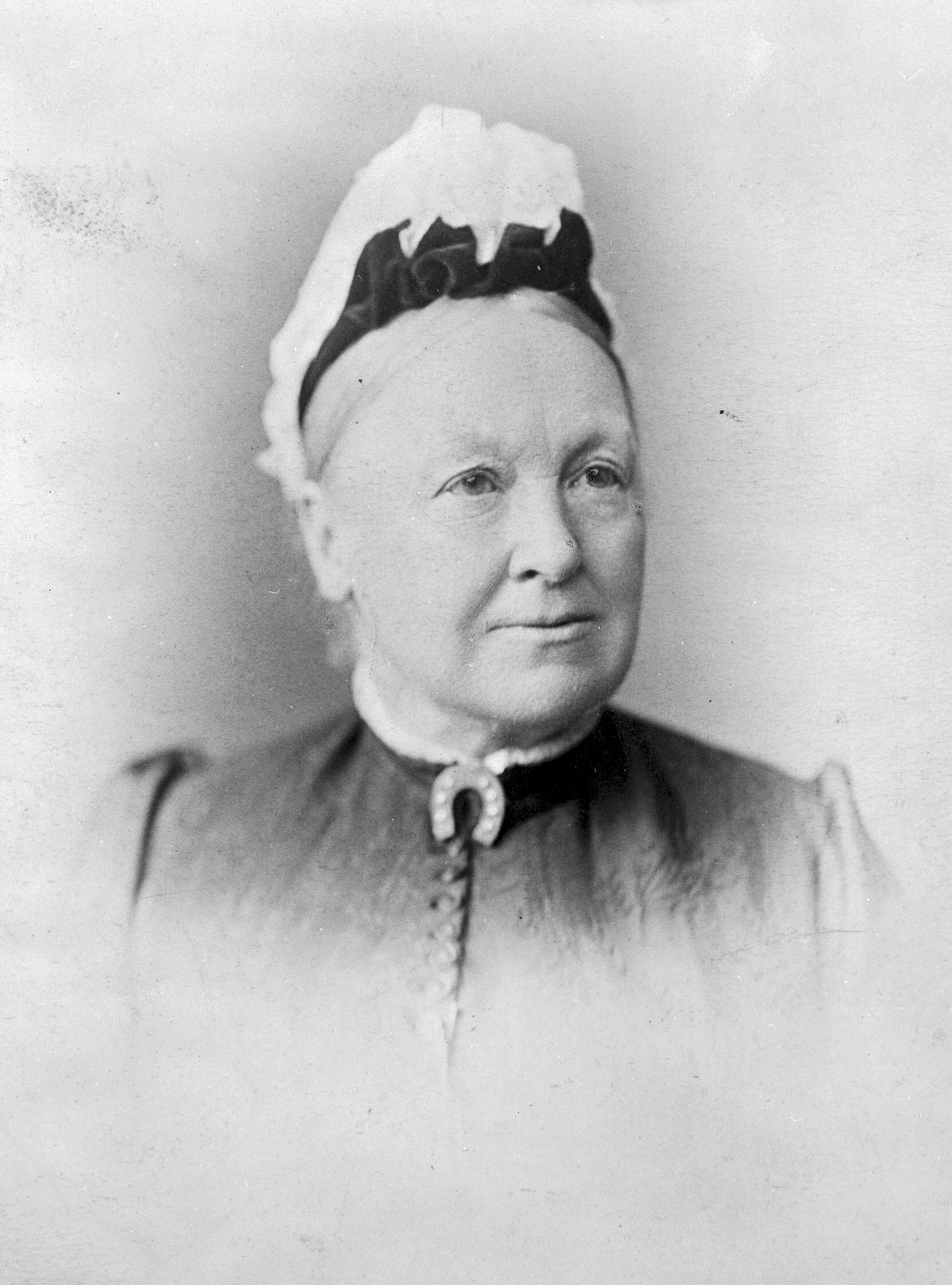
La primera dona candidata política d'Austràlia, la suffragette d'Austràlia Meridional Catherine Helen Spence (1825-1910)

Les cultures d'Àsia Central segueixen sent en gran part patriarcals, però des de la caiguda de l'antiga Unió Soviètica, les societats seculars de la regió s'han tornat més progressistes en els rols de les dones fora de la construcció tradicional de ser totalment subordinades als homes.
A Mongòlia, més dones que homes acaben l'escola i, per tant, tenen més ingressos.
El Programa de Desenvolupament de les Nacions Unides constata un «progrés significatiu» en la igualtat de gènere al Kazakhstan, però la discriminació persisteix. El matrimoni per segrest segueix sent un problema greu en aquesta regió; la pràctica del segrest de núvies és freqüent al Kirguizistan, Kazakhstan, Turkmenistan i Karakalpakistan, una regió autònoma d'Uzbekistan.

#### Austràlia
La història dels drets de les dones a Austràlia és contradictòria: mentre que Austràlia va liderar el món en matèria de drets de sufragi femení al segle xix, ha estat molt lenta a l'hora de reconèixer els drets professionals de les dones; no va ser fins al 1966 que es va eliminar la barrera matrimonial.
D'altra banda, les reformes que van permetre a les dones votar i presentar-se als càrrecs a Austràlia Meridional a finals del segle xix van ser una pedra angular per als drets polítics de les dones a altres parts del món. En aquest sentit, Austràlia es diferencia d'altres cultures, ja que el sufragi femení a Austràlia va ser un dels primers objectius del moviment feminista allà (començant per Austràlia Meridional i Austràlia Occidental) a diferència d'altres cultures, com les d'Europa de l'Est, on al seu torn del segle x el moviment feminista es va centrar en els drets laborals, l'accés a les professions i l'educació, més que els drets polítics. A dia d'avui, Austràlia té un percentatge bastant baix de dones en funcions executives de negocis en comparació amb altres països amb estructures corporatives equivalents.

## Conceptes principals

### Igualtat laboral

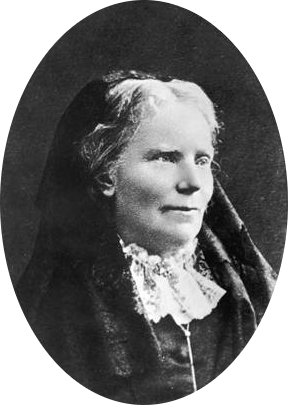
Elizabeth Blackwell va ser la primera dona a rebre un grau de medicina als Estats Units d'Amèrica, així com la primera dona al registre mèdic del Regne Unit

Els drets laborals de les dones inclouen l'accés no discriminatori de les dones a la feina i la igualtat salarial. Fins a principis de la dècada del 1970, el govern de Hong Kong britànic va negar obertament els drets de dones i homes a tenir igual salari i igualtat de beneficis per igual treball. Leslie Wah-Leung Chung (鍾華亮, 1917-2009), presidenta de l'Associació de funcionaris xinesos de Hong Kong (香港政府華員會) (1965-1968), va contribuir a l'establiment de la igualtat salarial entre homes i dones, inclòs el dret a dones casades per ser empleades fixes. Abans d'això, la situació laboral d'una dona passava d'empleada fixa a treballadora temporal un cop casada, perdent així la prestació de la pensió. Algunes d'elles fins i tot van perdre la feina. Com que les infermeres eren majoritàriament dones, aquesta millora dels drets de les dones casades va significar molt per a la professió d'infermeria. En alguns països europeus, les dones casades no podien treballar sense el consentiment dels seus marits fins fa unes dècades, per exemple a França fins al 1965, i a Espanya fins al 1975. A més, les barreres matrimonials, una pràctica adoptada des de finals del segle xix fins a la dècada del 1970 a molts països, com Àustria, Austràlia, Irlanda, Canadà i Suïssa, van restringir les dones casades a treballar en moltes professions.
Una qüestió clau per garantir la igualtat de gènere en el lloc de treball és el respecte dels drets de maternitat i els drets reproductius de les dones. El permís per maternitat (i el permís per paternitat en alguns països) i el permís parental són períodes temporals d'absència laboral concedits immediatament abans i després del part per tal de donar suport a la recuperació total de la mare i donar temps per tenir cura del nadó.
Els diferents països tenen normes diferents pel que fa al permís de maternitat, el permís de paternitat i el permís parental. A la Unió Europea (UE), les polítiques varien significativament segons el país, però els membres de la UE han de complir els estàndards mínims de la Directiva sobre treballadores embarassades (1992) i la Directiva sobre la conciliació de la vida familiar i laboral (2019).

### Dret a vot
Durant el segle xix, algunes dones van començar a demanar, exigir, i després a agitar-se i a manifestar-se pel dret a vot, el dret a participar en el seu govern i la seva elaboració de lleis. Altres dones es van oposar al sufragi, com Helen Kendrick Johnson, que va argumentar en el pamflet de 1897 Woman and the Republic que les dones podien aconseguir la igualtat legal i econòmica sense tenir vot. Els ideals del sufragi femení es van desenvolupar juntament amb el del sufragi universal, i avui el sufragi femení es considera un dret (segons la Convenció sobre l'eliminació de totes les formes de discriminació contra la dona). Durant el segle xix, el dret a vot es va anar ampliant progressivament a molts països i les dones van començar a fer campanya pel seu dret a vot. L'any 1893 Nova Zelanda es va convertir en el primer país a donar dret a vot a les dones a nivell nacional. Austràlia va donar a les dones el dret de vot el 1902.

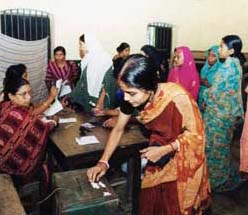
Dones fent cua per votar a Bangladesh
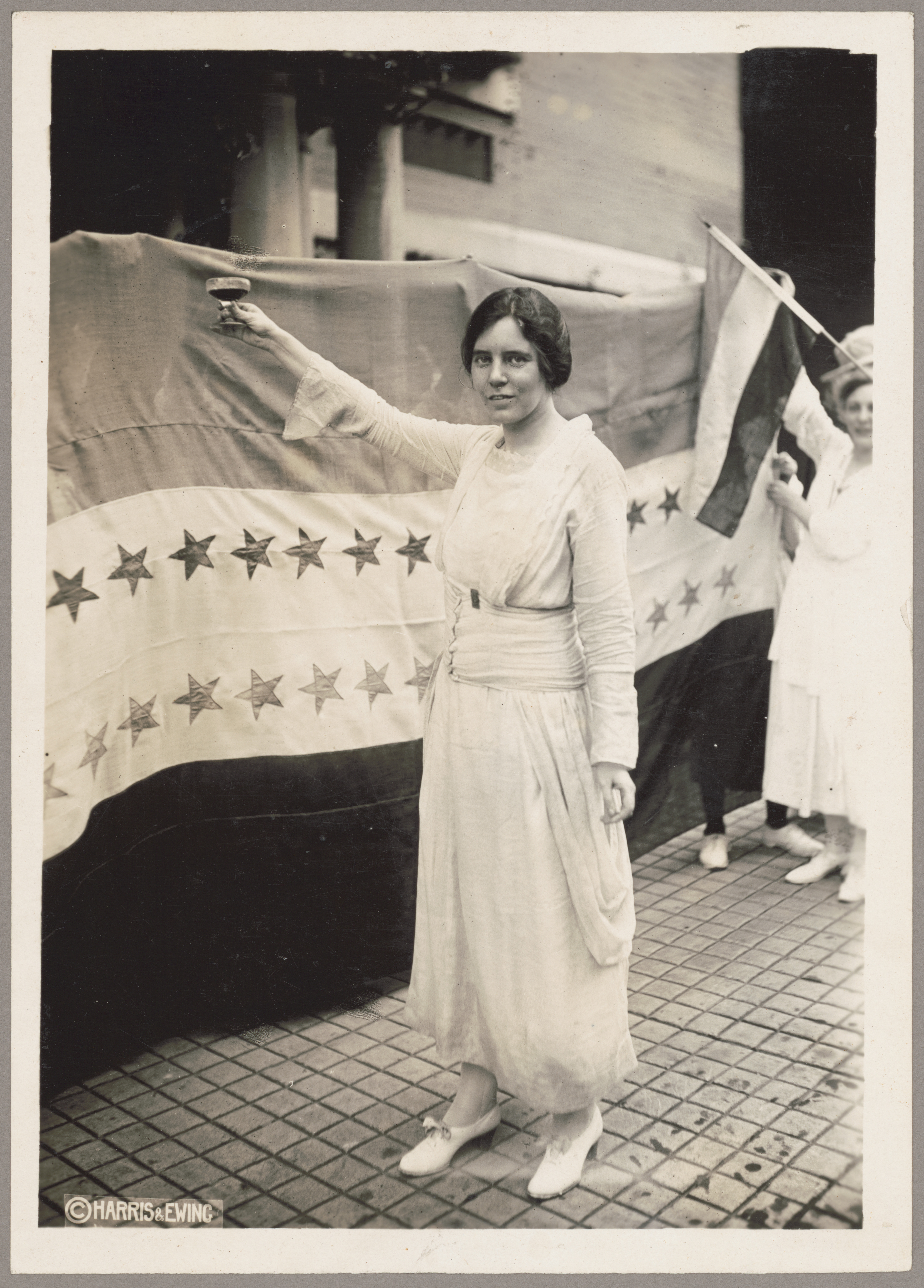
L'estratega i activista Alice Paul va guiar i dirigir gran part del moviment de sufragi als Estats Units d'Amèrica a la dècada del 1910

Alguns països nòrdics van donar a les dones el dret de vot a principis del segle xx: Finlàndia (1906), Noruega (1913), Dinamarca i Islàndia (1915). Amb el final de la Primera Guerra Mundial van seguir molts altres països: els Països Baixos (1917), Àustria, Azerbaidjan, Canadà, Txecoslovàquia, Geòrgia, Polònia i Suècia (1918), Alemanya i Luxemburg (1919), Turquia (1934) i els Estats Units d'Amèrica (1920). Els adoptants tardans a Europa van ser Grècia el 1952, Suïssa (1971 a nivell federal; 1959-1991 sobre qüestions locals a nivell de cantó), Portugal (1976 en igualtat de condicions amb els homes, amb restriccions des de 1931) així com els microestats de San Marino (1959), Mònaco (1962), Andorra (1970) i Liechtenstein (1984).

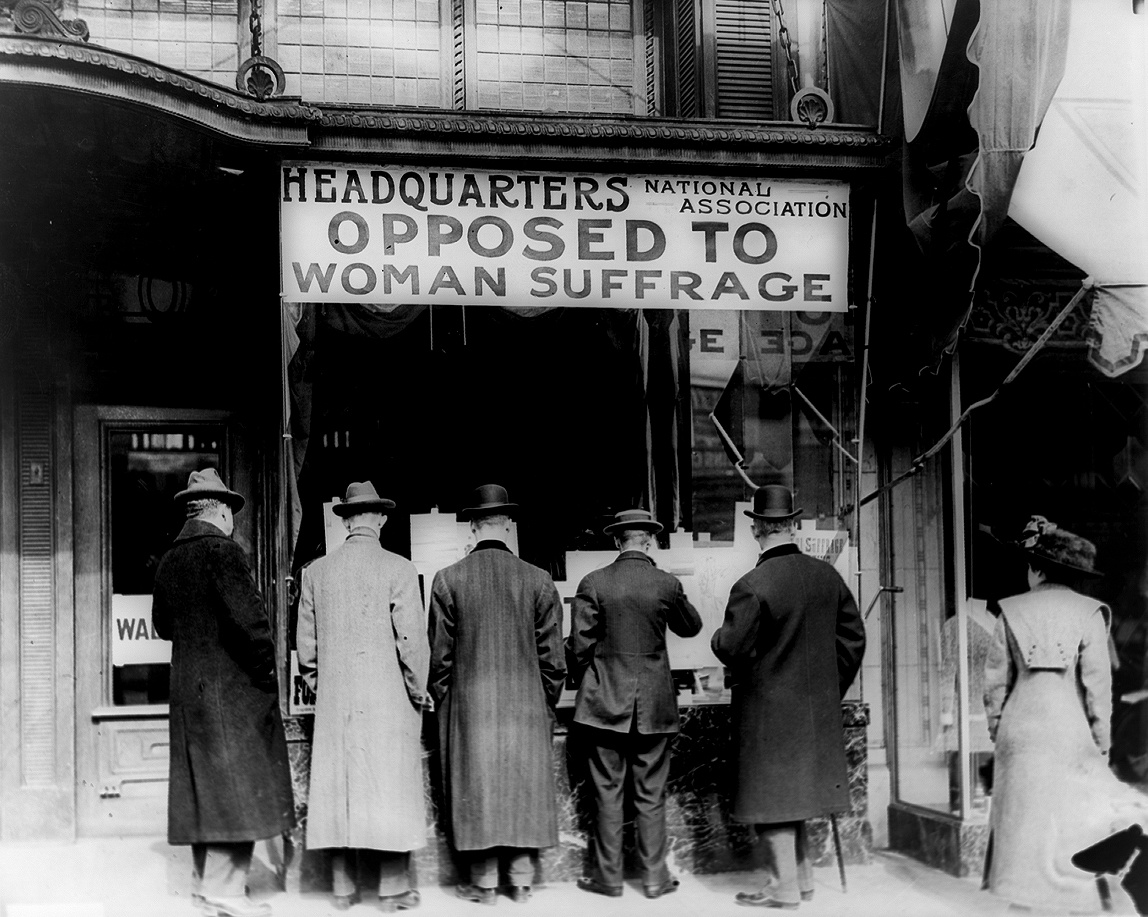
Seu de l'Associació Nacional de l'Oposició al Sufragi Femení. Estats Units d'Amèrica, principis del segle xx
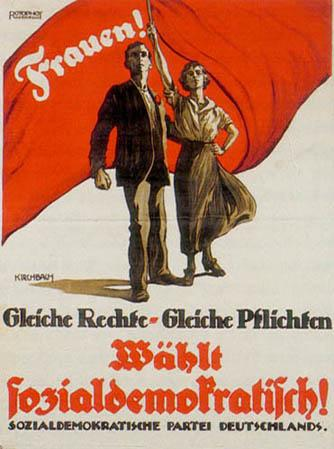
Cartell electoral de 1919, socialdemòcrates alemanys. «Frauen! Gleiche Rechte, Gleiche Pflichten» (Dones! Els mateixos drets, els mateixos deures)

Al Canadà, la majoria de les províncies van promulgar el sufragi femení entre 1917 i 1919, les que van adoptar tardanament l'Illa del Príncep Eduard el 1922, Terranova el 1925 i el Quebec el 1940.
A Amèrica Llatina alguns països van donar dret a vot a les dones durant la primera meitat del segle xx: Equador (1929), Brasil (1932), El Salvador (1939), República Dominicana (1942), Guatemala (1956) i Argentina (1946). A l'Índia, sota el domini colonial, es va concedir el sufragi universal el 1935. Altres països asiàtics van donar dret a vot a les dones a mitjans del segle xx: el Japó (1945), la Xina (1947) i Indonèsia (1955). A l'Àfrica, les dones generalment tenien dret a votar juntament amb els homes mitjançant el sufragi universal: Libèria (1947), Uganda (1958) i Nigèria (1960). En molts països del Pròxim Orient es va adquirir el sufragi universal després de la Segona Guerra Mundial, encara que en altres, com Kuwait, el sufragi és molt limitat. El 16 de maig de 2005, el Parlament de Kuwait va estendre el sufragi a les dones per un vot de 35 a 23.

### Dret a la propietat
Durant el segle xix algunes dones, com Ernestine Rose, Paulina Wright Davis, Elizabeth Cady Stanton, Harriet Beecher Stowe, als Estats Units d'Amèrica i Gran Bretanya van començar a impugnar les lleis que els denegaven els drets a la propietat de les dones sobre la seva propietat un cop es casaven. Sota la doctrina del dret comú de la coverture, els marits van aconseguir el control dels béns immobles i els salaris de les seves esposes. A partir de la dècada del 1840, les legislatures estatals dels Estats Units d'Amèrica i el Parlament britànic van començar a aprovar estatuts que protegien la propietat de les dones dels seus marits i dels creditors dels seus marits. Aquestes lleis eren conegudes com a Lleis de propietat de les dones casades. Els tribunals dels Estats Units d'Amèrica del segle xix també van continuar exigint exàmens privats a les dones casades que venien les seves propietats. Un examen privat era una pràctica en què una dona casada que volia vendre la seva propietat havia de ser examinada per separat per un jutge o jutge de pau fora de la presència del seu marit i li preguntava si el seu marit l'estava pressionant perquè signés el document.
Els drets de propietat de les dones es van continuar restringint a molts països europeus fins a les reformes legals de les dècades del 1960 i 1970. Per exemple, a Alemanya Occidental, la llei relativa a la successió agrària rural va afavorir els hereus masculins fins al 1963. Als Estats Units d'Amèrica, les lleis de Head and Master (Cap i amo), que donaven el control exclusiu de la propietat matrimonial al marit, eren habituals fins fa unes dècades. El Tribunal Suprem, en Kirchberg v. Feenstra (1981), va declarar aquestes lleis inconstitucionals.

### Llibertat de circulació
La llibertat de circulació és un dret essencial, reconegut pels instruments internacionals, inclòs l'article 15 (4) de la CEDAW. No obstant això, en moltes regions del món, les dones tenen aquest dret molt restringit, tant per la llei com per la pràctica. Per exemple, en alguns països, les dones no poden sortir de casa sense un tutor masculí o sense el consentiment del marit; per exemple, la Llei personal del Iemen estableix que una dona ha d'obeir al seu marit i no ha de sortir de casa sense el seu consentiment. Fins i tot en països que no tenen restriccions legals, el moviment de les dones es pot impedir a la pràctica per normes socials i religioses com el purdah. Les lleis que restringien a les dones de viatjar van existir fins fa relativament poc en alguns països occidentals; fins al 1983, a Austràlia la sol·licitud de passaport d'una dona casada havia d'estar autoritzada pel seu marit.

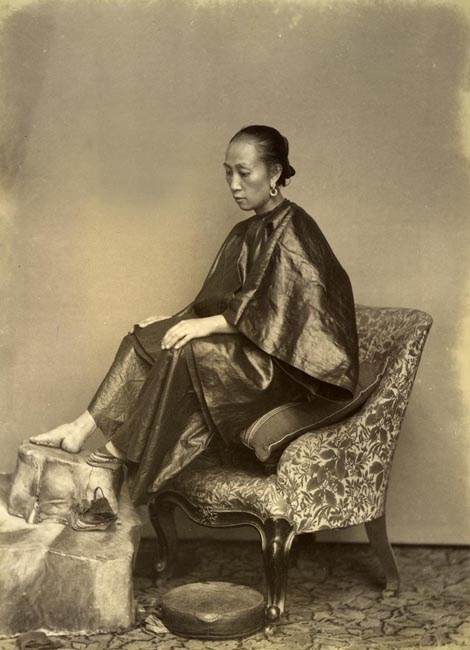
Dona amb els peus embenats. Dècada del 1870
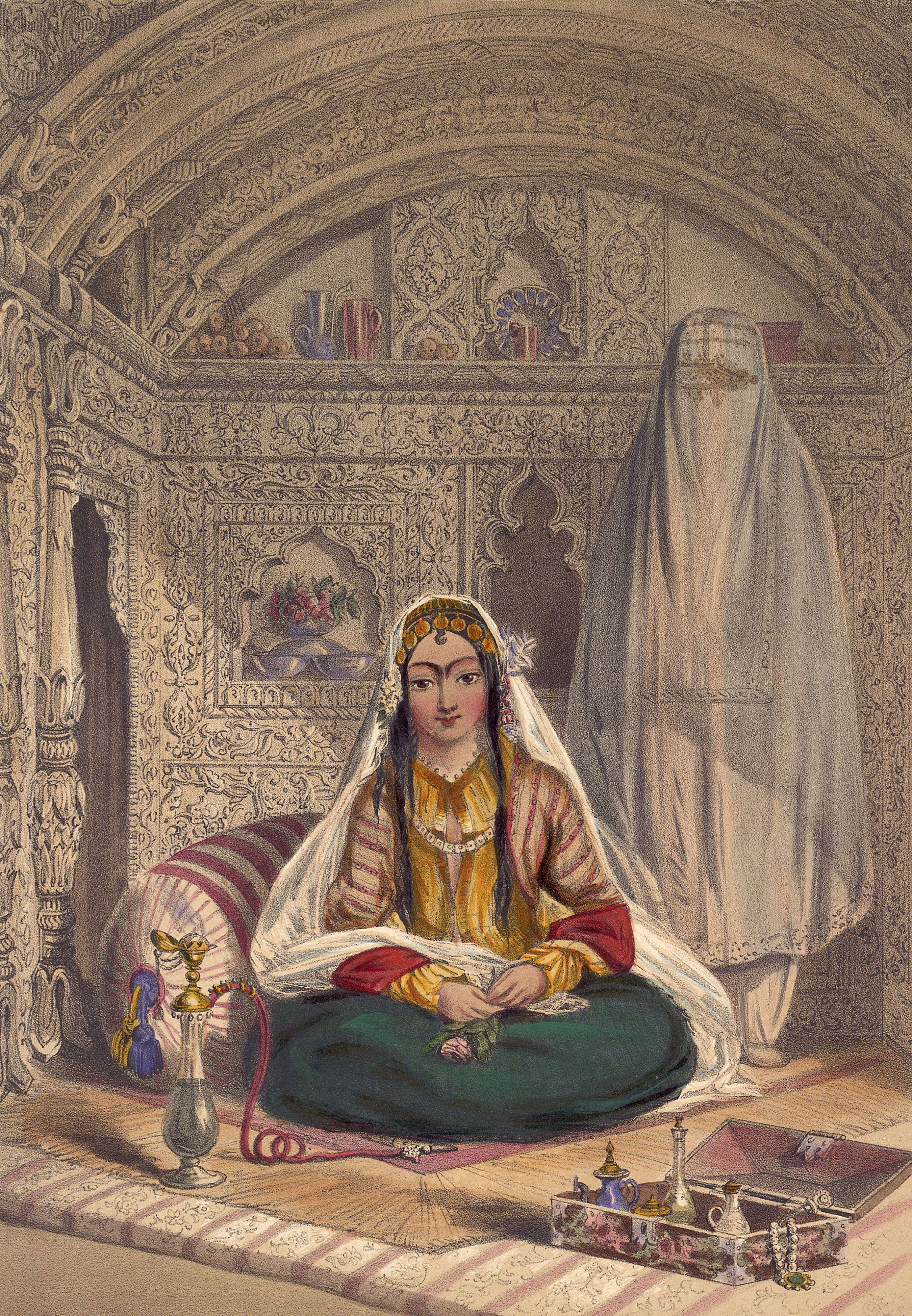
Ladies of Caubul (Kabul, Afganistan) que mostra l'aixecament del purdah a les zones zenana. Litografia de 1848 de James Rattray. Col·lecció d'oficines orientals i índies, British Library

Diversos països de l'Orient Mitjà també segueixen el sistema de tutela masculina (walī, ولي,) a l'era moderna, on les dones han de demanar permís al membre masculí de la família per a diverses coses, com ara viatjar a altres nacions. L'agost de 2019, l'Aràbia Saudita va posar fi a les seves lleis de tutela masculina, permetent a les dones viatjar soles.
Històricament s'han utilitzat diverses pràctiques per restringir la llibertat de moviment de les dones, com ara l'embenat dels peus, el costum d'aplicar una bena estretament dolorosa als peus de les joves xineses, que era comú entre els segles x i xx.
L'accés de les dones a l'educació continua sent limitat en algunes parts del món. Gairebé dos terços dels adults analfabets del món són dones.
La llibertat de moviment de les dones pot estar restringida per lleis, però també pot estar restringida per actituds cap a les dones als espais públics. A les zones on no s'accepta socialment que les dones surtin de casa, les dones que es troben a l'exterior poden patir abusos com ara insults, assetjament sexual i violència. Moltes de les restriccions a la llibertat de moviment de les dones s'emmarquen com a mesures per «protegir» les dones.

### Informació a les dones sobre els seus drets legals
La manca de coneixements jurídics entre moltes dones, especialment als països en desenvolupament, és un obstacle important per a la millora de la situació de les dones. Organismes internacionals, com les Nacions Unides, han afirmat que l'obligació dels estats no consisteix només a aprovar lleis rellevants, sinó també a informar les dones sobre l'existència d'aquestes lleis, per tal de permetre'les buscar justícia i practicar els seus drets. Per tant, els estats han de popularitzar les lleis, i explicar-les clarament al públic, per tal d'evitar el desconeixement o les idees errònies originades en mites populars, sobre les lleis. El Programa de les Nacions Unides per al Desenvolupament estableix que, per avançar en la justícia de gènere, «Les dones han de conèixer els seus drets i poder accedir als sistemes legals», i la Declaració de l'ONU de 1993 sobre l'eliminació de la violència contra les dones estableix a l'art. 4 (d) […] «Els estats també haurien d'informar les dones dels seus drets a l'hora de demanar reparació mitjançant aquests mecanismes».

### Discriminació
Els moviments pels drets de les dones se centren en acabar amb la discriminació de les dones. En aquest sentit, la pròpia definició de discriminació és important. Segons la jurisprudència del TEDH, el dret a la no discriminació inclou no només l'obligació dels estats de tractar de la mateixa manera les persones que es troben en situacions anàlogues, sinó també l'obligació de tractar de manera diferent les persones que es troben en situacions diferents. En aquest sentit, l'equitat, no només la «igualtat» és important. Per tant, de vegades, els estats han de diferenciar entre dones i homes, per exemple, oferint permís per maternitat o altres proteccions legals sobre l'embaràs i el part (per tenir en compte les realitats biològiques de la reproducció) o reconeixent un context històric específic. Per exemple, els actes de violència comesos per homes contra les dones no es produeixen en el buit, sinó que formen part d'un context social: a Opuz v. Turquia, el TEDH va definir la violència contra les dones com una forma de discriminació contra les dones; aquesta és també la posició de la Convenció d'Istanbul que a l'article 3 estableix que «la violència contra les dones s'entén com una vulneració dels drets humans i una forma de discriminació contra les dones [...]».
Hi ha diferents punts de vista sobre on convé diferenciar entre dones i homes, i un punt de vista és que l'acte de relacions sexuals és un acte on aquesta diferència s'ha de reconèixer, tant per l'augment dels riscos físics per a la dona, com per el context històric de les dones sotmeses sistemàticament a relacions sexuals forçades mentre es troben en una posició socialment subordinada (especialment dins del matrimoni i durant la guerra).
Els estats també han de diferenciar pel que fa a l'assistència sanitària assegurant que la salut de la dona, especialment pel que fa a la salut reproductiva, com ara l'embaràs i el part, no es descuidi. Segons l'Organització Mundial de la Salut, «La discriminació en els entorns sanitaris pren moltes formes i sovint es manifesta quan a un individu o grup se li nega l'accés als serveis sanitaris que d'altra manera estarien disponibles per a altres persones. També pot produir-se mitjançant la denegació de serveis que només estan disponibles per a determinats grups, com ara les dones». La negativa dels estats a reconèixer les necessitats específiques de les dones, com ara la necessitat de polítiques específiques com la forta inversió dels estats en la reducció de la mortalitat materna, pot ser una forma de discriminació. En aquest sentit, tractar dones i homes de la mateixa manera no funciona perquè determinats aspectes biològics com la menstruació, l'embaràs, el part i la lactància materna, així com determinades condicions mèdiques, només afecten les dones. El Comitè per a l'Eliminació de la Discriminació contra la Dona estipula en la seva Recomanació General núm. 35 sobre la violència de gènere contra les dones, actualitzant la recomanació general núm. 19 que estableix que «Examinar les lleis i polítiques neutrals en matèria de gènere per garantir que no creïn ni perpetuin les existents desigualtats i derogar-les o modificar-les si ho fan». (apartat 32). Un altre exemple de política neutral de gènere que perjudica les dones és que quan els medicaments provats en assajos clínics només en homes també s'utilitzen en dones, assumint que no hi ha diferències biològiques.

### Dret a la salut
L'Organització Mundial de la Salut defineix «salut» com «un estat de complet benestar físic, mental i social i no només l'absència de malaltia o dolència». La salut de la dona es refereix a la salut de les dones, que difereix de la dels homes en molts aspectes singulars.
La salut de les dones es veu greument deteriorada en algunes parts del món, a causa de factors com la desigualtat, el confinament de les dones a la llar, la indiferència dels treballadors mèdics, la manca d'autonomia de les dones i la manca de recursos econòmics de les dones. La discriminació contra les dones es produeix també a través de la denegació de serveis mèdics que només necessiten les dones. Les violacions del dret de les dones a la salut poden provocar la mort de la mare, que representen més de 300.000 morts a l'any, la majoria d'elles als països en desenvolupament. Algunes pràctiques tradicionals, com la mutilació genital femenina, també afecten la salut de les dones. A tot el món, les dones joves i les adolescents són la població més afectada pel VIH/SIDA.

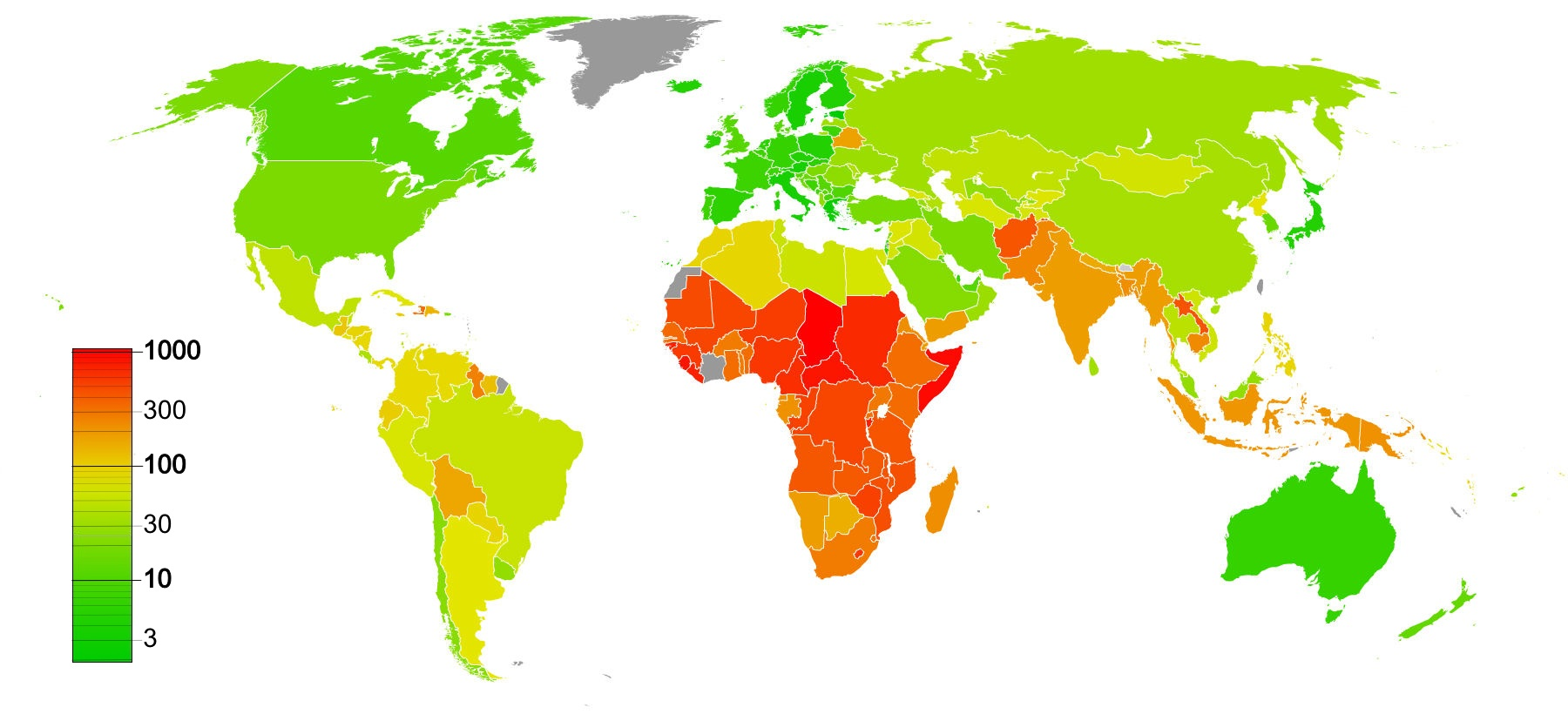
Taxa mundial de mortalitat materna per cada 100.000 nascuts vius (2010)
Mutilació genital femenina a l'Àfrica, el Kurdistan iraquià i el Iemen, 2015[198]

També hi ha casos històrics d'abús mèdic de dones, en particular la política del segle xix de confinament il·legal de dones en manicomis, sovint a petició de marits i familiars masculins. Una activista notable contra aquestes pràctiques va ser l'etatunidenca Elizabeth Packard, que va ser comesa injustament el 1860 pel seu marit, i va presentar una demanda i va guanyar després, va destacar el tema del tractament mèdic involuntari il·lícit. Una altra activista va ser la periodista d'investigació Nellie Bly, qui va entrar encoberta el 1887, en un asil de la ciutat de Nova York, per exposar les terribles condicions amb les que havien de fer front els pacients mentals d'aleshores.

### Dret a l'educació

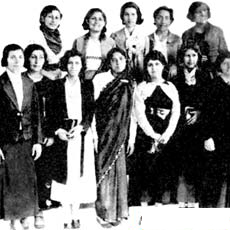
Primer grup de dones que van entrar a la universitat a l'Iran

El dret a l'educació és un dret universal a l'educació. La Convenció contra la Discriminació en l'Educació prohibeix la discriminació en l'educació, definint-la com «qualsevol distinció, exclusió, limitació o preferència que, basant-se en la raça, el color, el sexe, la llengua, la religió, l'opinió política o d'una altra índole, l'origen nacional o social, condició econòmica o naixement, té la finalitat o l'efecte d'anul·lar o perjudicar la igualtat de tracte en l'educació».
El Pacte Internacional dels Drets Econòmics, Socials i Culturals estableix a l'article 3 que «Els Estats part en el present Pacte es comprometen a garantir la igualtat de drets d'homes i dones al gaudir de tots els drets econòmics, socials i culturals establerts en el present Pacte», amb l'article 13 que reconeix «el dret de tothom a l'educació».
Si bé es reconeix que el dret de les dones a accedir a l'educació acadèmica és molt important, cada cop es reconeix més que l'educació acadèmica s'ha de complementar amb educació en drets humans, no discriminació, ètica i igualtat de gènere, per tal que sigui possible el progrés social. Així ho va assenyalar Zeid bin Ra'ad, l'actual Alt Comissionat de les Nacions Unides per als Drets Humans, que va subratllar la importància de l'educació en drets humans per a tots els nens: «De què va servir a la humanitat que Josef Mengele tingués estudis superiors en medicina i antropologia, tenint en compte que era capaç de cometre els crims més inhumans? Vuit de les 15 persones que van planificar L'Holocaust a Wannsee el 1942 tenien un doctorat. Brillaven acadèmicament i, tanmateix, eren profundament tòxics per al món. Radovan Karadžić era un psiquiatre de formació. Pol Pot va estudiar ràdioelectrònica a París. Importa això, quan cap dels dos va mostrar la més mínima part d'ètica i comprensió?» En les últimes dècades s'ha prestat més atenció a la conscienciació de l'alumnat sobre la importància de la igualtat de gènere.

### Drets reproductius

#### Drets legals
Els drets reproductius són drets i llibertats legals relacionats amb la reproducció i la salut reproductiva. Els drets reproductius van ser avalats pel Programa d'Acció del Caire de vint anys que es va adoptar el 1994 a la Conferència Internacional sobre Població i Desenvolupament (CIPD) al Caire, i per la Declaració de Beijing i la Plataforma d'Acció de Beijing el 1995.

A la dècada del 1870, les feministes van avançar el concepte de maternitat voluntària com a crítica política a la maternitat involuntària i expressant un desig d'emancipació de la dona. Els defensors de la maternitat voluntària van desaprovar l'anticoncepció, argumentant que les dones només haurien de tenir sexe amb el propòsit de procrear, i van defensar l'abstinència periòdica o permanent.

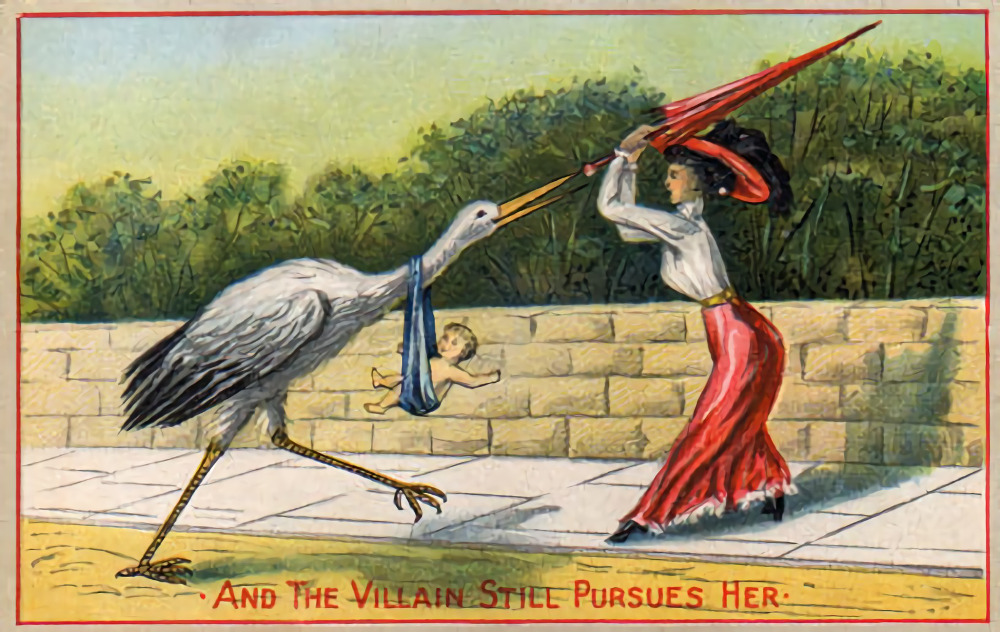
«I el dolent encara la persegueix». Postal satírica de l'època victoriana
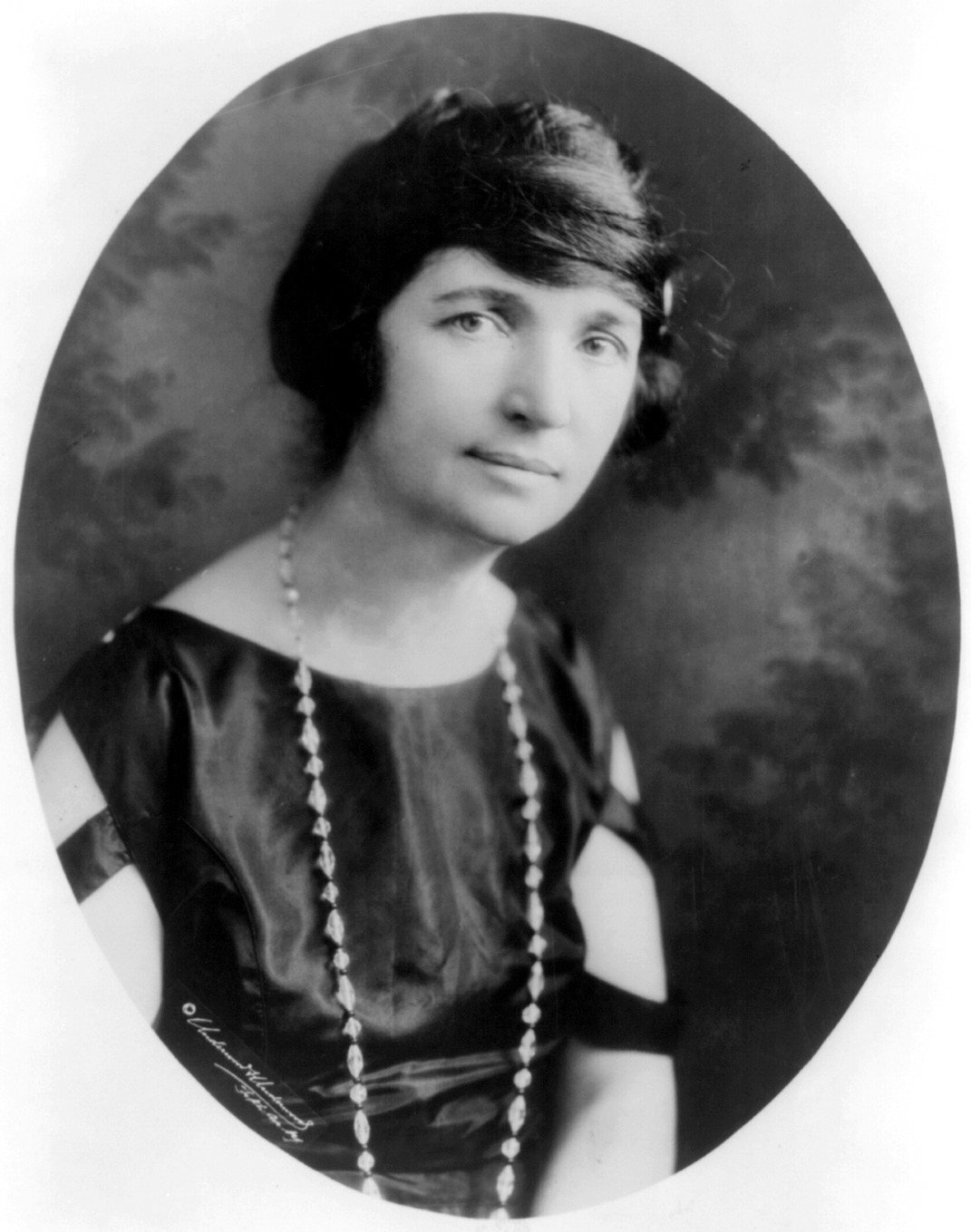
Margaret Sanger

Els drets reproductius representen un concepte ampli, que pot incloure alguns o tots els drets següents: el dret a l'avortament legal o segur, el dret a controlar les pròpies funcions reproductives, el dret a accedir a una atenció sanitària reproductiva de qualitat i el dret a l'educació i l'accés a per tal de prendre decisions reproductives lliures de coacció, discriminació i violència. També es pot entendre que els drets reproductius inclouen l'educació sobre la anticoncepció i les infeccions de transmissió sexual. Sovint, els drets reproductius es defineixen com la llibertat de mutilació genital femenina i l'avortament forçat i l'esterilització forçosa. La Convenció d'Istanbul reconeix aquests dos drets a l'article 38 (Mutilació genital femenina) i a l'article 39 (Avortament forçat i esterilització forçosa).

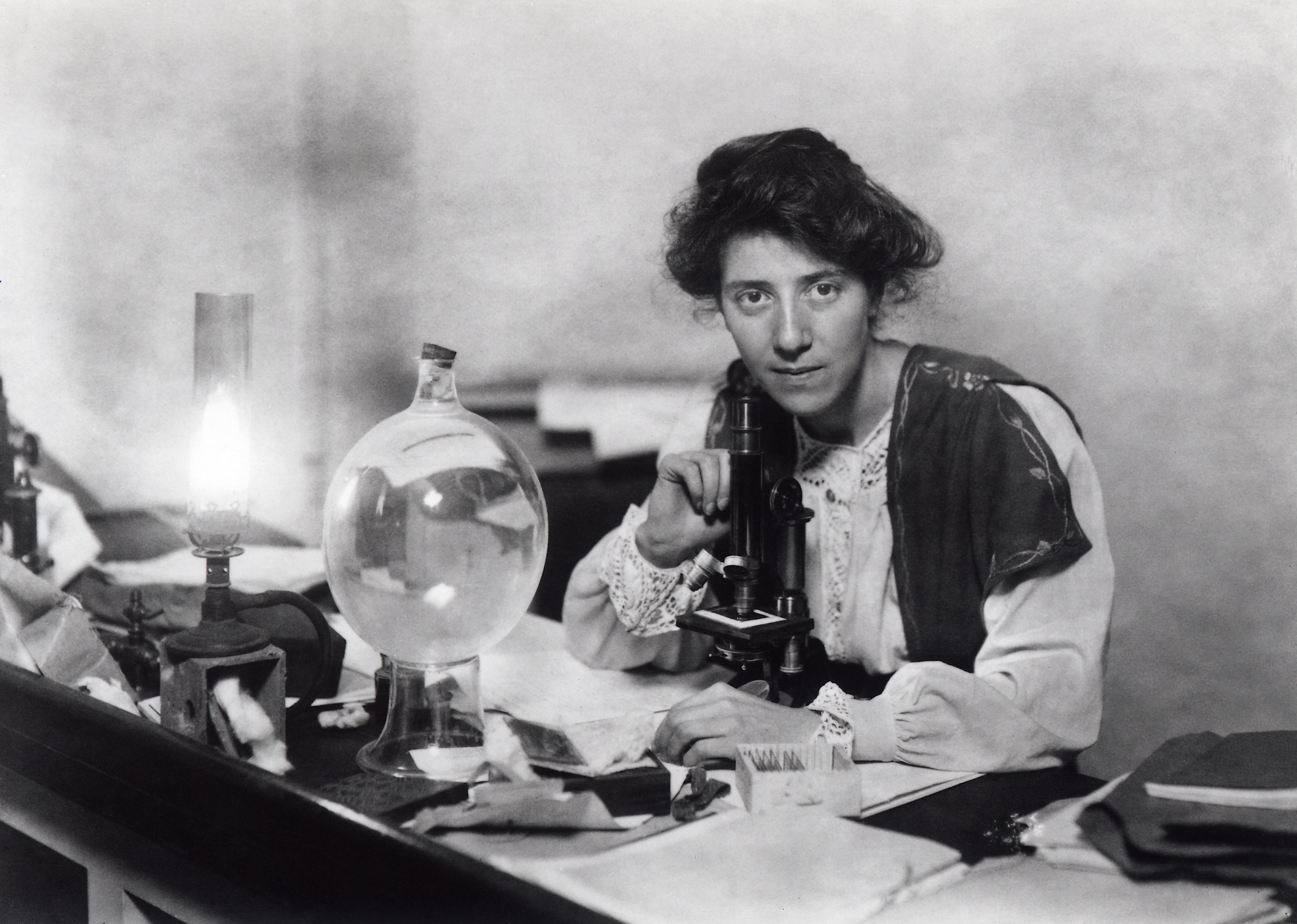
Marie Stopes
Mapa que mostra la prevalença de la mutilació genital femenina a l'Àfrica

Els drets reproductius s'entenen com els drets tant de l'home com de la dona, però amb més freqüència es plantegen com a drets de la dona.
A la dècada del 1960, activistes dels drets reproductius van promoure el dret de les dones a l'autonomia corporal, amb aquests moviments socials que van portar a l'accés legal a l'anticoncepció i l'avortament durant les dècades següents a molts països.

#### Control de natalitat

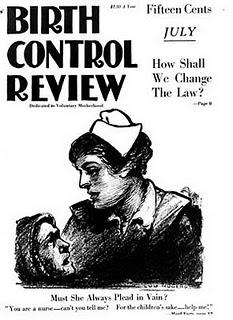
Portada de la revisió de control de natalitat de 1919, publicada per Margaret Sanger. Amb relació a «Com canviarem la llei?» Sanger va escriure «... les dones demanen en va instruccions sobre anticonceptius. Els metges estan disposats a realitzar avortaments quan es considerin necessaris, però es neguen a dirigir l'ús de preventius que farien que els avortaments siguin innecessaris... No puc fer-ho, la llei no ho permet».

A principis del segle xx, el control de la natalitat es va avançar com una alternativa als termes de moda de l'època: limitació familiar i maternitat voluntària. La frase «control de la natalitat» va entrar a la llengua anglesa el 1914 i va ser popularitzada per Margaret Sanger, que era principalment activa als Estats Units d'Amèrica però que havia guanyat una reputació internacional a la dècada del 1930. La activista britànica de control de la natalitat Marie Stopes va fer que l'anticoncepció fos acceptable a Gran Bretanya durant la dècada del 1920 emmarcant-la en termes científics. Stopes va ajudar els moviments de control de la natalitat emergents en diverses colònies britàniques.
El moviment anticonceptiu va defensar l'anticoncepció per permetre les relacions sexuals com es desitgi sense risc d'embaràs. En emfatitzar el control, el moviment de control de la natalitat va defensar que les dones haurien de tenir control sobre la seva reproducció, una idea que s'alineava molt amb el tema del moviment feminista. Eslògans com «control sobre el nostre propi cos» criticaven la dominació masculina i exigien l'alliberament de les dones, una connotació que està absent dels moviments de planificació familiar, control de població i eugenèsia.
A les dècades de 1960 i 1970 el moviment de control de la natalitat va defensar la legalització de l'avortament i les campanyes d'educació a gran escala sobre anticoncepció per part dels governs. A la dècada del 1980, les organitzacions de control de la natalitat i control de la població van cooperar per reclamar els drets a l'anticoncepció i l'avortament, amb un èmfasi creixent en la «elecció».
El control de la natalitat s'ha convertit en un tema important en la política dels Estats Units d'Amèrica. Les qüestions reproductives es citen com a exemples de la impotència de les dones per exercir els seus drets. L'acceptació social del control de la natalitat va requerir la separació del sexe de la procreació, fent del control de la natalitat un tema molt controvertit al segle xx.

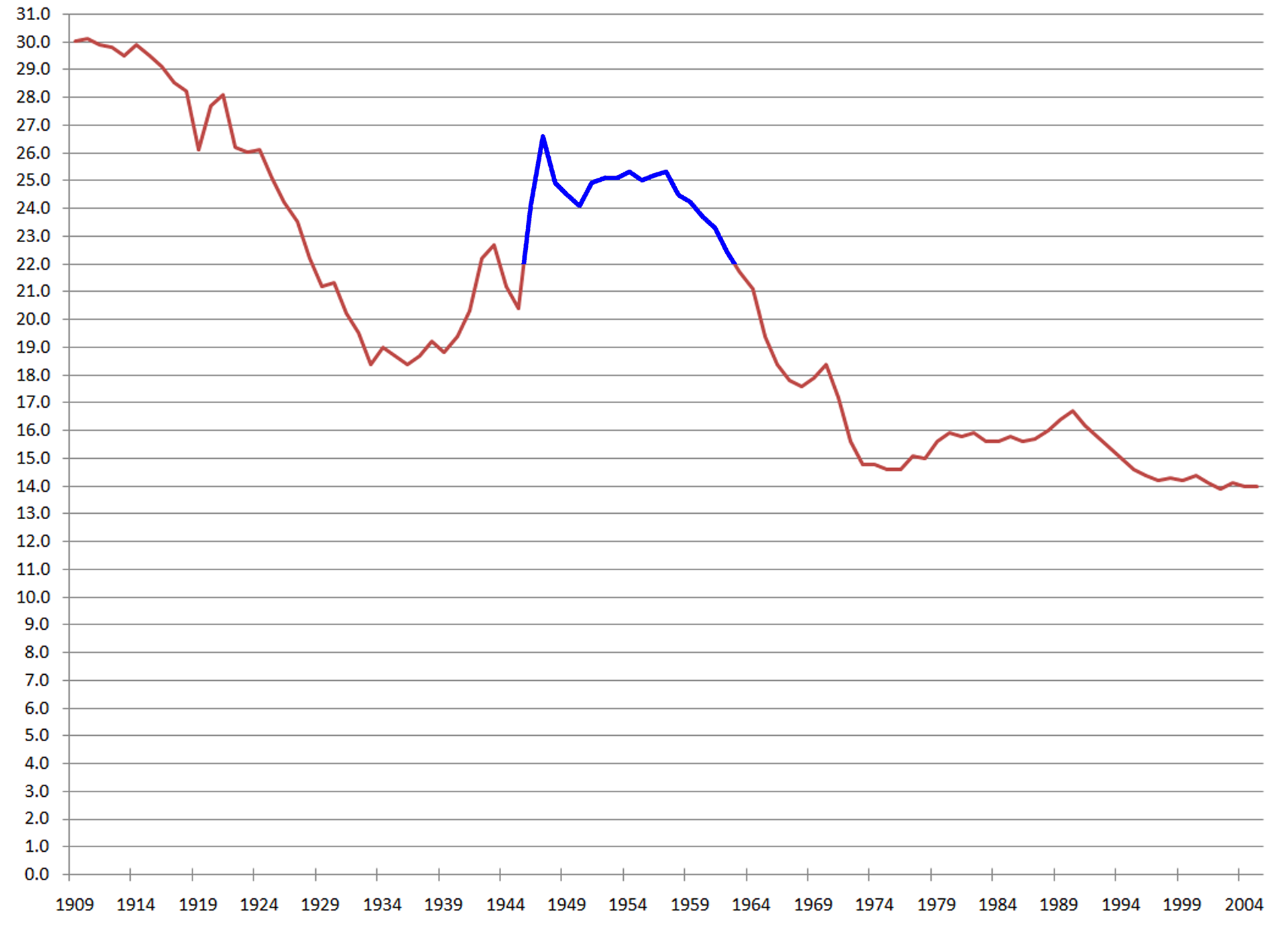
Taxa de natalitat als Estats Units d'Amèrica (naixements per 1.000 habitants).[220] Una ràpida caiguda de la fertilitat va acompanyar la primera revolució sexual, seguida del Baby Boom i una altra caiguda de la fertilitat que va acompanyar la revolució sexual de la dècada del 1960

El control de la natalitat als Estats Units d'Amèrica s'ha convertit en un escenari de conflictes entre els valors liberals i conservadors, plantejant preguntes sobre la família, la llibertat personal, la intervenció de l'estat i de la religió en la política, la moral sexual i el benestar social. Els drets reproductius, és a dir, els drets relacionats amb la reproducció sexual i la salut reproductiva, es van discutir per primera vegada com un subconjunt dels drets humans a la Conferència Internacional de Drets Humans de les Nacions Unides de 1968.

#### Avortament
Els drets reproductius de les dones es poden entendre com el dret a un accés fàcil a un avortament segur i legal. Les lleis sobre l'avortament varien des d'una prohibició total (República Dominicana, El Salvador, Malta, Nicaragua, Vaticà) fins a països com Canadà, on no hi ha restriccions legals. En molts països on l'avortament està permès per llei, les dones només poden tenir un accés limitat als serveis d'avortament segur. En alguns països, l'avortament només està permès per salvar la vida de la dona embarassada, o si l'embaràs va ser el resultat d'una violació o un incest.

També hi ha països on la llei és liberal, però a la pràctica és molt difícil avortar, perquè la majoria dels metges són objectors de consciència. El fet que en alguns països on l'avortament és legal sigui de facto molt difícil tenir-hi accés és controvertit; l'ONU en la seva resolució de 2017 sobre la Intensificació dels esforços per prevenir i eliminar totes les formes de violència contra les dones i les nenes: la violència domèstica va instar els estats a garantir l'accés a «un avortament segur quan aquests serveis estiguin permesos per la legislació nacional».

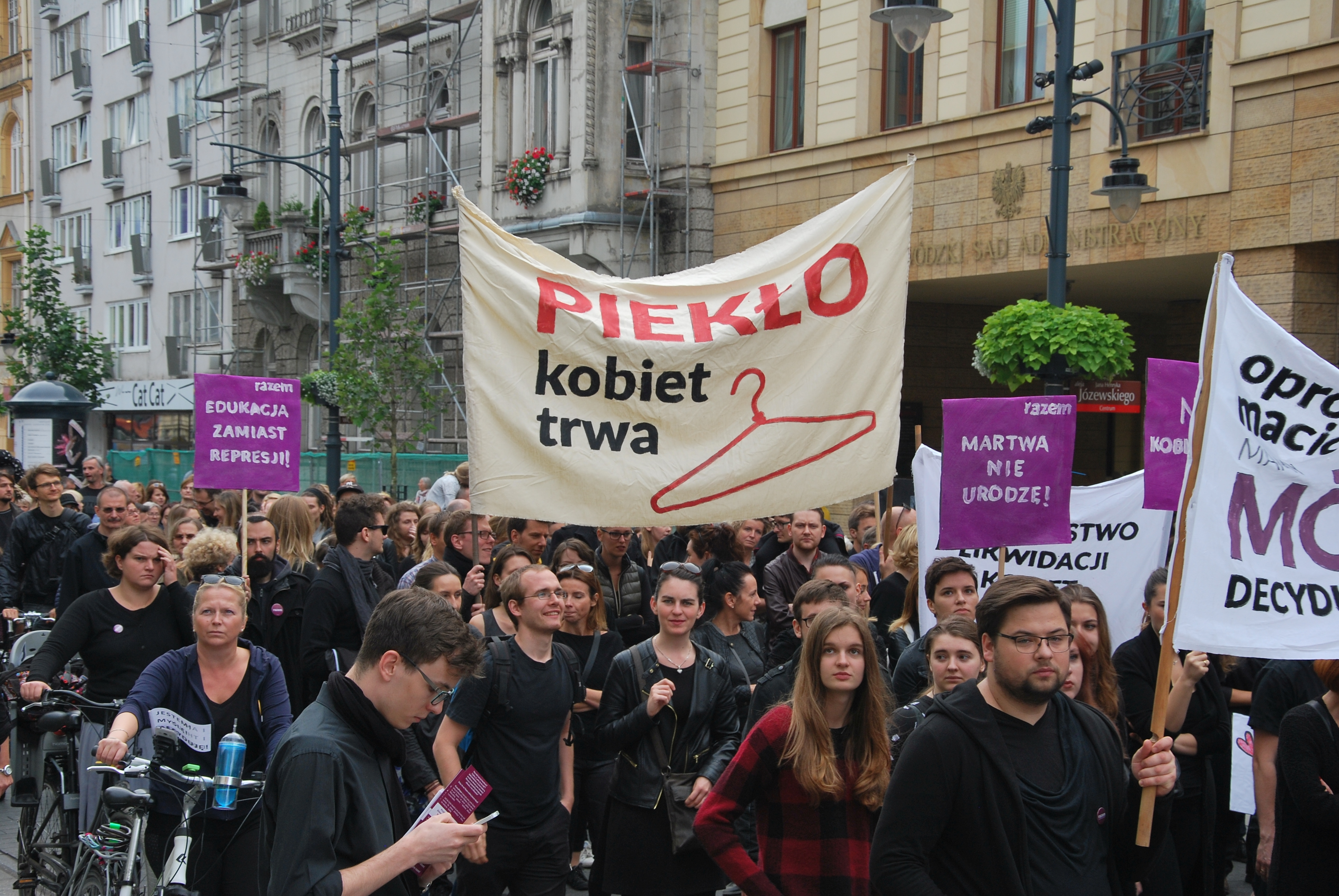
L'accés als serveis d'avortament varia considerablement arreu del món, i l'estatus dels drets relacionats és un tema polític actiu i important en moltes nacions

El Comitè per a l'Eliminació de la Discriminació contra les Dones considera que la criminalització de l'avortament és una «violació de la salut i els drets sexuals i reproductius de les dones» i una forma de «violència de gènere»; el paràgraf 18 de la seva Recomanació general núm. 35 sobre la violència de gènere contra les dones, que actualitza la recomanació general núm. 19, estableix que: «Les violacions de la salut i els drets sexuals i reproductius de les dones, com ara esterilitzacions forçades, avortament forçat, embaràs forçat, criminalització de l'avortament, la denegació o retard de l'avortament segur i l'atenció posterior a l'avortament, la continuació forçada de l'embaràs, l'abús i el maltractament de dones i nenes que cerquen informació, béns i serveis de salut sexual i reproductiva, són formes de violència de gènere que, segons les circumstàncies, poden suposar a tortura o tractes cruels, inhumans o degradants». La mateixa Recomanació General també insta els països al paràgraf 31 a «[…] en particular, derogar: a) Disposicions que permetin, toleren o condonin les formes de violència de gènere contra les dones, inclosa […] la legislació que criminalitza l'avortament».
Segons Human Rights Watch, «L'avortament és un tema molt emotiu i que excita opinions profundament arraigades. No obstant això, l'accés equitatiu a serveis d'avortament segur és abans que res un dret humà. Quan l'avortament és segur i legal, ningú està obligat a fer-ho. Quan l'avortament és il·legal i perillós, les dones es veuen obligades a portar embarassos no desitjats a terme o patir greus conseqüències per a la salut i fins i tot la mort. Aproximadament el 13% de les morts maternes a tot el món són atribuïbles a avortaments insegurs: entre 68.000 i 78.000 morts anualment». Segons Human Rights Watch, «la denegació del dret d'una dona embarassada a prendre una decisió independent sobre l'avortament viola o suposa una amenaça per a una àmplia gamma de drets humans». Les dones afroamericanes tenen cinc vegades més probabilitats d'avortar que una dona blanca.
L'Església Catòlica i moltes altres religions cristianes, especialment aquells considerats com la dreta cristiana, i la majoria dels jueus ortodoxos consideren l'avortament no com un dret, sinó com un mal moral i un pecat mortal.
Rússia va ser el primer país a legalitzar els avortaments i a oferir atenció mèdica gratuïta als hospitals estatals per fer-ho. Després de la Revolució d'Octubre, l'ala femenina del Partit Bolxevic (el Zhenotdel) va persuadir els bolxevics de legalitzar l'avortament (com a «mesura temporal»). Els bolxevics van legalitzar l'avortament el novembre de 1920. Aquesta va ser la primera vegada a la història mundial que les dones s'havien guanyat el dret a l'avortament gratuït als hospitals estatals.

#### Abús durant el part
L'abús de les dones durant el part és un problema global identificat recentment i una violació bàsica dels drets de la dona. El maltractament durant el part és la negligència, el maltractament físic i la falta de respecte durant el part. Aquest tractament es considera una violació dels drets de la dona. També té l'efecte d'evitar que les dones busquin atenció prenatal i utilitzin altres serveis sanitaris.

#### Matrimoni infantil
El matrimoni infantil és una pràctica molt estesa a tot el món i sovint està relacionada amb la pobresa i la desigualtat de gènere. El matrimoni infantil posa en perill la salut reproductiva de les nenes joves, augmentant el risc de complicacions en l'embaràs o el part. Aquestes complicacions són una de les principals causes de mort entre les nenes dels països en desenvolupament.

#### Embaràs forçat

Taxes de natalitat per cada 1.000 dones de 15 a 19 anys a tot el món

L'embaràs forçat és la pràctica d'obligar una dona o una nena a quedar embarassada, sovint com a part d'un matrimoni forçat, fins i tot mitjançant el segrest de la núvia, mitjançant la violació (incloent la violació matrimonial, la violació de guerra i la violació genocida) o com a part d'un programa de cria d'esclaus. És una forma de coerció reproductiva, era comú històricament i encara es produeix a parts del món. Al segle xx, alguns governs autoritaris van practicar el matrimoni forçat obligat per l'estat amb l'objectiu d'augmentar la població, sobretot durant el règim dels Khmers Rojos a Cambodja, que obligava sistemàticament la gent a casar-se ordenant-los tenir fills, per tal d'augmentar la població i continuar la revolució.
L'embaràs forçat està fortament relacionat amb el costum del preu de la núvia.

### Violència de gènere
La violència contra les dones és, col·lectivament, actes violents que es cometen principalment o exclusivament contra les dones. La Declaració sobre l'eliminació de la violència contra la dona de la ONU estableix que «la violència contra les dones és una manifestació de relacions de poder històricament desiguals entre homes i dones» i «la violència contra les dones és un dels mecanismes socials crucials pel qual les dones es veuen obligades a ocupar una posició subordinada en comparació amb els homes». El Conveni del Consell d’Europa sobre la prevenció i la lluita contra la violència envers les dones i la violència domèstica, també conegut com a Conveni d'Istanbul, proporciona la següent definició de violència contra les dones: «violència contra les dones s'entén com una violació dels drets humans i una forma de discriminació contra les dones i s'entén tots els actes de violència de gènere que tinguin com a resultat, o puguin tenir com a resultat, danys o sofriments físics, sexuals, psicològics o econòmics a les dones, incloses les amenaces d'aquests actes, la coacció o la privació arbitrària de llibertat, ja siguin ocorre en la vida pública o privada». La violència contra les dones pot ser perpetrada per individus, per grups o per l'Estat. Pot ocórrer en privat o en públic. La violència contra les dones pot ser violència sexual, violència física, violència psicològica o violència socioeconòmica.Algunes formes de violència contra les dones tenen una llarga tradició cultural: crim d'honor, morts per dot, mutilació genital femenina. La violència contra les dones és considerada per l'Organització Mundial de la Salut «un gran problema de salut pública i una violació dels drets humans de les dones».

### Dret de família
Sota el dret de família dominada pels homes, les dones tenien pocs drets, si n'hi havia cap, ja que estaven sota el control del marit o dels familiars masculins. Els conceptes legals que van existir al llarg dels segles, com ara la coverture, l'autoritat marital, van mantenir les dones sota l'estricte control dels seus marits. Les restriccions de les barreres del matrimoni també es van estendre a la vida pública, com ara les prohibicions matrimonials. Pràctiques com el dot, el preu de la núvia o el servei de la núvia eren, i encara ho són, en algunes parts del món, molt habituals. Alguns països continuen exigint fins avui un guardià masculí per a les dones, sense el qual les dones no poden exercir els drets civils. Altres pràctiques nocives inclouen el matrimoni de noies joves, sovint amb homes molt més grans.
En molts sistemes legals, el marit tenia un poder total sobre la família; per exemple, a l'Espanya franquista, tot i que el paper de la dona es definia com el de mestressa de casa que havia d'evitar en gran part l'esfera pública per tenir cura dels fills, els drets legals sobre els fills eren del pare; fins al 1970 el marit podia donar en adopció el fill d'una família sense el consentiment de la seva esposa. Fins a l'any 1975, les dones a Espanya necessitaven el permís del seu marit (anomenat permiso marital) per a moltes activitats, com ara la feina, els viatges fora de la ciutat i la propietat. Suïssa va ser un dels últims països europeus que va establir la igualtat de gènere en el matrimoni: els drets de les dones casades es van veure molt restringits fins al 1988, quan van entrar en vigor les reformes legals que preveien la igualtat de gènere en el matrimoni, abolint l'autoritat legal del marit (aquestes reformes havien estat aprovades el 1985 pels electors en un referèndum, que van votar a favor per un 54,7% dels votants).
Un altre àmbit d'interès per a les feministes ha estat el de les lleis d'adulteri, a causa de les extremes diferències legals i socials entre la manera de tractar l'adulteri femení i masculí en el dret penal i el dret de família en moltes cultures, sent les dones sotmeses a càstigs greus (fins al la pena de mort i la repressió violenta com els crims d'honor), mentre que els homes eren sovint tolerats, fins i tot encoratjats com a símbol de l'estatus social masculí. A Europa, això va ser especialment cert al sud d'Europa, i els crims d'honor també van ser històricament habituals en aquesta regió, i «hi ha hagut actes de crims d'honor dins de la memòria viva dins de països mediterranis com Itàlia i Grècia». La tradició en la cultura francesa dels homes de classe alta de tenir amants, juntament amb la tolerància pels crims passionals (en francès: crime passionnel) comesos contra esposes infidels il·lustra aquestes normes, que també van ser recolzades pel Codi Penal francès de 1810 (que preveia de clemència per als marits que van matar a les seves dones sorpreses cometent adulteri, però no per a les dones que van matar els seus marits en circumstàncies similars, i que van tractar de manera diferent l'adulteri femení i masculí, que va romandre vigent fins al 1975). Normes semblants existien a Espanya (delictes passionals fins al 1963, i adulteri (definit de manera diferent per a dones i homes) fins al 1978).

## Moviments moderns

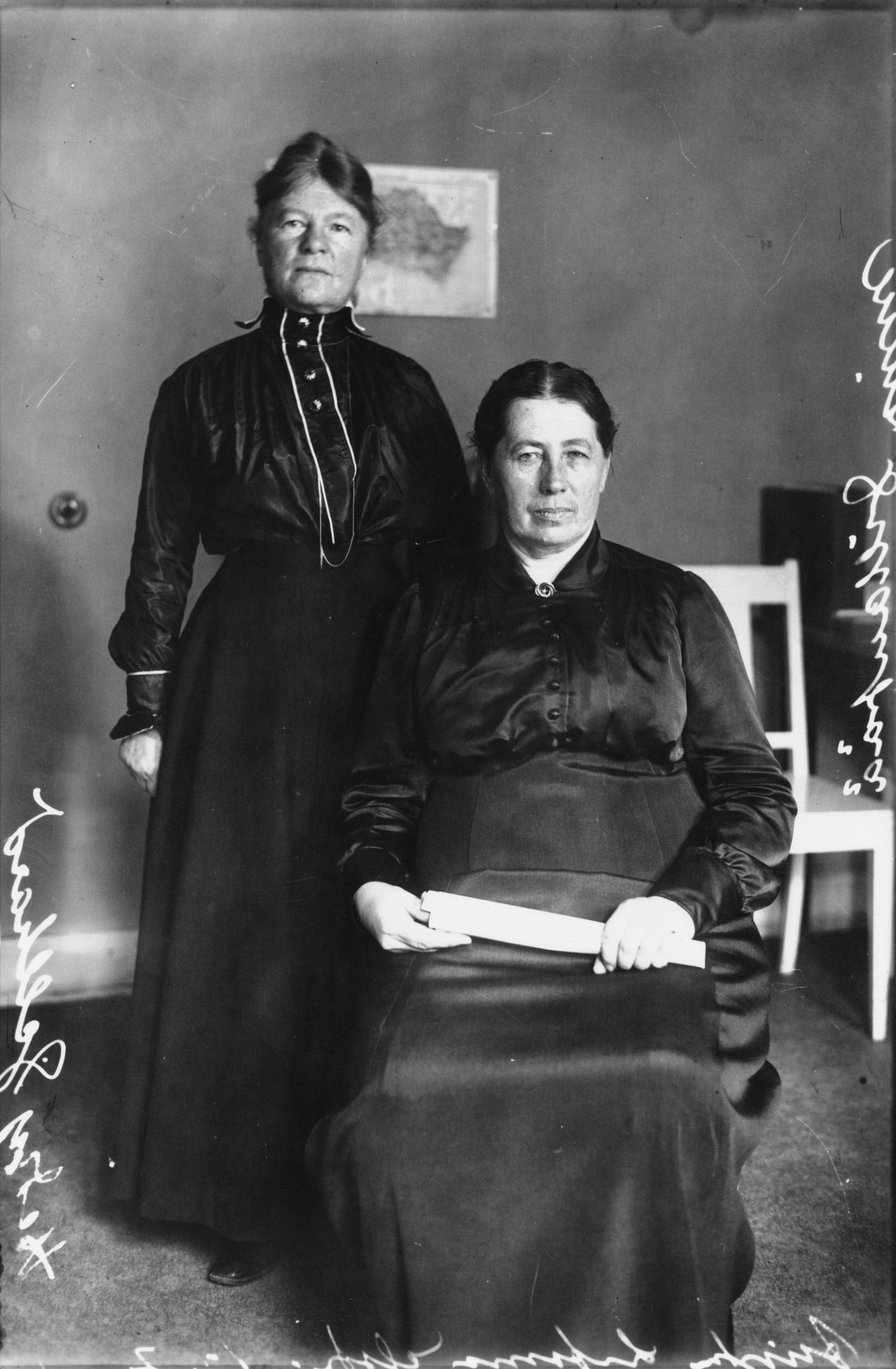
Les primeres dones ministres de Finlàndia van ser portades al Parlament finlandès poc després de principis del. D'esquerra a dreta: Hedvig Gebhard (1867-1961), membre del parlament, i Miina Sillanpää (1866-1952), ministra d'Afers Socials, el 1910

En les dècades posteriors, els drets de les dones es van tornar a convertir en un tema important en el món de parla anglesa. A la dècada del 1960 el moviment s'anomenava «feminisme» o «alliberament de la dona». Els reformadors volien el mateix sou que els homes, la igualtat de drets a la llei i la llibertat de planificar les seves famílies o no tenir fills. Els seus esforços van tenir resultats contradictoris.
El Consell Internacional de Dones (ICW) va ser la primera organització de dones que va treballar més enllà de les fronteres nacionals per la causa comuna de defensar els drets humans de les dones. Al març i abril de 1888, les dones líders es van reunir a Washington, D.C., amb 80 ponentes i 49 delegades que representaven 53 organitzacions de dones de 9 països: Canadà, Estats Units d'Amèrica, Irlanda, Índia, Anglaterra, Finlàndia, Dinamarca, França i Noruega. Hi participen dones d'organitzacions professionals, sindicats, grups artístics i societats benèfiques. Els Consells Nacionals estan afiliats a l'ICW i així es fan escoltar a nivell internacional. El 1904, l'ICW es va reunir a Berlín, Alemanya. L'ICW va treballar amb la Societat de Nacions durant la dècada del 1920 i les Nacions Unides després de la Segona Guerra Mundial. Avui l'ICW té l'Estatus Consultiu amb el Consell Econòmic i Social de les Nacions Unides, la màxima acreditació que pot aconseguir una ONG a les Nacions Unides. Actualment, està compost per 70 països i té una seu a Lausana, Suïssa. Les reunions internacionals se celebren cada tres anys.
Al Regne Unit, una onada d'opinió pública a favor de la igualtat legal havia guanyat ritme, en part gràcies a l'extensa ocupació de dones en els que eren rols masculins tradicionals durant les dues guerres mundials. A la dècada del 1960 s'estava preparant el procés legislatiu, rastrejant a través de l'informe del comitè selecte del diputat Willie Hamilton, al seu informe d'igualtat salarial per igual treball, la creació d'una Junta de Discriminació Sexual, l'esborrany de llei contra la discriminació sexual de Lady Sear, un llibre verd del govern de 1973, fins al 1975 quan van entrar en vigor la primera Llei britànica de discriminació sexual, una Llei d'igualtat salarial i una Comissió d'Igualtat d'Oportunitats. Amb l'encoratjament del govern del Regne Unit, els altres països de la CEE aviat van seguir el mateix amb un acord per garantir que les lleis de discriminació s'eliminessin gradualment a tota la Comunitat Europea.
Als Estats Units d'Amèrica, l'Organització Nacional de Dones (National Organization for Women, NOW) es va crear el 1966 amb el propòsit d'aconseguir la igualtat per a totes les dones. NOW va ser un grup important que va lluitar per la Proposta d'esmena sobre la igualtat de drets de la Constitució dels Estats Units (Equal Rights Amendment, ERA). Aquesta esmena deia que «els Estats Units d'Amèrica o cap estat no negaran ni reduiran la igualtat de drets per raó del sexe». Però hi va haver desacord sobre com s'entendria la proposta d'esmena. Els partidaris creien que garantiria a les dones la igualtat de tracte. Però els crítics temien que pogués negar a les dones el dret a rebre el suport econòmic dels seus marits. L'esmena va morir el 1982 perquè no l'havien ratificat prou estats. L'ERA s'ha inclòs en congressos posteriors, però encara no s'han pogut ratificar.

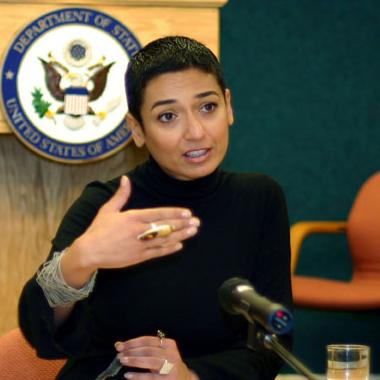
L'escriptora i activista iraquianoamericana Zainab Salbi, fundadora de Women for Women International (WfWI)

Women for Women International (WfWI) és una organització humanitària sense ànim de lucre que ofereix suport pràctic i moral a les dones supervivents de la guerra. WfWI ajuda aquestes dones a reconstruir les seves vides després de la devastació de la guerra a través d'un programa escalonat d'un any de durada que comença amb ajuda financera directa i assessorament emocional, i inclou habilitats per a la vida (per exemple, alfabetització i formació si cal), educació en conscienciació dels drets, educació sanitària, formació en habilitats laborals i desenvolupament de petites empreses. L'organització va ser cofundada l'any 1993 per Zainab Salbi, una iraquianoamericana que ella mateixa és una supervivent de la guerra Iran-Iraq, i l'aleshores marit de Salbi, Amjad Atallah. Des del juny de 2012, WfWI ha estat dirigida per Afshan Khan, una antiga executiva d'UNICEF que es va convertir en la primera nova consellera delegada de WfWI des que la fundadora Zainab Salbi va renunciar per dedicar més temps a la seva escriptura i conferències.
El Consell Nacional de Dones del Canadà (Conseil national des femmes du Canada), és una organització de defensa canadenca amb seu a Ottawa que té com a objectiu millorar les condicions de les dones, les famílies i les comunitats. Una federació de societats organitzades a nivell nacional d'homes i dones i consells locals i provincials de dones, és el membre canadenc del Consell Internacional de Dones (ICW). El consell s'ha preocupat en àmbits com el sufragi femení, la immigració, la sanitat, l'educació, els mitjans de comunicació, el medi ambient i molts altres. Formada el 27 d'octubre de 1857 a Toronto, Ontario, és una de les organitzacions de suport més antigues del país.
L'Associació per a la Protecció i Defensa dels Drets de les Dones a l'Aràbia Saudita és una organització no governamental saudita fundada per oferir activisme pels drets de les dones. Va ser fundada per Wajeha al-Huwaider i Fawzia Al-Uyyouni, i va sorgir d'un moviment de 2007 per aconseguir que les dones tinguin dret a conduir. L'associació no té llicència oficial del govern de l'Aràbia Saudita i s'ha advertit que no munti manifestacions. En una entrevista de 2007, al-Huwaider va descriure els objectius: «L'associació constarà d'una sèrie de lligues, amb cada lliga perseguint un tema o dret diferent... representació de les dones als tribunals de la xaria; establint una edat [mínima] per als matrimonis de les nenes, permetre que les dones s'ocupin dels seus propis assumptes a les agències governamentals i que puguin entrar en els edificis del govern; o obligant-la a divorciar-se...».

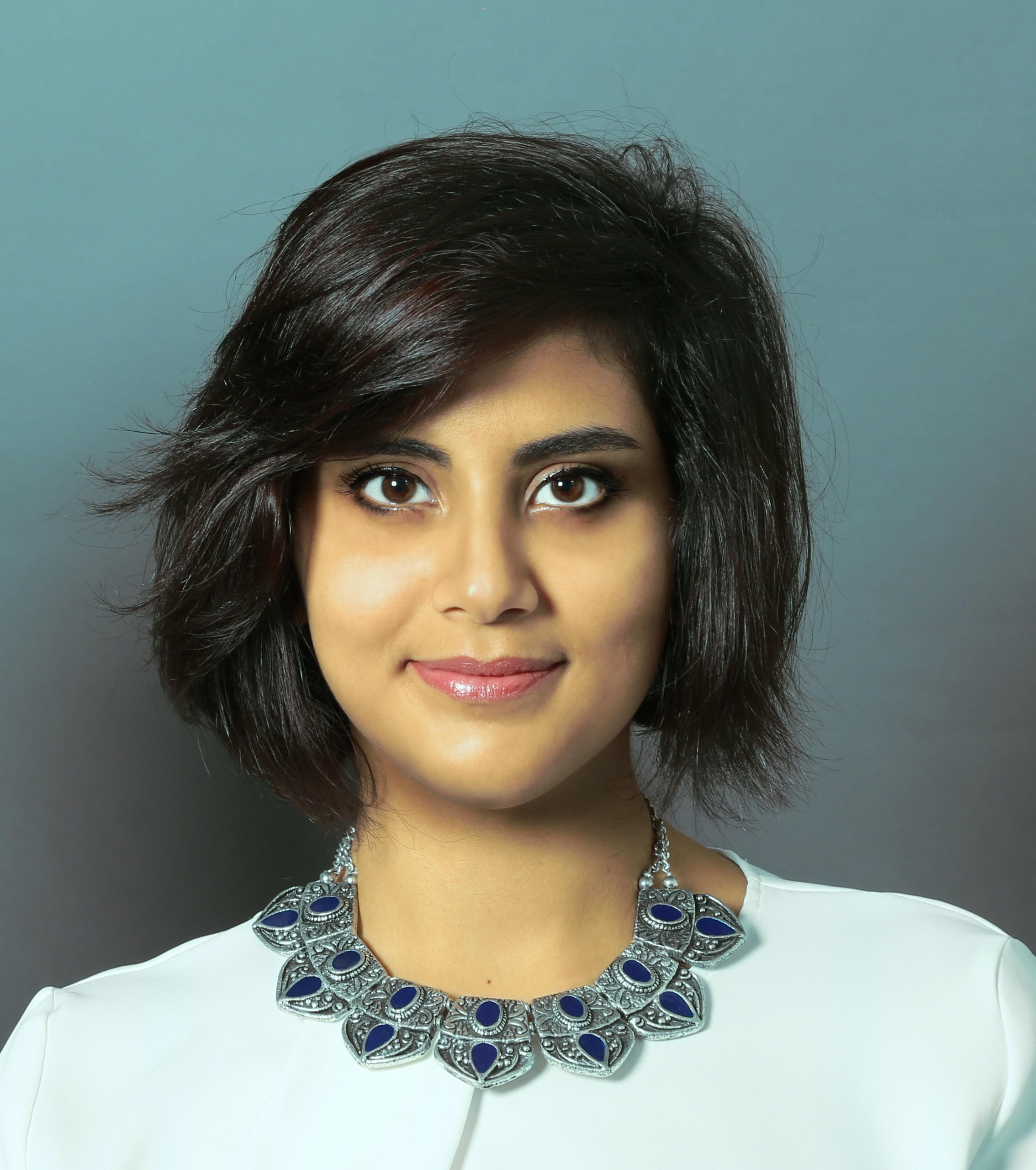
L'activista saudita pels drets de les dones Loujain al-Hathloul va ser arrestada el maig de 2018, juntament amb altres 10 activistes pels drets de les dones a l'Aràbia Saudita
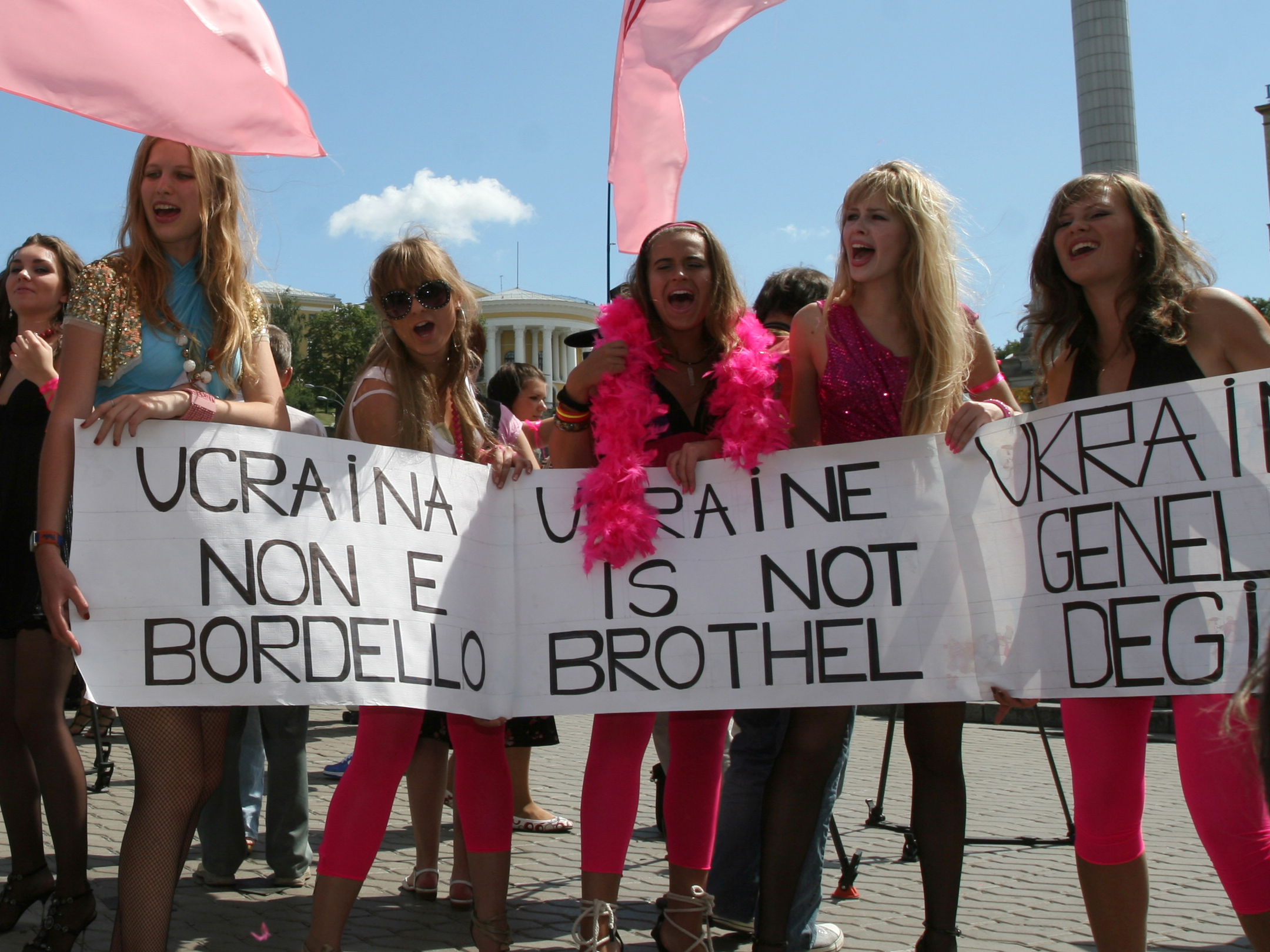
Del documental Ucraïna no és un bordell. El grup activista feminista Femen protesta contra l'augment del turisme sexual a Ucraïna

A Ucraïna, Femen es va fundar el 2008. L'organització és coneguda internacionalment per les seves protestes en topless contra els turistes sexuals, les agències matrimonials internacionals, el sexisme i altres malalties socials, nacionals i internacionals. Femen compta amb grups de simpatitzants a molts països europeus a través de les xarxes socials.

### Nacions Unides i conferències mundials
L'any 1946, les Nacions Unides van establir una Comissió de la Condició Jurídica i Social de la Dona. Originalment era part de la Secció de la Condició de la Dona, Divisió de Drets Humans, Departament d'Afers Socials, i ara forma part del Consell Econòmic i Social (ECOSOC). Des de l'any 1975 l'ONU ha celebrat una sèrie de conferències mundials sobre temes de dones, començant per la Conferència Mundial de l'Any Internacional de la Dona a la Ciutat de Mèxic. Aquestes conferències van crear un fòrum internacional per als drets de les dones, però també van il·lustrar les divisions entre dones de diferents cultures i les dificultats d'intentar aplicar els principis de manera universal. S'han celebrat quatre Conferències Mundials, la primera a la Ciutat de Mèxic (Any Internacional de la Dona, 1975), la segona a Copenhaguen (1980) i la tercera a Nairobi (1985).
A la Quarta Conferència Mundial sobre la Dona a Pequín (1995), es va signar la Plataforma d'Acció. Això incloïa un compromís per aconseguir «la igualtat de gènere i l'apoderament de les dones». El mateix compromís va ser reafirmat per totes les nacions membres de l'ONU a la Cimera del Mil·lenni l'any 2000 i es va reflectir en els Objectius de Desenvolupament del Mil·lenni que s'havien d'assolir el 2015.
El 2010, ONU Dones es va fundar gràcies a la fusió de la Divisió per a l'Avanç de la Dona, l'Institut Internacional de Recerca i Capacitació per a la Promoció de la Dona (INSTRAW), l'Oficina de l'Assessor Especial o Avenç de la Dona en Temes de Gènere, i el Fons de Desenvolupament de les Nacions Unides per a la Dona (UNIFEM) per la Resolució 63/311 de l'Assemblea General.

### Drets internacionals de les dones

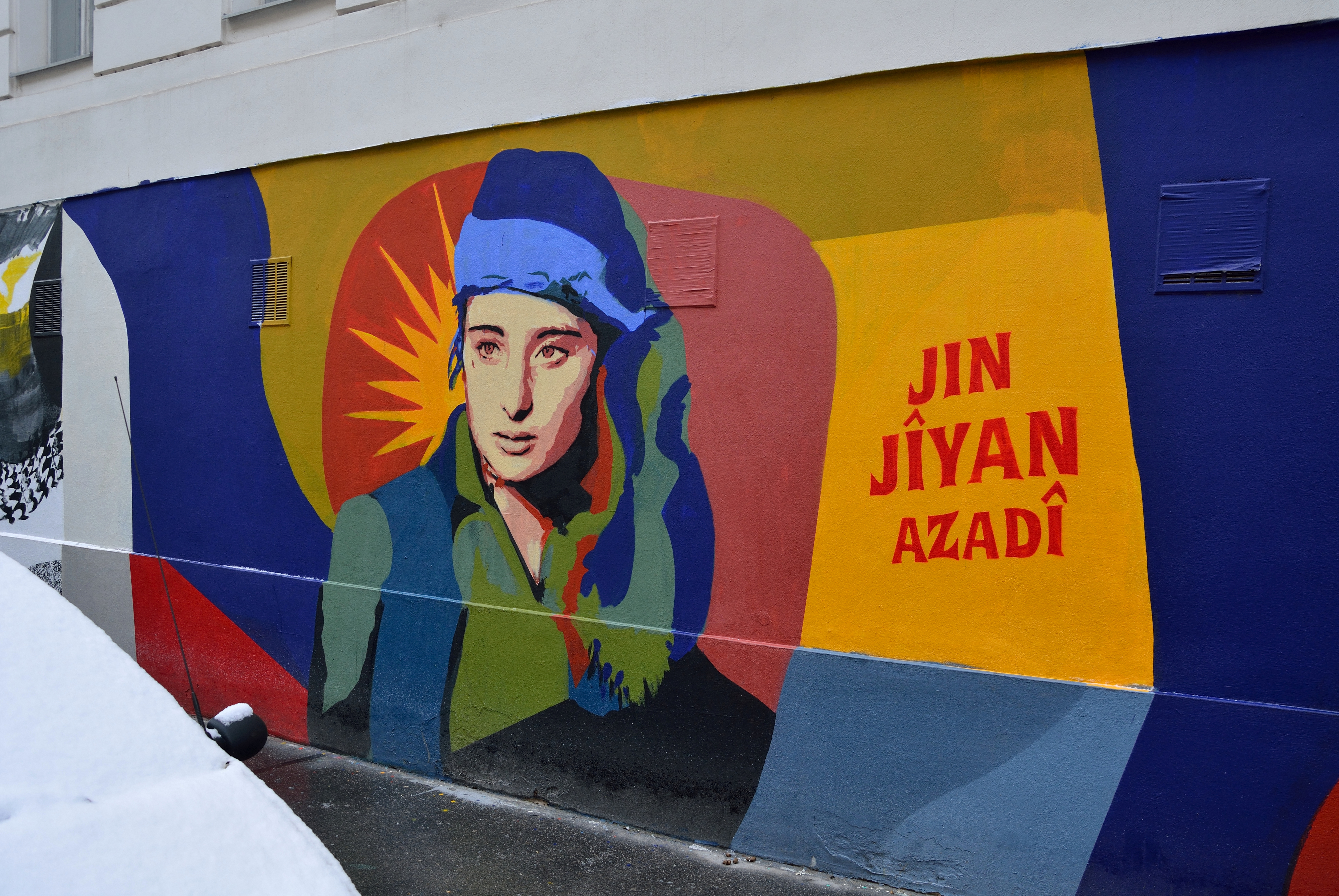
Un mural a Viena que mostra una dona kurda i l'eslògan de Dona, vida, llibertat (en kurd)

En comparació amb els moviments occidentals pels drets de les dones, els drets internacionals de les dones estan plagats de diferents qüestions. Tot i que s'anomena «drets internacionals de les dones», també es pot conèixer com a «feminisme del tercer món». Els drets internacionals de les dones tracten temes com el matrimoni, l'esclavitud sexual, el matrimoni forçat de les nenes i la mutilació genital femenina. Segons l'organització, IGUAL SIGNIFICA IGUAL, «les Nacions Unides arriben a estadístiques horroroses: les víctimes de la mutilació genital femenina, un ritual per treure el clítoris d'una nena per garantir la seva fidelitat, són 130 milions. Unes 60 milions de nenes es converteixen en 'núvies' obligades a casar-se, de vegades després de ser segrestades i violades». Una cosa que s'ha creat per combatre aquestes coses és la Convenció sobre l'eliminació de totes les formes de discriminació contra la dona. Es va crear per ajudar contra la discriminació en l'educació, el matrimoni, la violència sexual i la política. Tot i que això no només afecta els països no occidentals, 193 estats ho han ratificat. Alguns dels països que s'hi han oposat són l'Iran, Palau, Somàlia, el Sudan del Nord i del Sud, Tonga i els Estats Units d'Amèrica.

### Banc Mundial
Un informe del 2019 del Banc Mundial va trobar que les dones tenen plens drets legals sobre els homes només a sis països: Bèlgica, Dinamarca, França, Letònia, Luxemburg i Suècia.

### Dona, vida, llibertat
Les dones iraquianes kurdes i les dones iranianes van utilitzar el moviment Dona, vida, llibertat (en kurd, Jin, Jiyan, Azadî, ژن، ژیان، ئازادی); el 2021 i el 2022 l'Iran es va utilitzar principalment el lema en 8 mesos d'aixecament contra el govern.

## Drets humans

### Convenció de les Nacions Unides
| Signat i ratificat Va accedir o va tenir èxit Estat no reconegut, complint el tractat | Només signat No signat |

Participació a la CEDAW
Signat i ratificat
Va accedir o va tenir èxit
Estat no reconegut, complint el tractat
Només signat
No signat

La Declaració Universal dels Drets Humans, aprovada l'any 1948, consagra «la igualtat de drets d'homes i dones», i tractava tant qüestions d'igualtat com d'equitat.
L'any 1979, l'Assemblea General de les Nacions Unides va adoptar la Convenció sobre l'eliminació de totes les formes de discriminació contra la dona (CEDAW) per a l'aplicació legal de la Declaració sobre l'eliminació de la discriminació contra la dona. Descrita com una declaració internacional de drets de les dones, va entrar en vigor el 3 de setembre de 1981. Els estats membres de l'ONU que no han ratificat la convenció són l'Iran, Palau, Somàlia, el Sudan, Tonga i els Estats Units d'Amèrica. Niue i la Ciutat del Vaticà, que són estats no membres, tampoc l'han ratificat. L'últim estat a convertir-se en part a la convenció és Sudan del Sud, el 30 d'abril de 2015.
La Convenció defineix la discriminació contra les dones en els termes següents:
| « | Qualsevol distinció, exclusió o restricció feta per raó de sexe que tingui per efecte o finalitat perjudicar o anul·lar el reconeixement, gaudiment o exercici per part de la dona, amb independència del seu estat civil, sobre una base d'igualtat d'homes i dones, dels drets humans i llibertats fonamentals en l'àmbit polític, econòmic, social, cultural, civil o qualsevol altre. | » |

També estableix una agenda d'acció per posar fi a la discriminació per sexe per la qual els estats que ratifiquen la convenció han de consagrar la igualtat de gènere a la seva legislació interna, derogar totes les disposicions discriminatòries de les seves lleis i promulgar noves disposicions per protegir-se de la discriminació contra dones. També han d'establir tribunals i institucions públiques per garantir a les dones una protecció efectiva contra la discriminació, i prendre mesures per eliminar totes les formes de discriminació practicades contra les dones per part de persones, organitzacions i empreses.

### Matrimoni, divorci i llei de la família
L'article 16 de la Declaració Universal dels Drets Humans consagra el dret dels homes i dones al consentiment a casar-se i fundar una família.
| « | (1) Els homes i les dones majors d'edat, sense cap limitació per raó de raça, nacionalitat o religió, tenen dret a casar-se i a fundar una família. Tenen els mateixos drets pel que fa al matrimoni, durant el matrimoni i en la seva dissolució. (2) El matrimoni només es pot contractar amb el consentiment lliure i ple dels futurs cònjuges. (3) La família és la unitat natural i fonamental de la societat i té dret a la protecció de la societat i de l'Estat. | » |

L'article 16 de la CEDAW estableix que:
| « | 1. Els estats part prendran totes les mesures adequades per eliminar la discriminació contra la dona en totes les qüestions relacionades amb el matrimoni i les relacions familiars [...]. | » |

Entre els drets inclosos hi ha el dret de la dona a triar el seu cònjuge de manera lliure i consensuada; tenir drets parentals sobre els seus fills, independentment del seu estat civil; el dret de la dona casada a escollir una professió o ocupació, i a tenir drets de propietat dins del matrimoni. A més d'aquests, «El compromís i el matrimoni d'un fill no tenen efecte legal».
El matrimoni polígam és una pràctica controvertida, freqüent en algunes parts del món. Les recomanacions generals fetes pel Comitè per a l'Eliminació de la Discriminació contra la Dona, recullen en la Recomanació General núm. 21, Igualtat en el matrimoni i les relacions familiars:
| « | 14.[…] El matrimoni polígam infringeix el dret de la dona a la igualtat amb els homes i pot tenir conseqüències emocionals i financeres tan greus per a ella i els seus dependents que aquests matrimonis haurien de ser desanimats i prohibits. | » |

La convivència de parelles no casades i de mares solteres és habitual en algunes parts del món. Ho ha declarat el Comitè de Drets Humans:
| « | 27. Per fer efectiu el reconeixement de la família en el context de l'article 23, és important acceptar el concepte de les diferents formes de família, incloses les parelles no casades i els seus fills, i els pares solters i els seus fills, i garantir la igualtat de tracte de les dones en aquests contextos (Comentari general 19 paràgraf 2 darrera frase). Les famílies monoparentals solen estar formades per una dona soltera que cuida d'un o més fills, i els estats part haurien de descriure quines mesures de suport s'estableixen per permetre'l exercir les seves funcions parentals en igualtat amb un home en una posició similar. | » |

### La Declaració i Programa d'Acció de Viena
La Declaració i Programa d'Acció de Viena (VDPA) és una declaració de drets humans adoptada per consens a la Conferència Mundial sobre Drets Humans el 25 de juny de 1993 a Viena, Àustria. Aquesta declaració reconeix els drets de les dones com a drets humans protegits. L'apartat 18 diu:
| « | Els drets humans de les dones i de les nenes són una part inalienable, integral i indivisible dels drets humans universals. La participació plena i igualitària de les dones en la vida política, civil, econòmica, social i cultural, a nivell nacional, regional i internacional, i l'eradicació de totes les formes de discriminació per raó de sexe són objectius prioritaris de la comunitat internacional. | » |

### Resolució 1325 del Consell de Seguretat de les Nacions Unides
El 31 d'octubre de 2000, el Consell de Seguretat de les Nacions Unides va adoptar per unanimitat la Resolució 1325 del Consell de Seguretat de les Nacions Unides, el primer document formal i legal del Consell de Seguretat de les Nacions Unides que exigeix que tots els estats respectin plenament el dret internacional humanitari i el dret internacional dels drets humans aplicable als drets i protecció de dones i nenes durant i després dels conflictes armats.

### Convencions regionals

Participació conjunta de la Convenció de Belém do Pará, el Protocol de Maputo i la Convenció d'Istanbul.
Signat i ratificat
Va accedir o va tenir èxit
Només signat
No signat
No és un estat membre de la UA, CoE o OEA

La Convenció Interamericana per prevenir, sancionar i erradicar la violència contra la dona, més coneguda com a Convenció de Belém do Pará, va ser aprovada per l'Organització dels Estats Americans el 9 de juny de 1994. Al març de 2020, 32 dels 34 o 35 estats membres de l'Organització dels Estats Americans han signat i ratificat o s'han adherit a la Convenció de Belém do Pará; només Canadà, Cuba i els Estats Units d'Amèrica no ho han fet.
El Protocol de la Carta Africana dels Drets Humans i dels Pobles sobre els Drets de les Dones a l'Àfrica, més conegut com a Protocol de Maputo, va ser adoptat per la Unió Africana l'11 de juliol de 2003 en la seva segona cimera a Maputo, Moçambic. El 25 de novembre de 2005, després d'haver estat ratificat per les 15 nacions membres de la Unió Africana, el protocol va entrar en vigor. El protocol garanteix a les dones drets integrals, inclòs el dret a participar en el procés polític, a la igualtat social i política amb els homes i al control de la seva salut reproductiva, i la fi de la mutilació genital femenina.
La Convenció del Consell d'Europa sobre prevenció i lluita contra la violència contra les dones i la violència domèstica, més coneguda com a Convenció d'Istanbul, va ser aprovada pel Consell d'Europa l'11 de maig de 2011. A juny de 2020, el tractat ha estat signat per 45/47 estats membres del Consell d'Europa i la Unió Europea; 34 dels signants també han ratificat el conveni.

## Violència de gènere

### Declaració de les Nacions Unides
La Declaració sobre l'eliminació de la violència contra la dona va ser aprovada per les Nacions Unides l'any 1993. Defineix la violència contra les dones com «qualsevol acte de violència de gènere que tingui com a resultat, o pugui provocar, danys físics, sexuals o psicològics o patiment a les dones, incloses les amenaces d'aquests actes, la coacció o la privació arbitrària de llibertat, tant si es produeixen a la vida pública com a la privada». Aquesta resolució va establir que les dones tenen dret a no patir violència. Com a conseqüència de la resolució, l'any 1999, l'Assemblea General va declarar el dia 25 de novembre Dia internacional per a l'eliminació de la violència contra les dones.
L'article 2 de la Declaració sobre l'eliminació de la violència contra la dona exposa diverses formes de violència contra les dones:
| « | Article 2: S'entén que la violència contra les dones inclou, entre d'altres, els següents: (a) Violència física, sexual i psicològica que es produeix a la família, incloent maltractaments, abús sexual de les filles a la llar, violència relacionada amb el dot, violació matrimonial, mutilació genital femenina i altres pràctiques tradicionals perjudicials per a les dones, violència no conjugal i violència relacionada amb explotació sexual; (b) Violència física, sexual i psicològica que es produeix a la comunitat en general, inclosa la violació, l'abús sexual, l'assetjament sexual i la intimidació en el treball, a les institucions educatives i en altres llocs, el tràfic de dones i la prostitució forçosa; (c) Violència física, sexual i psicològica perpetrada o tolerada per l'Estat, sigui on sigui que es produeixi. | » |

### Convencions d'Estambul
La Convenció del Consell d'Europa sobre prevenció i lluita contra la violència contra les dones i la violència domèstica, més coneguda com a Convenció d'Istanbul, és el primer instrument jurídicament vinculant a Europa en l'àmbit de la violència domèstica i la violència contra les dones, i va entrar en vigor l'any 2014.
Els països que la ratifiquen han de garantir que les formes de violència definides en el seu text siguin il·legals. En el seu preàmbul, la Convenció estableix que «la realització de la igualtat de dret i de facto entre dones i homes és un element clau en la prevenció de la violència contra les dones». El conveni també defineix la violència domèstica com «tots els actes de violència física, sexual, psicològica o econòmica que es produeixin dins de la unitat familiar o domèstica o entre cònjuges o parelles anteriors o actuals, independentment que l'autor comparteixi o hagi compartit la mateixa o no. residència amb la víctima». Tot i que és una Convenció del Consell d'Europa, està obert a l'adhesió de qualsevol país.

### Violació i violència sexual

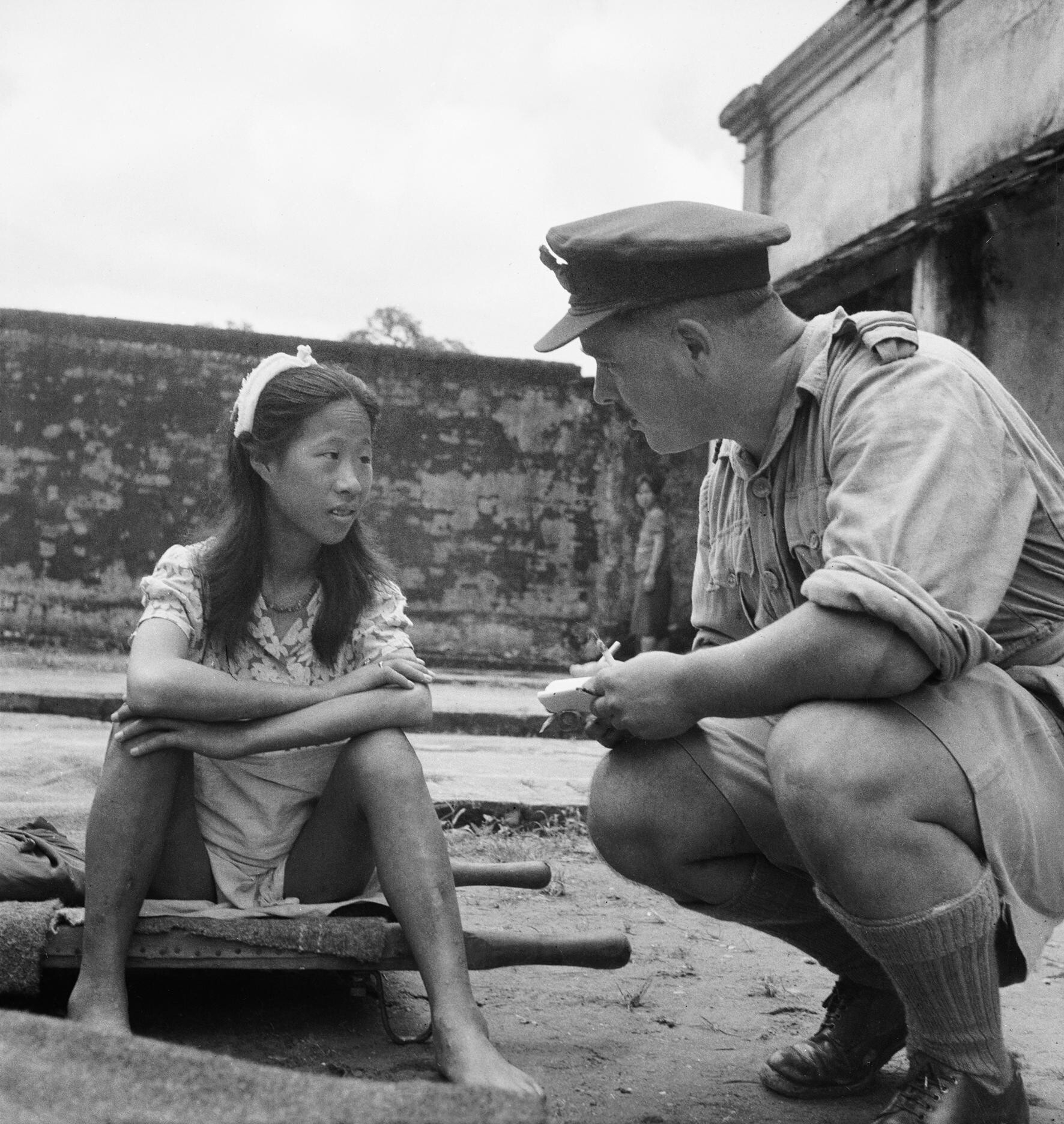
Una jove d'ètnia xinesa que estava en un dels «batallons de consol» de l'exèrcit imperial japonès és entrevistada per un oficial aliat (vegeu Dones de consol)

La violació, de vegades anomenada agressió sexual, és una agressió per part d'una persona que implica relacions sexuals o penetració sexual d'una altra persona sense el consentiment d'aquesta. La violació es considera generalment un delicte sexual greu així com una agressió civil. Quan forma part d'una pràctica generalitzada i sistemàtica, la violació i l'esclavitud sexual es reconeixen ara com un crim de lesa humanitat i un crim de guerra. La violació també es reconeix com una forma de genocidi quan es comet amb la intenció de destruir, totalment o parcialment, un grup objectiu.

#### Com a genocidi
L'any 1998, el Tribunal Penal Internacional per a Ruanda establert per les Nacions Unides va prendre decisions importants que la violació és un delicte de genocidi segons el dret internacional. El judici de Jean-Paul Akayesu, alcalde de la comuna de Taba a Ruanda, va establir precedents que la violació és un element del crim de genocidi. La sentència Akayesu inclou la primera interpretació i aplicació per part d'un tribunal internacional de la Convenció de 1948 per a la prevenció i el càstig del crim de genocidi. La Sala de Primera Instància va considerar que la violació, que va definir com «una invasió física de naturalesa sexual comesa a una persona en circumstàncies coercitives», i l'agressió sexual constitueixen actes de genocidi en la mesura que es van cometre amb la intenció de destruir, en la seva totalitat o en part, un grup objectiu. Va constatar que l'agressió sexual formava part integral del procés de destrucció del grup ètnic tutsi i que la violació era sistemàtica i només s'havia perpetrat contra dones tutsis, manifestant la intenció específica necessària perquè aquests actes constituïssin un genocidi.
La jutge Navanethem Pillay va dir en un comunicat després del veredicte: «Des de temps immemorials, la violació ha estat considerada com un dels botí de guerra. Ara es considerarà un crim de guerra. Volem enviar un missatge fort que la violació ja no és un trofeu de guerra». Es calcula que unes 500.000 dones van ser violades durant el genocidi ruandès de 1994.

#### Com a crims de lesa humanitat
El Memoràndum Explicatiu de l'Estatut de Roma, que defineix la jurisdicció de la Cort Penal Internacional, reconeix la violació, l'esclavitud sexual, la prostitució forçosa, l'embaràs forçat, l'esterilització forçada, «o qualsevol altra forma de violència sexual de gravetat comparable» com a crim contra la humanitat si el l'acció forma part d'una pràctica generalitzada o sistemàtica. La Declaració i Programa d'Acció de Viena també condemnen la violació sistemàtica, així com l'assassinat, l'esclavitud sexual i l'embaràs forçat, com a «violacions dels principis fonamentals dels drets humans internacionals i del dret humanitari», i requereixen una resposta especialment eficaç.
La violació va ser reconeguda per primera vegada com a crim contra la humanitat quan el Tribunal Penal Internacional per a l'antiga Iugoslàvia va emetre ordres de detenció basades en les Convencions de Ginebra i les violacions de les lleis o costums de la guerra. Concretament, es va reconèixer que les dones musulmanes de Foča (sud-est de Bòsnia i Hercegovina) van ser sotmeses a violacions col·lectives, tortures i esclavitud sexual sistemàtica i generalitzada per part de soldats, policies i membres de grups paramilitars serbis de Bòsnia després de la presa de possessió de la ciutat a l'abril de 1992. L'acusació va tenir una importància jurídica important i va ser la primera vegada que s'investigaven agressions sexuals amb finalitats de processament sota la rúbrica de tortura i esclavitud com a crim de lesa humanitat. L'acusació va ser confirmada per un veredicte del 2001 del Tribunal Penal Internacional per a l'antiga Iugoslàvia que la violació i l'esclavitud sexual són crims contra la humanitat. Aquesta sentència va desafiar l'acceptació generalitzada de la violació i l'esclavitud sexual de les dones com a part intrínseca de la guerra. El Tribunal Penal Internacional per a l'antiga Iugoslàvia va declarar tres homes serbis de Bòsnia culpables de violar dones i nenes bosníaques (bòsnies musulmantes), algunes de 12 i 15 anys, a Foča (a l'est de Bòsnia i Hercegovina). A més, dos dels homes van ser declarats culpables del crim contra la humanitat d'esclavitud sexual per mantenir captives dones i nenes en diversos centres de detenció de facto. Moltes de les dones van desaparèixer posteriorment.
Segons un informe de l'Oficina de l'Alt Comissariat de les Nacions Unides per als Drets Humans (OHCHR), publicat el 28 de juliol de 2020, les dones que viatjaven a l'estranger van ser retornades per la força a Corea del Nord i van ser sotmeses a abusos, tortura, violència sexual i altres violacions. Corea del Nord prohibeix als ciutadans viatjar a l'estranger. Les dones que van ser detingudes per fer-ho eren regularment colpejades, torturades i sotmeses a nuesa forçada i escorcolls corporals invasius. Les dones també han informat que en cas d'embaràs, els funcionaris de la presó avortaven molts nens o bé colpejant les dones o fent-les treballs forçats.

### Matrimoni forçat i esclavitud
La Convenció supletòria sobre l'abolició de l'esclavitud de 1956 defineix «institucions i pràctiques similars a l'esclavitud» per incloure:
c) Qualsevol institució o pràctica en què:
- (i) Una dona, sense dret a negar-se, és promesa o donada en matrimoni amb el pagament d'una contraprestació en diners o en espècie als seus pares, tutors, família o qualsevol altra persona o grup; o
- (ii) El marit d'una dona, la seva família o el seu clan, té dret a cedir-la a una altra persona pel valor rebut o no; o
- (iii) Una dona que després de la mort del seu marit és susceptible de ser heretada a una altra persona;

La Convenció d'Istanbul exigeix que els països que la ratifiquen prohibisquen els matrimonis forçats (article 37) i garanteixin que els matrimonis forçats es puguin anul·lar fàcilment sense més victimització (article 32).

### Protocol sobre el tràfic de persones
El Protocol per prevenir, reprimir i sancionar el tràfic de persones, especialment de dones i nens (també conegut com a Protocol contra la Trata o Protocol TIP de l'ONU) és un protocol de la Convenció de les Nacions Unides contra la Delinqüència Organitzada Transnacional. És un dels tres protocols de Palerm. La seva finalitat es defineix a l'article 2. Declaració de propòsits com:
- a) Prevenir i combatre el tràfic de persones, prestant especial atenció a les dones i els nens;

- b) Protegir i assistir les víctimes d'aquest tràfic, amb ple respecte per els seus drets humans, i

- c) promoure la cooperació entre els estats part per assolir aquests objectius.[295]